# ねんどろいど
ねんどろいどは、アニメやゲームのキャラクター、あるいは実在の人物をデフォルメした2頭身のフィギュアシリーズ。販売元はグッドスマイルカンパニー。略称ねんどろ。

## 概要
原型師集団「ねんどろん」が原型または製作協力している。「ねんどろん」は、複数人で作業する場合だと個人名をクレジット表記しづらいため考案された名称であり、実際の人員はグッドスマイルカンパニー企画・製作の10人ほどが該当する。シリーズの立ち上げはオダPこと小田ツヨシ、他スタッフとして佐藤ノブヒロ、月山寛輝、児玉洋平が加わる。
設計・展開思想としてオープンアーキテクチャを提唱しており、ユーザー・フィギュア会社問わず、見た目の作りや緩い設計コンセプトの基準に合っていれば自由にねんどろいど製品を作ることが可能となっている。一部商品を除き、フィギュアは手足を動かしたり同梱された小道具や顔の付け替えができるように作られている。またシリーズのフィギュア同士での部位の換装も可能。
2006年にワンダーフェスティバルでパソコンゲーム「月姫」に登場する「ネコアルク」を発売したのを皮切りに、以後様々な作品のキャラクターが商品化されている。その造形の丁寧さと付属する小道具の多様さが人気を呼び、品目が2010年7月時点で100種類以上、2019年には1000種類を越え、累計販売数は2009年3月時点でねんどろいどシリーズが100万個に迫り、ねんどろいどぷちシリーズも300万個を越えている
中でも初音ミクをベースとした「ねんどろいど 初音ミク」は記録的なヒット商品となり、初音ミクフィギュアブーム及びデフォルメフィギュアブームを巻き起こした。ねんどろいどの造形（顔）はミクで完成し、以後のベースになったとされている。2017年時点でミクの製品が最多（2023年時点で「100体目のねんどろいど初音ミク商品化企画」が始動）とされ、「ねんどろいどはミクと共に成長した」とも評されるほど相互的な影響関係にあった。

## シリーズ

### ねんどろいど
ねんどろいどの基本シリーズ。No.300を境目に規格が変更され、パーツの構造が1から見直された。また、パッケージデザインも変更されている。
| ねんどろいど基本シリーズ 商品一覧 | ねんどろいど基本シリーズ 商品一覧                                             | ねんどろいど基本シリーズ 商品一覧                              | ねんどろいど基本シリーズ 商品一覧                                                                                    | ねんどろいど基本シリーズ 商品一覧 |
| No.                               | キャラクター・商品名                                                          | 作品名                                                         | 発売日 | 備考 |
| --------------------------------- | ----------------------------------------------------------------------------- | -------------------------------------------------------------- | --- | --- |
| 00                                | ネコアルク 「換装!ブーブー顔」編                                              | 月姫 / MELTY BLOOD                                             | 2006年2月19日 | ワンダーフェスティバル2006[冬]限定商品。 |
| 01                                | ネコアルク 「換装!謎のジェット飛行」編                                        | 月姫 / MELTY BLOOD                                             | 2006年4月 2007年10月(再発売)                                                                                         | 記念すべきねんどろいど第1号。 |
| 02                                | へたれセイバー 限定Ver.                                                       | Fate/stay night                                                | 2006年8月20日 | ワンダーフェスティバル2006[夏]限定商品。 なお、へたれセイバーからちゃりんこライダーまでの、 ねんどろいどでのFateシリーズのフィギュアはつくりものじデザインのデフォルメキャラクターをフィギュア化した物である。 |
| 03                                | へたれセイバー                                                                | Fate/stay night                                                | 2006年10月 2007年11月(再発売)                                                                                        | |
| 04                                | メソウサ                                                                      | ぱにぽにだっしゅ!                                              | 2006年12月 | オオサンショウウオ、猫神様のミニフィギュアが付属。 |
| 05                                | やさぐれ凛                                                                    | Fate/stay night                                                | 2007年2月 2008年1月(再発売)                                                                                          | |
| 06                                | オウカちゃん 空中装備完了Ver.                                                 | ニトロウォーズ                                                 | 2007年2月25日 | ワンダーフェスティバル2007[冬]限定商品。 |
| 07                                | くわがたツマミ&じょしちゃん                                                   | くわがたツマミ                                                 | 2007年4月 | |
| 08                                | オウカちゃん 攻撃型武装完了Ver.                                               | ニトロウォーズ                                                 | 2007年6月 | ニトロプラスダイレクト限定商品。 |
| 09                                | 涼宮ハルヒ                                                                    | 涼宮ハルヒの憂鬱                                               | 2007年6月 2007年11月(1次再発売) 2008年5月(2次再発売) 2008年8月(3次再発売)                                            | |
| 10                                | 長門有希                                                                      | 涼宮ハルヒの憂鬱                                               | 2007年7月 2008年1月(2次再発売) 2008年5月(3次再発売)                                                                  | |
| 11                                | リューク                                                                      | DEATH NOTE                                                     | 2007年7月 2008年4月(再発売)                                                                                          | |
| 12                                | 夜神月                                                                        | DEATH NOTE                                                     | 2007年7月 2008年4月(再発売)                                                                                          | |
| 13                                | へたれセイバーオルタ                                                          | Fate/stay night                                                | 2007年8月12日 | ワンダーフェスティバル2007[夏]限定商品。 |
| 14                                | 涼宮ハルヒの憂鬱 バニーガールセット                                           | 涼宮ハルヒの憂鬱                                               | 2007年8月12日 | バニーガール姿のハルヒ・長門・みくるの3体セット。ワンダーフェスティバル2007[夏]限定商品。 また同時期に開催されたGO!SHIODOMEジャンボリー内でのフィギュアイベント「汐留ジャンホビー」では、 バニーコートをパールコーティングした特別仕様の「パールVer.」が限定販売された。 |
| 15                                | タチコマ                                                                      | 攻殻機動隊S.A.C.                                               | 2007年9月 2011年4月(1次再発売) 2011年8月(2次再発売)                                                                  | |
| 16                                | 朝比奈みくる                                                                  | 涼宮ハルヒの憂鬱                                               | 2007年9月 2008年6月(再発売)                                                                                          | |
| 17                                | L                                                                             | DEATH NOTE                                                     | 2007年9月 2008年4月(再発売)                                                                                          | |
| 18                                | 弥海砂                                                                        | DEATH NOTE                                                     | 2007年9月 | |
| 19                                | へたれ桜                                                                      | Fate/hollow ataraxia                                           | 2007年10月 | |
| 20                                | びんちょうタン                                                                | びんちょうタン                                                 | 2007年11月 | プカシューのミニフィギュアが付属。 |
| 21                                | ちゃりんこライダー                                                            | Fate/hollow ataraxia                                           | 2007年11月 | |
| 22                                | タチコマンズ・イエロー                                                        | 攻殻機動隊S.A.C.                                               | 2007年12月 2011年4月(1次再発売) 2011年8月(2次再発売)                                                                 | |
| 23                                | タチコマンズ・シルバー                                                        | 攻殻機動隊S.A.C.                                               | 2007年12月 2011年4月(1次再発売) 2011年8月(2次再発売)                                                                 | |
| 24                                | ナオ                                                                          | マビノギ                                                       | 2007年12月 | |
| 25                                | コトナ・エレガンス                                                            | ゾイドジェネシス                                               | 2007年12月 | |
| 26                                | レ・ミィ                                                                      | ゾイドジェネシス                                               | 2008年2月 | |
| 27                                | 泉こなた                                                                      | らき☆すた                                                      | 2008年4月 | 発売元：キャラアニ。埼玉新聞65周年記念Ver.のみ（埼玉新聞社）。 こなたとかがみの2商品は、「コンプティークVer.」（27a/28a、コンプティーク誌上通販限定商品）、 「らき☆すた公式ホームページVer.」（27b/28b、らき☆すた公式Webサイトでの通販限定商品）、 「キャラアニVer.」（27c/28c、キャラアニ.com通販限定商品）の3種類があり、それぞれ顔パーツと付属パーツが一部異なる。 また、こなたには小神あきらの、かがみには白石みのるの、ねんどろいどぷちが付属している。 また埼玉新聞創刊65周年を記念したコラボレーション企画商品として、コンプティークVer.を元に、 記念オリジナルパーツを追加（このためねんどろいどぷちは未同梱）した「埼玉新聞65周年記念Ver.（27d/28d）」が47CLUB限定で2010年5月に発売されている。 |
| 28                                | 柊かがみ                                                                      | らき☆すた                                                      | 2008年4月 | 発売元：キャラアニ。埼玉新聞65周年記念Ver.のみ（埼玉新聞社）。 こなたとかがみの2商品は、「コンプティークVer.」（27a/28a、コンプティーク誌上通販限定商品）、 「らき☆すた公式ホームページVer.」（27b/28b、らき☆すた公式Webサイトでの通販限定商品）、 「キャラアニVer.」（27c/28c、キャラアニ.com通販限定商品）の3種類があり、それぞれ顔パーツと付属パーツが一部異なる。 また、こなたには小神あきらの、かがみには白石みのるの、ねんどろいどぷちが付属している。 また埼玉新聞創刊65周年を記念したコラボレーション企画商品として、コンプティークVer.を元に、 記念オリジナルパーツを追加（このためねんどろいどぷちは未同梱）した「埼玉新聞65周年記念Ver.（27d/28d）」が47CLUB限定で2010年5月に発売されている。 |
| 29                                | アル・アジフ                                                                  | 斬魔大聖デモンベイン                                           | 2008年2月 | |
| 30                                | 夜神月 サンタVer.                                                             | DEATH NOTE                                                     | 2007年12月 | ジャンプフェスタ2008・アニメイト・amazon.co.jp限定商品。 |
| 31                                | L トナカイVer.                                                                | DEATH NOTE                                                     | 2007年12月 | ジャンプフェスタ2008・アニメイト・amazon.co.jp限定商品。 |
| 32                                | 鶴屋さん                                                                      | 涼宮ハルヒの憂鬱                                               | 2008年4月 | |
| 33                                | 初音ミク                                                                      | VOCALOID 01 初音ミク                                           | 2008年3月 2008年7月(1次再発売) 2008年12月(2次再発売) 2009年4月(3次再発売) 2009年9月(4次再発売) 2010年10月(5次再発売) | 2007年11月26日の予約受付開始時にニコニコ動画の時報システムを使って、 1週間限定で午前0時の時報CMを実施した\|ニコニコ動画時報CM提供企業第1号）。 初の立体化ということもあって2007年12月時点で5万体を越す予約があり、シリーズ内でも異例かつ最高の売上げを記録した。 これは同シリーズ涼宮ハルヒの累計販売数2万3千体を2倍以上も上回る数である。2010年10月、5回の再発売が行われている。 No.300は「初音ミク 2.0」であることから、従来品（No.33）を「初音ミク 1.0」として区別する。 |
| 34                                | らき☆すた Fateコスプレセット                                                  | らき☆すた                                                      | 2008年2月24日 | ワンダーフェスティバル2008[冬]限定商品 『真・らき☆すた 萌えドリル 〜旅立ち〜』『らき☆すた 〜陵桜学園 桜藤祭〜』作中にて見られる、 セイバーのコスプレをしたこなたと、凜のコスプレをしたかがみの2体セット。 |
| 35                                | ジョイまっくす                                                                | ニトロプラス                                                   | 2008年2月24日 | ワンダーフェスティバル2008[冬]限定商品。 ねんどろいどとしては史上初となる、実在の人物のフィギュア化。アフロヘアーをこれもねんどろいど初となる植毛によって再現した。 |
| 36                                | メリッサ・セラフィ                                                            | WAGA魔々かぷりちお                                             | 2008年7月 | |
| 37                                | ぱすてるインク                                                                | もえたん                                                       | 2008年8月 | 同じグッドスマイルカンパニーから発売の「ぱすてるインク ポップアップヴィネット」のヴィネット台座に取り付けが可能。 |
| 38                                | 呂布子ちゃん OVAVer.                                                          | やわらか三国志 突き刺せ!! 呂布子ちゃん                         | 2008年7月 | 発売元：キングレコード OVA『呂布子ちゃん』DVD全4巻購入特典 （全巻購入者への販売という形態をとっている）。 |
| 39                                | 鏡音リン                                                                      | VOCALOID 02 鏡音リン・レン                                     | 2008年10月 2008年12月(2次出荷) 2013年7月 (オンライン販売)                                                            | リン・レンのデフォルメ顔パーツ（初音ミクでは「はちゅねミク」が付属している）の顔デザインの募集をピアプロにて行った。 なお、デフォルメ顔は鏡音リンが笑顔+八重歯、鏡音レンが笑顔+ツンデレ顔。 また通常顔・デフォルメ顔だけでなく、表情が描かれていない「のっぺら顔」が付属する。 これらも初の立体化であり2008年6月時点で第1次出荷は予約のみで完売となり、 発売前に第2次出荷が発表されるという異例の事態にまで及んだ。 |
| 40                                | 鏡音レン                                                                      | VOCALOID 02 鏡音リン・レン                                     | 2008年10月 2008年12月(2次出荷) 2013年7月 (オンライン販売)                                                            | リン・レンのデフォルメ顔パーツ（初音ミクでは「はちゅねミク」が付属している）の顔デザインの募集をピアプロにて行った。 なお、デフォルメ顔は鏡音リンが笑顔+八重歯、鏡音レンが笑顔+ツンデレ顔。 また通常顔・デフォルメ顔だけでなく、表情が描かれていない「のっぺら顔」が付属する。 これらも初の立体化であり2008年6月時点で第1次出荷は予約のみで完売となり、 発売前に第2次出荷が発表されるという異例の事態にまで及んだ。 |
| 41                                | メリッサ・セラフィ 魔王Ver.                                                   | Chu×Chuぱらだいす                                              | 2008年8月3日 | ワンダーフェスティバル2008[夏]限定商品。 |
| 42                                | 初音ミク はちゅねフェイスVer.                                                 | VOCALOID 01 初音ミク                                           | 2008年8月3日 2012年8月(再発売)                                                                                       | ワンダーフェスティバル2008/2012[夏]限定商品。 付属する顔パーツをはちゅねミクのみにしたほか、リン・レン同様に「のっぺら顔」を追加。 |
| 43                                | ガッチャピン1号                                                               | 科学忍者隊ガッチャピン                                         | 2008年8月 | |
| 44                                | 朝倉涼子＆拡張パーツセット                                                    | 涼宮ハルヒの憂鬱                                               | 2008年9月 | 朝倉涼子のねんどろいどと、ハルヒ・長門・みくる用の拡張パーツのセット商品。 長門・みくるの拡張パーツ使用においては朝倉のボディを流用する必要があるため両立できず、 さらにみくるでは胸のサイズが本来の設定と合わないという難点がある。 |
| 45                                | 脳噛ネウロ                                                                    | 魔人探偵脳噛ネウロ                                             | 2008年11月 | |
| 46                                | 桂木弥子                                                                      | 魔人探偵脳噛ネウロ                                             | 2008年11月 | |
| 47a 47b                           | シャナ                                                                        | 灼眼のシャナII                                                 | 2008年11月 2008年12月(47b)                                                                                           | 「炎髪灼眼Ver.」（47a、一般販売版）と 「電撃大王Ver.」（47b、発売元：アスキー・メディアワークス、電撃大王誌上通販限定商品）の2種類が発売され、 髪の色が「電撃大王Ver.」では黒髪であるほか、それぞれ顔パーツと付属パーツが異なる。 |
| 48                                | 南極さくら                                                                    | ペンギン娘はぁと                                               | 2008年12月 | |
| 49                                | エグゼリカ&ユニットセット                                                     | トリガーハート エグゼリカ                                      | 2009年3月 | 発売元：アルケミスト PS2ソフト『トリガーハート エグゼリカ エンハンスド』初回限定版購入特典。 |
| 50                                | セイバーライオン                                                              | Fate/タイガーころしあむ                                        | 2008年12月 2012年11月(再発売)                                                                                        | |
| 51                                | ゆい DVD Ver.                                                                 | こはるびより                                                   | 2008年12月 | 発売元：ショウゲート OVA『こはるびより』DVD3巻連動購入応募特典。 |
| 52                                | 乱崎凶華                                                                      | 狂乱家族日記                                                   | 2009年1月 | |
| 53                                | ヨーコ                                                                        | 天元突破グレンラガン                                           | 2009年2月 | |
| 54a 54b                           | 柊つかさ                                                                      | らき☆すた                                                      | 2009年3月 | 発売元：キャラアニ。 つかさとみゆきは「コンプティークVer.（54a/55a、コンプティーク誌上通販限定商品）と 「通常Ver.」（54b/55b、一般販売版）の2種類の発売がされており、それぞれ顔パーツと付属パーツが異なる。 |
| 55a 55b                           | 高良みゆき                                                                    | らき☆すた                                                      | 2009年3月 | 発売元：キャラアニ。 つかさとみゆきは「コンプティークVer.（54a/55a、コンプティーク誌上通販限定商品）と 「通常Ver.」（54b/55b、一般販売版）の2種類の発売がされており、それぞれ顔パーツと付属パーツが異なる。 |
| 56a 56b                           | ぴくせる☆まりたん                                                             | 魔法の海兵隊員ぴくせる☆まりたん                                | 2009年3月 | 発売元：ホビージャパン。 「ブチこめ!強襲戦闘Ver.」（56a、とれたて!ほびーちゃんねるでの通販限定商品）と 「完了!戦闘準備Ver.」（56b、一般販売版）の2種類の発売がされており、それぞれ顔パーツと付属パーツが異なる。 |
| 57                                | 宮藤芳佳                                                                      | ストライクウィッチーズ                                         | 2009年3月 | 発売元：Phat! |
| 58                                | KAITO                                                                         | VOCALOID/KAITO                                                 | 2009年2月 2010年7月(再発売) 2013年7月 (オンライン販売)                                                               | |
| 59                                | 糸色望                                                                        | さよなら絶望先生                                               | 2009年3月 | |
| 60                                | 九重りん                                                                      | こどものじかん                                                 | 2009年4月 | |
| 61                                | ルイズ                                                                        | ゼロの使い魔                                                   | 2009年4月 2012年5月(再発売)                                                                                          | 発売元：HOBBY STOCK。 ホビーストックのWebサイト上にてデフォルメ顔の決定投票を行い、 更に同サイトで購入すると特典として、「ペーパークラフト ルイズの部屋」&「平賀才人スタンドポップ」が付属した。 |
| 62                                | ミックミクかがみ                                                              | らき☆すたOVA                                                   | 2009年5月 | OVA作中にて初音ミクのコスプレをしたかがみをフィギュア化。 |
| 63                                | クレハ                                                                        | シャイニング・ウィンド                                         | 2009年5月 | |
| 64                                | ナギ                                                                          | かんなぎ                                                       | 2009年5月 | |
| 65                                | 獅子堂妹子 メイドロイドVer.                                                   | 宇宙をかける少女                                               | 2009年6月 | ねんどろいど初となる内部機構を搭載し、作中で見られる頭部展開やナビ人の妹子の格納を再現。 |
| 66                                | プリーシア                                                                    | プリズムアーク                                                 | 2009年7月 | 神楽のミニフィギュアが付属。 |
| 67                                | レオナルド博士                                                                | 秘密結社鷹の爪                                                 | 2009年8月 | 発売元：Phat! |
| 68                                | セバスチャン・ミカエリス                                                      | 黒執事                                                         | 2009年7月 2010年9月(再発売)                                                                                          | |
| 69                                | ざんげちゃん                                                                  | かんなぎ                                                       | 2009年7月 | |
| 70                                | 着ぐるみonちゃん                                                              | HTBマスコットキャラクター                                      | 2009年8月 2011年7月(再発売)                                                                                          | 発売元：オーキッドシード。 ぐちのフィギュアと『水曜どうでしょう』で登場した大漁旗を付属。 |
| 71                                | ウサコッツ                                                                    | 天体戦士サンレッド                                             | 2009年9月 | 発売元：Phat! |
| 72                                | 朝倉音姫                                                                      | D.C.II 〜ダ・カーポII〜                                        | 2009年6月 | 発売元：CIRCUS。 PCソフト『D.C.II To You 〜ダ・カーポII〜トゥーユー サイドエピソード』ねんどろいど同梱版に同梱。 |
| 73                                | ナオ マビノギスタッカートVer.                                                 | マビノギスタッカート                                           | 2009年11月 | 発売元：アスキー・メディアワークス 電撃ホビーマガジン誌上・電撃屋通販限定商品。 ナオの服がスタッカート学園の制服になっている。ゲーム内で使えるアイテムコード付属。 |
| 74                                | 博麗霊夢                                                                      | 東方Project                                                    | 2009年9月 2011年6月(再発売)                                                                                          | コミックマーケット76・ニコニコ直販・アニメイト・ゲーマーズ・とらのあな限定商品。 |
| 75                                | 初音ミク RQ Ver.                                                              | VOCALOID 01 初音ミク                                           | 2009年4月受付、2009年10月発送。                                                                                      | SUPER GT「初音ミク Studie GLAD BMW Z4」個人スポンサーねんどろいどコース応募特典。 ミクの衣装がStudie GLAD Racingのレースクイーン仕様になっているほか、 専用の傘とねんどろいどサイズに合わせたGTカーを付属。 |
| 76                                | リアンノン                                                                    | ティアーズ・トゥ・ティアラ 花冠の大地                          | 2009年10月 | |
| 77                                | セイバー・リリィ                                                              | Fate/unlimited codes                                           | 2009年10月 2012年10月(再発売)                                                                                        | |
| 78                                | ラズベリル                                                                    | 魔界戦記ディスガイア3                                          | 2009年9月 | 発売元：Phat! |
| 79                                | アロウン                                                                      | ティアーズ・トゥ・ティアラ 花冠の大地                          | 2009年10月 | |
| 80                                | 朝倉由夢                                                                      | D.C.II 〜ダ・カーポII〜                                        | 2009年11月 | |
| 81                                | ドロッセル                                                                    | ファイアボール                                                 | 2009年12月 | 各種ユニットパーツが付属し、瞳が発光するギミックを搭載。 |
| 82                                | 秋山 澪                                                                       | けいおん!                                                      | 2009年11月 2010年9月(再発売)                                                                                         | ねんどろいどでは初めて縞パンを穿いている。 |
| 83                                | ちゅるやさん                                                                  | にょろーん ちゅるやさん                                        | 2009年12月 | |
| 84                                | 両儀式                                                                        | 空の境界                                                       | 2009年11月 | |
| 85                                | 鏡黒                                                                          | こどものじかん                                                 | 2009年12月 | |
| 86                                | 平沢 唯                                                                       | けいおん!                                                      | 2009年12月 2010年9月(再発売)                                                                                         | |
| 87                                | カナン                                                                        | CANAAN                                                         | 2009年12月 | |
| 88                                | 南千秋                                                                        | みなみけ                                                       | 2010年1月 2013年6月(再発売)                                                                                          | ねんどろいどぷちサイズのふじおかのフィギュアが付属する。 |
| 89                                | まじかる☆テイア                                                               | ルーセントハート                                               | 2009年12月 | サークルKサンクス・ときめきモール限定商品。 2009年のエイプリルフールでの企画キャラをフィギュア化したもの。 ゲーム内で使える、まじかる☆テイアを模したアバター用の衣装のアイテムチケットが付属する。 |
| 90                                | アルファルド                                                                  | CANAAN                                                         | 2010年1月 | |
| 91                                | アイン                                                                        | Phantom 〜Requiem for the Phantom〜                            | 2010年1月 | |
| 92                                | 霧雨魔理沙                                                                    | 東方Project                                                    | 2010年1月 2011年6月(再発売)                                                                                          | コミックマーケット77・ニコニコ直販・アニメイト・ゲーマーズ・とらのあな限定商品。 |
| 93                                | 巡音ルカ                                                                      | VOCALOID 03 巡音ルカ                                           | 2010年1月 2010年5月(1次再発売) 2010年10月(2次再発売) 2013年7月 (オンライン販売)                                      | たこルカのねんどろいどぷちが付属する。2010年10月、2回の再発売が行われている。 |
| 94                                | 田井中 律                                                                     | けいおん!                                                      | 2010年2月 2011年10月(再発売)                                                                                         | |
| 95                                | 高町なのは The MOVIE 1st Ver.                                                 | 魔法少女リリカルなのは The MOVIE 1st                           | 2010年2月 | フェレットモードのユーノのフィギュアが付属する。 |
| 96a 96b                           | じえいたん                                                                    | 魔法の海兵隊員ぴくせる☆まりたん                                | 2010年3月 | 発売元：ホビージャパン。 通常の「じえいたん」（96b、一般販売版）のほか、 「海上じえいたん」（96a、とれたて!ほびーちゃんねるでの通販限定商品）の発売も予定されており、 それぞれ付属パーツが異なるほか、海上じえいたんにはじえいたん役の門脇舞以が原型製作に参加した「中華パンダ」が付属している。 |
| 97                                | 雪ミク                                                                        | VOCALOID 01 初音ミク                                           | 2010年2月7日 | 第61回さっぽろ雪まつり・ワンダーフェスティバル2010[冬]限定商品。 雪の結晶を基調にしたミクのカラーバリエーションバージョン。カラーリングデザインを「ミカタンブログ」のミカタンが担当した。 ツインテール部分にねんどろいどとしては初のクリアパーツを使用し、結晶のプリントや服の一部にシルバー塗装を施している。 |
| 98                                | 宇佐美々                                                                      | こどものじかん                                                 | 2010年3月 | |
| 99                                | フェイト・テスタロッサ The MOVIE 1st Ver.                                     | 魔法少女リリカルなのは The Movie 1st                           | 2010年3月 | アルフのミニフィギュアが付属する。 |
| 100                               | ミッキーマウス                                                                | MICKEY MOUSE                                                   | 2011年1月 | 監督椅子、メガホン、カメラ、カチンコのパーツはこの製品のために新規に書き下ろされた。 |
| 101                               | けいおん!澪&律ライブステージセット                                            | けいおん!                                                      | 2010年2月7日 | ワンダーフェスティバル2010[冬]限定商品。 1年次の桜高祭でのステージ衣装を着た澪と律、および講堂でのライブステージを再現した背景用di:stageのセット商品。 表情パーツが通常版と異なるほか、マイクスタンドが付属する。 |
| 102                               | 琴吹 紬                                                                       | けいおん!                                                      | 2010年4月 2010年8月(2次出荷)                                                                                         | |
| 103                               | 東風谷早苗                                                                    | 東方Project                                                    | 2010年4月 2011年8月(再発売)                                                                                          | ニコニコ直販・アニメイト・ゲーマーズ・とらのあな限定商品。 |
| 104                               | 中野 梓                                                                       | けいおん!                                                      | 2010年5月 2010年6月(2次出荷)                                                                                         | 1次発売分は通常時よりも大量に生産を行っていたが、予約受注開始日に販売予定数量に達する事態となった。 このため翌日に異例とも言える2次出荷分の増産と追加受注を受け付けることを発表、 同時に人気商品の再生産分製造ラインの確保をはじめとする生産体制の強化・増強を行うと発表した。 |
| 105                               | 十六夜咲夜                                                                    | 東方Project                                                    | 2010年5月 2012年8月(再発売)                                                                                          | ニコニコ直販・アニメイト・ゲーマーズ・とらのあな限定商品。 |
| 106                               | ブラック★ロックシューター                                                     | ブラック★ロックシューター                                      | 2010年8月 | 発売元：B★RS Project。 |
| 107                               | フィーナ                                                                      | 夜明け前より瑠璃色な                                           | 2010年6月 | ソフマップ限定商品。 |
| 108                               | フランチェスカ・ルッキーニ                                                    | ストライクウィッチーズ                                         | 2010年7月 | |
| 109a                              | レーシングミク                                                                | VOCALOID/レーシングミク                                        | 2010年3月受付、2010年9月発送。                                                                                       | SUPER GT「GOODSMILERACING with COX」個人スポンサーねんどろいどコース応募特典。 ミクの衣装がレーシング仕様になっているほか、専用のインパクトレンチと工具箱、 ねんどろいどサイズに合わせたGTカーを付属。 |
| 109b                              | レーシングミク 2010 Ver. リターンズ                                           | VOCALOID/レーシングミク                                        | 2013年1月 | ニコニコ直販 追加は2010年後期カラーリングのデカールのみとなります。 |
| 110                               | けいおん!唯&紬ライブステージセット                                            | けいおん!                                                      | 2010年7月25日 | ワンダーフェスティバル2010[夏]限定商品。 「澪&律ライブステージセット」同様に1年次の桜高祭でのステージ衣装を着た澪と律、 および講堂でのライブステージを再現した背景用di:stageのセット商品。 表情パーツが通常版と異なるほか、マイクスタンドとカスタネットが付属する。 |
| 111                               | 高嶺愛花                                                                      | ラブプラス                                                     | 2010年8月 | |
| 112                               | 小早川凛子                                                                    | ラブプラス                                                     | 2010年9月 | |
| 113                               | 姉ヶ崎寧々                                                                    | ラブプラス                                                     | 2010年10月 | |
| 114a 114b                         | レイナ                                                                        | クイーンズブレイド                                             | 2010年8月 | 発売元：FREEing |
| 114a 114b                         | レイナ 2PカラーVer.                                                           | クイーンズブレイド                                             | 2010年8月 | 発売元：FREEing とれたて!ほびーちゃんねるでの通販限定商品、それぞれ付属パーツが異なる。 |
| 115                               | レミリア・スカーレット                                                        | 東方Project                                                    | 2010年9月 | ニコニコ直販・アニメイト・ゲーマーズ・とらのあな限定商品。 |
| 116                               | 宮藤芳佳 扶桑皇国海軍水練用装備仕様                                           | ストライクウィッチーズ 白銀の翼                                | 2010年7月29日 | 発売元：サイバーフロント。 Xbox 360ソフト『ストライクウィッチーズ』限定版購入特典。 |
| 117                               | シエル・ファントムハイヴ                                                      | 黒執事                                                         | 2010年9月 | |
| 118                               | 天野遠子                                                                      | “文学少女” 劇場版                                              | 2010年10月 | |
| 119                               | 和久津 智                                                                     | るいは智を呼ぶファンディスク-明日のむこうに視える風-           | 2010年9月 | 発売元：暁WORKS。 PCソフト『るいは智を呼ぶファンディスク-明日のむこうに視える風-』初回版購入特典。 |
| 120                               | ネコアルク アルティメット・エディション                                       | MELTY BLOOD                                                    | 2010年7月25日 | ワンダーフェスティバル2010[夏]限定商品。 |
| 121                               | セイバー スーパームーバブル・エディション                                     | Fate/stay night                                                | 2010年10月 | 「ネコアルク アルティメット・エディション」と「セイバー スーパームーバブル・エディション」 の2つには関節部にジョイントが組み込まれており、フル可動が可能となっている。 |
| 122                               | シャロ                                                                        | 探偵オペラ ミルキィホームズ                                    | 2010年12月16日 | 発売元：ブシロード。 PSPソフト『探偵オペラ ミルキィホームズ』限定版購入特典。 |
| 123                               | 長門有希 消失ver.                                                             | 涼宮ハルヒの消失                                               | 2010年11月 | |
| 124                               | 涼宮ハルヒ 消失ver.                                                           | 涼宮ハルヒの消失                                               | 2010年12月 | |
| 125                               | 桂ヒナギク                                                                    | ハヤテのごとく!                                                | 2010年12月 | 発売元：マックスファクトリー。 |
| 126                               | 能美クドリャフカ 夏服Ver.                                                     | クドわふたー                                                   | 2011年4月 2013年7月(再発売)                                                                                          | 発売元：ギフト コンプティーク・月刊コンプエース誌上通販限定商品。 |
| 127a 127b                         | トモエ                                                                        | クイーンズブレイド                                             | 2010年11月 | 発売元：FREEing |
| 127a 127b                         | トモエ 2PカラーVer.                                                           | クイーンズブレイド                                             | 2010年11月 | 発売元：FREEing とれたて!ほびーちゃんねるでの通販限定商品、それぞれ付属パーツが異なる。 |
| 128                               | デッドマスター                                                                | ブラック★ロックシューター                                      | 2010年12月 | 発売元：B★RS Project。 |
| 129                               | 初音ミク アブソリュートHMO・エディション                                      | VOCALOID 01 初音ミク                                           | 2011年1月 | 関節部にジョイントが組み込まれており、フル可動が可能となっている。 |
| 130                               | 牧瀬紅莉栖                                                                    | シュタインズ・ゲート                                           | 2011年1月 2011年9月(1次再発売) 2013年9月(2次再発売)                                                                  | |
| 131                               | 綾崎ハーマイオニー                                                            | ハヤテのごとく!                                                | 2011年2月 | 発売元：マックスファクトリー。 ハーマイオニーとしての女装姿とハヤテとしての執事服姿の2種類のボディが付属している。 |
| 132                               | アークビショップ                                                              | ラグナロクオンライン                                           | 2010年12月 | ポリンのミニフィギュアが付属。 |
| 133a 133b                         | カトレア                                                                      | クイーンズブレイド                                             | 2010年12月 | 発売元：FREEing ねんどろいどぷちのラナが付属。 |
| 133a 133b                         | カトレア 2PカラーVer.                                                         | クイーンズブレイド                                             | 2011年2月 | 発売元：FREEing ねんどろいどぷちのラナが付属。とれたて!ほびーちゃんねるでの通販限定商品、それぞれ付属パーツが異なる。 |
| 134                               | 三千院ナギ                                                                    | ハヤテのごとく!!                                               | 2011年3月 | 発売元：マックスファクトリー。 タマのミニフィギュアが付属。 |
| 135                               | 平沢 憂                                                                       | けいおん!                                                      | 2011年1月 | 高校の制服と中学の制服、2種類のボディが付属している。 |
| 136                               | フランドール・スカーレット                                                    | 東方Project                                                    | 2011年1月 2012年8月(再発売)                                                                                          | ニコニコ直販・アニメイト・ゲーマーズ・とらのあな限定商品。 人気が非常に高かったため、予約のみでの完売が続出した。 |
| 137                               | 伊達政宗                                                                      | 戦国BASARA                                                     | 2011年4月 2012年4月(再発売)                                                                                          | 発売元：Phat! |
| 138                               | 航空じえいたん                                                                | 魔法の海兵隊員ぴくせる☆まりたん                                | 2011年3月 | 発売元：ホビージャパン とれたて!ほびーちゃんねるでの通販限定商品。 |
| 139                               | あーみーさん                                                                  | 魔法の海兵隊員ぴくせる☆まりたん                                | 2011年4月 | 発売元：ホビージャパン とれたて!ほびーちゃんねるでの通販限定商品。 |
| 140                               | 朝倉音夢                                                                      | D.C. 〜ダ・カーポ〜                                            | 2011年3月 | |
| 141                               | 魂魄妖夢                                                                      | 東方Project                                                    | 2011年4月 2012年12月(再発売)                                                                                         | |
| 142                               | 高坂桐乃                                                                      | 俺の妹がこんなに可愛いわけがない                               | 2011年2月 2011年6月(再発売)                                                                                          | |
| 143a 143b                         | リスティ                                                                      | クイーンズブレイド                                             | 2011年3月 | 発売元：FREEing |
| 143a 143b                         | リスティ 2PカラーVer.                                                         | クイーンズブレイド                                             | 2011年4月 | 発売元：FREEing とれたて!ほびーちゃんねるでの通販限定商品、それぞれ付属パーツが異なる。 |
| 144                               | 黒猫                                                                          | 俺の妹がこんなに可愛いわけがない                               | 2011年4月 2011年10月(再発売)                                                                                         | |
| 145                               | ブラックゴールドソー                                                          | ブラック★ロックシューター                                      | 2011年4月 | 発売元：B★RS Project。 |
| 146                               | 春ちゃん                                                                      | 春ちゃんの気象豆知識                                           | 2011年4月 | 発売元：デジターボ。 |
| 147                               | 木下秀吉                                                                      | バカとテストと召喚獣                                           | 2011年5月 | |
| 148                               | 西行寺幽々子                                                                  | 東方Project                                                    | 2011年6月 2013年2月(再発売)                                                                                          | ニコニコ直販・アニメイト・ゲーマーズ・とらのあな限定商品。 |
| 149                               | 牧瀬紅莉栖 白衣Ver.                                                           | シュタインズ・ゲート                                           | 2011年2月6日 2012年7月29日(再発売)                                                                                   | ワンダーフェスティバル2011[冬]/2012[夏]限定商品。 白衣を身につけているほか、表情パーツも通常版と異なっている。 |
| 150                               | 雪ミク たのしい雪あそび・エディション                                         | VOCALOID 01 初音ミク                                           | 2011年2月6日 | 第62回さっぽろ雪まつり・ワンダーフェスティバル2011[冬]限定商品。 雪ミクをベースに、関節部にジョイントを組み込み、フル可動を可能にしたバージョン。はちゅね顔の雪だるまフィギュアが付属。 |
| 151                               | 真城最高                                                                      | バクマン。                                                     | 2011年5月 | 発売元：Phat! |
| 152                               | 高木秋人                                                                      | バクマン。                                                     | 2011年5月 | 発売元：Phat! |
| 153                               | キョン 消失ver.                                                               | 涼宮ハルヒの消失                                               | 2011年4月 | |
| 154                               | 柚原このみ&向坂環 ダンジョントラベラーズセット                                | ToHeart2 ダンジョントラベラーズ                                | 2011年6月 | 発売元：アクアプラス。 PSPソフト『ToHeart2 ダンジョントラベラーズ』初回版購入特典。 柚原このみ プリーステスver.と向坂環 パラディンver.の2体セット。 |
| 155a 155b                         | アルドラ                                                                      | クイーンズブレイド                                             | 2011年5月 | 発売元：FREEing |
| 155a 155b                         | アルドラ 2PカラーVer.                                                         | クイーンズブレイド                                             | 2011年6月 | 発売元：FREEing とれたて!ほびーちゃんねるでの通販限定商品、それぞれ付属パーツが異なる。 |
| 156                               | シャーロック・シェリンフォード                                                | 探偵オペラ ミルキィホームズ                                    | 2011年8月 | PSPソフト付属版と異なり、アニメ版のデザインを元に原型が作られており、表情も別の物が用意されている。 |
| 157                               | 千堂瑛里華                                                                    | FORTUNE ARTERIAL                                               | 2011年6月 | ソフマップ限定商品。 |
| 158                               | 能美クドリャフカ 冬服ver.                                                     | リトルバスターズ! エクスタシー                                 | 2011年6月 2013年7月(再発売)                                                                                          | 発売元：ギフト |
| 159                               | トトリ                                                                        | トトリのアトリエ                                               | 2011年6月 | |
| 160                               | パンティ                                                                      | パンティ&ストッキングwithガーターベルト                        | 2011年6月 | |
| 161                               | ストッキング                                                                  | パンティ&ストッキングwithガーターベルト                        | 2011年6月 | |
| 162                               | リネット・ビショップ                                                          | ストライクウィッチーズ                                         | 2011年6月 | |
| 163                               | 川島みなみ                                                                    | もしドラ                                                       | 2011年9月 | |
| 164                               | リエラ・マルセリス                                                            | 戦場のヴァルキュリア3                                          | 2011年6月 | 特典としてエクストラミッションコード封入。 ただし、PSN個人情報漏洩事件によりPlayStation Storeが復旧しない限り使用できない。 |
| 165                               | 椎名まゆり                                                                    | シュタインズ・ゲート                                           | 2011年9月 | |
| 166                               | ストレングス                                                                  | ブラック★ロックシューター                                      | 2011年7月 | |
| 167                               | チルノ                                                                        | 東方Project                                                    | 2011年8月 | |
| 167b                              | 日焼けしたチルノ                                                              | 東方Project                                                    | 2017年10月 | GOODSMILE ONLINE SHOP予約特典は特別丸台座 |
| 168a 168b                         | アイリ                                                                        | クイーンズブレイド                                             | 2011年6月 | 発売元：FREEing |
| 168a 168b                         | アイリ 2PカラーVer.                                                           | クイーンズブレイド                                             | 2011年7月 | 発売元：FREEing とれたて!ほびーちゃんねるでの通販限定商品、それぞれ付属パーツが異なる。 |
| 169a 169b                         | ニクス                                                                        | クイーンズブレイド                                             | 2011年7月 | 発売元：FREEing |
| 169a 169b                         | ニクス 2PカラーVer.                                                           | クイーンズブレイド                                             | 2011年8月 | 発売元：FREEing とれたて!ほびーちゃんねるでの通販限定商品、それぞれ付属パーツが異なる。 |
| 170                               | 初音ミク 応援Ver.                                                             | VOCALOID 01 初音ミク                                           | 2011年6月(日本) 2011年7月(海外)                                                                                      | 東日本大震災（東北地方太平洋沖地震）のチャリティー企画。 既存の「初音ミク」に、応援顔やパーツを加えた特別仕様。パッケージイラストはりょーのが担当。 1個販売につき1,000円の義捐金が被災地に届けられる。世界40カ国から74,394個もの受注があった。 後の震災復興支援プロジェクト『Cheerful JAPAN!』の展開につながっていくことになる。 |
| 171                               | 柳生十兵衛 OP Ver. （オープニングバージョン）                                 | 百花繚乱 サムライガールズ                                      | 2011年7月 | 発売元：FREEing |
| 172a                              | レーシングミク 2011ver.                                                       | VOCALOID/レーシングミク                                        | 2011年10月 | SUPER GT「GSR & Studie with TeamUKYO」個人スポンサーねんどろいどコース応募特典。 ミクの衣装がレーシング仕様になっているほか、ねんどろいどサイズに合わせたパラソルとGTカーを付属。 |
| 172b                              | レーシングミク 2011ver. リターンズ                                            | VOCALOID/レーシングミク                                        | 2013年1月 | ニコニコ直販 新たにシリーズチャンピオントロフィーも付属。 |
| 173                               | イムカ                                                                        | 戦場のヴァルキュリア3                                          | 2011年8月 | 先行して発売されるリエラ同様、特典としてエクストラミッションコード封入。 ただし、PSN個人情報漏洩事件によりPlayStation Storeが復旧しない限り使用できない。 |
| 174                               | 鹿目まどか                                                                    | 魔法少女まどか☆マギカ                                          | 2011年8月 | |
| 175                               | 鹿目まどか 制服Ver.                                                           | 魔法少女まどか☆マギカ                                          | 2011年7月24日 | ワンダーフェスティバル2011[夏]限定商品。 通常版とは魔法少女の衣装と制服の違いのほか、表情パーツや付属するキュゥべえのフィギュアのポーズも異なる。 |
| 176a 176b                         | アレイン                                                                      | クイーンズブレイド                                             | 2011年8月 | 発売元：FREEing |
| 176a 176b                         | アレイン 2PカラーVer.                                                         | クイーンズブレイド                                             | 2011年9月 | 発売元：FREEing とれたて!ほびーちゃんねるでの通販限定商品、それぞれ付属パーツが異なる。 |
| 177                               | 王子                                                                          | レベルE                                                        | 2011年8月 | |
| 178                               | イカロス                                                                      | そらのおとしものf                                              | 2011年11月 | |
| 179                               | 黒沼爽子                                                                      | 君に届け                                                       | 2011年8月 | 発売元：Phat! |
| 180                               | ぷちっと★ロックシューター 応援Ver.                                            | ぷちっと★ロックシューター                                      | 2011年10月 | 震災復興支援プロジェクト『Cheerful JAPAN!』でのチャリティ企画商品。チアガールのコスチュームをまとっている。 |
| 181                               | ニンフ                                                                        | そらのおとしものf                                              | 2011年11月 | |
| 182                               | 暁美ほむら                                                                    | 魔法少女まどか☆マギカ                                          | 2011年11月 | |
| 183                               | 巴マミ                                                                        | 魔法少女まどか☆マギカ                                          | 2011年12月 | |
| 184                               | エルシィ                                                                      | 神のみぞ知るセカイ                                             | 2011年11月 | 発売元：マックスファクトリー。 |
| 185a 185b                         | 逢坂大河                                                                      | とらドラ!                                                      | 2012年1月 | 発売元：アスキー・メディアワークス。 手乗りタイガーが付属する。 |
| 185a 185b                         | 逢坂大河 セーラー服Ver.                                                       | とらドラ!                                                      | 2012年2月 | 発売元：アスキー・メディアワークス。 「キャラホビ2011」会場先行販売商品、電撃屋ホビー館限定商品。笑顔パーツが追加されている。 |
| 186                               | エルキュール・バートン                                                        | 探偵オペラ ミルキィホームズ                                    | 2011年12月 | |
| 187                               | MEIKO                                                                         | VOCALOID                                                       | 2011年12月 2014年6月(再発売)                                                                                         | |
| 188                               | ミルヒオーレ・F・ビスコッティ                                                 | DOG DAYS                                                       | 2012年3月 | セルクル「ハーラン」が付属、パーツを変えることで乗せることができる。 |
| 189                               | 鏡音リン 応援Ver.                                                             | VOCALOID 02 鏡音リン・レン                                     | 2012年1月 | 震災復興支援プロジェクト『Cheerful JAPAN!』でのチャリティ企画商品。 通常版のリン・レンに応援パーツを加えた特別仕様。今回の発売に合わせ、通常版と異なり表情パーツの互換性を持たせている。 |
| 190                               | 鏡音レン 応援Ver.                                                             | VOCALOID 02 鏡音リン・レン                                     | 2012年1月 | 震災復興支援プロジェクト『Cheerful JAPAN!』でのチャリティ企画商品。 通常版のリン・レンに応援パーツを加えた特別仕様。今回の発売に合わせ、通常版と異なり表情パーツの互換性を持たせている。 |
| 191                               | 金色の闇                                                                      | To LOVEる -とらぶる-                                           | 2012年1月 | |
| 192                               | 湯音                                                                          | 異国迷路のクロワーゼ                                           | 2012年3月 | |
| 193                               | 三日月夜空                                                                    | 僕は友達が少ない                                               | 2012年1月 2013年6月(再発売)                                                                                          | |
| 194                               | 初音ミク・アペンド                                                            | VOCALOID                                                       | 2012年1月 | 台座はLEDや発光ギミックを搭載している。 |
| 195                               | 藤和エリオ                                                                    | 電波女と青春男                                                 | 2012年1月 | |
| 196                               | 砂漠のあーみーさん                                                            | 魔法の海兵隊員ぴくせる☆まりたん                                | 2012年2月 | |
| 197                               | 牧瀬紅莉栖&椎名まゆり 応援Ver.                                                | シュタインズ・ゲート                                           | 2012年2月 | 震災復興支援プロジェクト『Cheerful JAPAN!』でのチャリティ企画商品。 |
| 198                               | ハクア                                                                        | 神のみぞ知るセカイ                                             | 2012年1月 | 発売元：マックスファクトリー |
| 199                               | 柏崎星奈                                                                      | 僕は友達が少ない                                               | 2012年3月 | |
| 200                               | ぐま子 応援Ver.                                                               | ぐっすまうどん                                                 | 2011年9月 | グッドスマイルカンパニー公式サイトでのエイプリルフール企画で作られたキャラクター。 参考展示用として製作されており、各種イベントでの展示のほか、 関連Webサイト・ブログでのフィギュア写真作例でも登場している。 その後震災復興支援プロジェクト『Cheerful JAPAN!』のチャリティ企画商品 並びにグッドスマイルカンパニー設立10周年を記念して製品化された。この製品には本来のマスコットキャラクターであるグッスマ星人のミニフィギュアも付属する。 |
| 201                               | 小林可夢偉                                                                    | 小林可夢偉                                                     | 2012年2月 | ザウバーに所属する日本人F1ドライバー。 『ジョイまっくす』に続き、実在の人物をモデルとしたのは2人目となる。 グッドスマイルカンパニーは2010年8月より彼のパーソナルスポンサードを行っている。 |
| 202                               | KAITO 応援Ver.                                                                | VOCALOID/KAITO                                                 | 2012年3月 | |
| 203                               | 松前緒花                                                                      | 花咲くいろは                                                   | 2012年3月 | |
| 204                               | めんま（本間芽衣子）                                                          | あの日見た花の名前を僕達はまだ知らない。                       | 2012年2月 2014年12月(再発売)                                                                                         | |
| 205                               | シャーロット・E・イェーガー                                                   | ストライクウィッチーズ                                         | 2012年2月 | |
| 206                               | 新垣あやせ                                                                    | 俺の妹がこんなに可愛いわけがない                               | 2012年3月 | |
| 207                               | 雪ミク ふわふわコートVer.                                                     | VOCALOID 01 初音ミク                                           | 2012年2月12日 | 第63回さっぽろ雪まつり・ワンダーフェスティバル2012[冬]限定商品。 マイクスタンドがスコップに変形するオプションパーツや、 雪像を思わせる透明パーツで作られた「ねんどろいどぷち」サイズの雪ミクが付属。 |
| 208                               | 暁美ほむら 制服Ver.                                                           | 魔法少女まどか☆マギカ                                          | 2012年2月12日 | ワンダーフェスティバル2012[冬]限定商品。 |
| 209                               | 美樹さやか                                                                    | 魔法少女まどか☆マギカ                                          | 2012年4月 2013年5月(再発売)                                                                                          | |
| 210                               | 真田幸村                                                                      | 戦国BASARA                                                     | 2012年4月 | 発売元：Phat! |
| 211                               | 森島はるか                                                                    | アマガミSS                                                     | 2012年4月 | |
| 212                               | 週刊はじめての初音ミク                                                        | VOCALOID                                                       | 2012年4月 | |
| 213                               | 新妻エイジ                                                                    | バクマン。                                                     | 2012年4月 | 発売元：Phat! |
| 214                               | ソニック・ザ・ヘッジホッグ                                                    | ソニックシリーズ                                               | 2012年4月 2013年10月(再発売)                                                                                         | |
| 215                               | セイバー&遠坂凛 応援Ver.                                                      | Fate/stay night                                                | 2012年5月 | 震災復興支援プロジェクト『Cheerful JAPAN!』でのチャリティ企画商品。 |
| 216                               | 譲崎ネロ                                                                      | 探偵オペラ ミルキィホームズ                                    | 2012年4月 | |
| 217                               | 佐倉杏子                                                                      | 魔法少女まどか☆マギカ                                          | 2012年5月 2013年5月(再発売)                                                                                          | |
| 218                               | 乾紗凪                                                                        | ましろ色シンフォニー                                           | 2012年5月 | |
| 219                               | 種島ぽぷら                                                                    | WORKING!!                                                      | 2012年4月 | 発売元：マックスファクトリー |
| 220                               | 巡音ルカ 応援Ver.                                                             | VOCALOID 03 巡音ルカ                                           | 2012年5月 | 震災復興支援プロジェクト『Cheerful JAPAN!』でのチャリティ企画商品。 |
| 221                               | 七咲逢                                                                        | アマガミSS                                                     | 2012年5月 | |
| 222                               | コーデリア・グラウカ                                                          | 探偵オペラ ミルキィホームズ                                    | 2012年5月 | |
| 223                               | 亜豆美保                                                                      | バクマン。                                                     | 2012年5月 | 発売元：Phat! |
| 224                               | 川神百代                                                                      | 真剣で私に恋しなさい！！                                       | 2012年6月 | |
| 225                               | セイバー ねんどろいど コンプリートファイル・エディション                      | Fate/stay night                                                | 2012年6月 | ホビージャパン発行の『ねんどろいどコンプリートファイル』に同梱 関節部にジョイントが組み込まれており、フル可動が可能となっている。 |
| 226                               | 明智小衣                                                                      | 探偵オペラ ミルキィホームズ                                    | 2012年8月 | PSPソフト『探偵オペラ ミルキィホームズ2』初回版に同梱 |
| 227                               | タチコマ 応援Ver.                                                             | 攻殻機動隊S.A.C                                                | 2012年6月 | 震災復興支援プロジェクト『Cheerful JAPAN!』でのチャリティ企画商品。 |
| 228                               | 小林可夢偉 がんばれ日本Ver.                                                   | 小林可夢偉                                                     | 2012年6月 | 震災復興支援プロジェクト『Cheerful JAPAN!』でのチャリティ企画商品。 |
| 229                               | リネット・ビショップ                                                          | ストライクウィッチーズ                                         | 2012年6月 | 発売元：角川ゲームス PSP専用ソフト「ストライクウィッチーズ－白銀の翼－」限定版同梱 |
| 230                               | 伊波まひる                                                                    | WORKING!!                                                      | 2012年6月 | 発売元：マックスファクトリー |
| 231                               | 姉さん                                                                        | +チック姉さん                                                  | 2012年7月 | Blu-ray Disc/DVD アニメ『＋チック姉さん』 同梱 |
| 232                               | ミニーマウス                                                                  | ミッキーマウス                                                 | 2012年6月 | |
| 233                               | 山田葵                                                                        | WORKING!!                                                      | 2012年7月 | 発売元：マックスファクトリー |
| 234                               | ジャックフロスト                                                              | 真・女神転生                                                   | 2012年6月 2018年11月予定(再発売)                                                                                     | 発売元：マックスファクトリー |
| 235                               | 真宮寺さくら&光武セット                                                       | サクラ大戦                                                     | 2012年8月 | |
| 236                               | エステル・ブライト                                                            | 英雄伝説 空の軌跡 SC                                           | 2012年7月 | |
| 237                               | イカ娘                                                                        | 侵略!イカ娘                                                    | 2012年7月 | 発売元：Phat! |
| 238                               | 天城雪子                                                                      | ペルソナ4                                                      | 2012年7月 | |
| 239                               | レーシングミク 2012ver.                                                       | VOCALOID/レーシングミク                                        | 2012年10月 | ニコニコ直販 個人スポンサー特典 |
| 240                               | 楪いのり                                                                      | ギルティクラウン                                               | 2012年7月 | |
| 241                               | 小鳥遊美羽                                                                    | パパのいうことを聞きなさい!                                    | 2012年7月 | |
| 242                               | 東雲なの                                                                      | 日常                                                           | 2012年8月 | |
| 243                               | プリンセス・オブ・ザ・クリスタル                                              | 輪るピングドラム                                               | 2012年9月 | ペンギン1号、2号、3号が付属し、頭の上に立たせることが可能。 |
| 244                               | 立花響                                                                        | 戦姫絶唱シンフォギア                                           | 2012年9月 | |
| 245a 245b                         | アンネロッテ                                                                  | クイーンズブレイド リベリオン                                  | 2012年9月 | 発売元：FREEing |
| 245a 245b                         | アンネロッテ 狂騎士Ver.                                                       | クイーンズブレイド リベリオン                                  | 2012年9月 | 発売元：FREEing とれたて!ほびーちゃんねるでの通販限定商品、それぞれ付属パーツが異なる。 |
| 246                               | ブラック★ロックシューター TV ANIMATION Ver.                                   | TV ANIMATION BLACK ROCK SHOOTER                                | 2012年8月 | |
| 247                               | 神威がくぽ                                                                    | バーチャルボーカリスト がくっぽいど                            | 2012年9月 | |
| 248                               | 貴月イチカ                                                                    | あの夏で待ってる                                               | 2012年10月 | |
| 249                               | 黒雪姫                                                                        | アクセル・ワールド                                             | 2012年9月 | |
| 250                               | セイバー 10th ANNIVERSARY・エディション                                       | Fate/stay night                                                | 2012年7月 | TYPE-MOON10周年企画商品、TYPE-MOON Fes. で販売。 「セイバー ねんどろいどコンプリートファイル・エディション」 のエクスカリバーや鎧にメッキ仕様を施したバージョン。 |
| 251                               | 初音ミク FamilyMartVer.                                                       | VOCALOID 01 初音ミク                                           | 2012年8月 | ファミリーマート限定発売Happyくじ 初音ミクB賞 |
| 252                               | すーぱーそに子 虎パーカーVer.                                                 | ニトロプラスイメージキャラクター                               | 2012年11月 2014年10月(再発売)                                                                                        | 『グッスマ11時間耐久!フィギュア制作タイムトライアル!!!』にて丸2日で仕上げられた作品。 |
| 253                               | インセイン・ブラック★ロックシューター                                         | TV ANIMATION BLACK ROCK SHOOTER                                | 2012年7月29日 | ワンダーフェスティバル2012[夏]限定商品。 |
| 254                               | 高町なのは&フェイト・テスタロッサ 私立聖祥大付属小学校制服Ver.                | 魔法少女リリカルなのは The MOVIE 2nd A's                       | 2012年7月29日 | ワンダーフェスティバル2012[夏]限定商品。 |
| 255                               | 加藤茉莉香                                                                    | モーレツ宇宙海賊                                               | 2012年10月 | |
| 256                               | クマ                                                                          | ペルソナ4                                                      | 2012年11月 | 人間Ver.が付属。 |
| 257                               | ニャル子                                                                      | 這いよれ!ニャル子さん                                          | 2012年11月 | |
| 258                               | セイバー Zero Ver.                                                            | Fate/Zero                                                      | 2012年12月 | |
| 259                               | ゲルトルート・バルクホルン                                                    | ストライクウィッチーズ                                         | 2013年1月 | |
| 260                               | スパイダーマン ヒーローズ・エディション                                       | アメイジング・スパイダーマン                                   | 2012年12月 2014年6月(再発売)                                                                                         | |
| 261                               | 初音ミク 浴衣ver.                                                             | VOCALOID 01 初音ミク                                           | 2012年9月(限定発売) 2012年11月                                                                                       | 『39's CARAVAN』八景島会場にて先行販売 GOODSMILE ONLINE SHOP限定商品 |
| 262                               | リコッタ・エルマール                                                          | DOG DAYS                                                       | 2012年11月 | |
| 263                               | 高町なのは エクセリオンモード・エディション                                   | 魔法少女リリカルなのは The MOVIE 2nd A's                       | 2012年12月 | |
| 264                               | レン                                                                          | 英雄伝説 空の軌跡SC                                            | 2012年11月 | |
| 265                               | 京乃まどか                                                                    | 輪廻のラグランジェ                                             | 2012年11月 | |
| 266                               | ハンター♂ 剣士 ラギアX・エディション                                          | モンスターハンター3（トライ）G                                 | 2012年11月 | |
| 267                               | 原村和                                                                        | 咲-Saki- 阿知賀編 episode of side-A                            | 2012年12月 2014年7月(再発売)                                                                                         | |
| 268                               | 赤座あかり                                                                    | ゆるゆり♪♪                                                     | 2012年12月 2016年12月(再発売)                                                                                        | |
| 268b                              | 赤座あかり ＼アッカリ～ン／Ver.                                               | ゆるゆり                                                       | 2013年6月 | 発売元：ポニーキャニオン 「ゆるゆり」（第一期）ソングのベストアルバム 『ゆるゆりずむ♪』初回限定スペシャルパッケージ仕様同梱 |
| 269                               | エーリカ・ハルトマン                                                          | ストライクウィッチーズ                                         | 2013年3月 | |
| 270                               | はかせ                                                                        | 日常                                                           | 2012年12月 | |
| 271                               | 末永みらい                                                                    | カルチャージャパン                                             | 2013年1月 | 本商品の販売につきましては「GOODSMILE ONLINE SHOP」でも取り扱い致します |
| 272                               | 久寿川ささら ヴァルキリー Ver. & ねんどろいどぷち まーりゃん                  | AQUAPAZZA                                                      | 2012年12月 | |
| 273                               | ハンター♀剣士 ベリオX・エディション                                           | モンスターハンター3（トライ）G                                 | 2013年3月 | |
| 274                               | 桜ミク                                                                        | VOCALOID 01 初音ミク                                           | 2013年3月 | GOOD SMILE ONLINE SHOP限定商品 |
| 275                               | アリス・マーガトロイド                                                        | 東方Project                                                    | 2013年1月 | |
| 276                               | GUMI                                                                          | バーチャルボーカリスト Megpoid                                 | 2013年1月 | |
| 277                               | 蒼崎青子                                                                      | 魔法使いの夜                                                   | 2013年1月 | |
| 278                               | 風鳴翼                                                                        | 戦姫絶唱シンフォギア                                           | 2013年1月 | |
| 279                               | レオンミシェリ・ガレット・デ・ロワ                                            | DOG DAYS                                                       | 2013年4月 | |
| 280                               | 初音ミク サンタVer.                                                           | VOCALOID 01 初音ミク                                           | 2012年12月 | グッスマくじ 初音ミク 2012 Winter Ver. B賞 |
| 281                               | 坂井和奏                                                                      | TARI TARI                                                      | 2013年4月 | |
| 282                               | 浅間・智 制服Ver.                                                             | 境界線上のホライゾン PORTABLE                                  | 2013年4月 | 発売元：アスキー・メディアワークス 『境界線上のホライゾン PORTABLE』初回限定版同梱 |
| 283                               | アスナ                                                                        | ソードアート・オンライン                                       | 2013年3月 2013年12月(再発売)                                                                                         | |
| 284                               | アイアンマン マーク7 ヒーローズ・エディション                                 | アベンジャーズ                                                 | 2013年3月 | |
| 285                               | アルティメットまどか                                                          | 魔法少女まどか☆マギカ                                          | 2013年4月 | |
| 286                               | Lily from anim.o.v.e                                                          | バーチャルボーカリスト Lily from anim.o.v.e                    | 2013年3月 | 発売元：Phat! |
| 287                               | ホライゾン・アリアダスト 制服Ver.                                             | 境界線上のホライゾン                                           | 2013年3月 | 発売元：アスキー・メディアワークス |
| 288                               | 谷川柑菜                                                                      | あの夏で待ってる                                               | 2013年2月 | |
| 289                               | フェイト・テスタロッサ ブレイズフォーム・エディション                         | リリカルなのはThe MOVIE 2nd A's                                | 2013年4月 | |
| 290                               | 先導アイチ                                                                    | カードファイト!!ヴァンガード                                   | 2013年5月 | |
| 291                               | 瀬乃宮あき穂                                                                  | ロボティクス・ノーツ                                           | 2013年3月 | |
| 292                               | デッドマスター TV ANIMATION Ver.                                              | TV ANIMATION BLACK ROCK SHOOTER                                | 2013年4月 | |
| 293                               | 篁唯依                                                                        | マブラヴ オルタネイティヴ トータル・イクリプス                 | 2013年6月 | |
| 294                               | 神代フラウ                                                                    | ロボティクス・ノーツ                                           | 2013年4月 | |
| 295                               | キリト                                                                        | ソードアート・オンライン                                       | 2013年5月 2017年1月(再発売)                                                                                          | |
| 296                               | アリス                                                                        | 桃色大戦ぱいろん                                               | 2013年5月 | |
| 297                               | ゆの                                                                          | ひだまりスケッチ×ハニカム                                      | 2013年5月 | |
| 298                               | 星くず★うぃっち メルル                                                        | 俺の妹がこんなに可愛いわけがない                               | 2013年7月 | |
| 299                               | ミクダヨー                                                                    | VOCALOID 01 初音ミク                                           | 2013年7月 2015年8月(再発売)                                                                                          | |
| 300                               | 初音ミク 2.0                                                                  | VOCALOID 01 初音ミク                                           | 2013年5月 2013年6月(2次出荷) 2014年6月(再発売)                                                                       | No.33の1.0から大改良が加えられ、パーツを大幅に追加した。 |
| 301                               | 鏡音リン・アペンド                                                            | VOCALOID 02 鏡音リン・レン                                     | 2013年6月 | |
| 302                               | 鏡音レン・アペンド                                                            | VOCALOID 02 鏡音リン・レン                                     | 2013年6月 | |
| 303                               | 雪ミク いちご白無垢Ver.                                                       | VOCALOID 01 初音ミク                                           | 2013年2月10日 | 第64回さっぽろ雪まつり・ワンダーフェスティバル2013[冬]限定商品。 |
| 304                               | りん&うーさー＋メカウーサー                                                   | うーさーのその日暮らし                                         | 2013年6月 | |
| 304b                              | りん＆うーさー お手軽Ver.                                                     | うーさーのその日暮らし 夢幻編                                  | 2015年7月 | |
| 305                               | 藤原妹紅                                                                      | 東方Project                                                    | 2013年5月 | |
| 306                               | 篠ノ之箒                                                                      | IS <インフィニット・ストラトス>                                | 2013年6月 | |
| 307a 307b                         | メローナ                                                                      | クイーンズブレイド                                             | 2013年5月 | 発売元：FREEing(307a)、ホビージャパン(307b) 307bは2PカラーVer.である。 |
| 308                               | 宮子                                                                          | ひだまりスケッチ×ハニカム                                      | 2013年6月 | |
| 309                               | 久遠寺有珠                                                                    | 魔法使いの夜                                                   | 2013年6月 | |
| 310                               | 西住みほ                                                                      | ガールズ&パンツァー                                            | 2013年6月 2014年7月 (1次再発売) 2017年7月 (2次再発売)                                                                | 本商品は、鳥取県倉吉市のグッドスマイルカンパニー「楽月工場」で製造される”Made in Japan”商品です。 GOODSMILE ONLINE SHOP予約特典は特別仕様台座 戦車内風Ver.+イスセット |
| 311                               | 南 夏奈                                                                       | みなみけ ただいま                                              | 2013年6月 | 発売元：ギフト |
| 312                               | 南 春香                                                                       | みなみけ ただいま                                              | 2013年6月 | 発売元：ギフト |
| 313                               | モノクマ                                                                      | スーパーダンガンロンパ2 さよなら絶望学園                       | 2013年6月 | |
| 314                               | セシリア・オルコット                                                          | IS <インフィニット・ストラトス>                                | 2013年8月 | 発売元：Phat! |
| 315                               | チャリオット with 戦車（メアリー）セット TV ANIMATION Ver.                    | TV ANIMATION BLACK ROCK SHOOTER                                | 2013年7月 | |
| 316                               | 櫂トシキ                                                                      | カードファイト!!ヴァンガード                                   | 2013年7月 | |
| 317                               | 羽瀬川小鳩                                                                    | 僕は友達が少ないNEXT                                           | 2013年7月 | |
| 318                               | 棗鈴                                                                          | リトルバスターズ!                                              | 2013年7月 | |
| 319                               | れん&ダスウサ                                                                 | うーさーのその日暮らし                                         | 2013年7月 | |
| 319b                              | れん＆ダスウサ お手軽Ver.                                                     | うーさーのその日暮らし 夢幻編                                  | 2015年7月 | |
| 320                               | 月読鎖々美                                                                    | ささみさん@がんばらない                                        | 2013年8月 | |
| 321                               | 田村ゆかり                                                                    | 田村ゆかり                                                     | 2013年6月 | 発売元：キングレコード。 「田村ゆかり LOVE ♥ LIVE 2013 *Cute'n ♥ Cute'n Heart*」ライブ会場限定商品 |
| 322                               | 水樹奈々                                                                      | 水樹奈々                                                       | 2013年7月 | 発売元：キングレコード。 「NANA MIZUKI LIVE CIRCUS 2013」ライブ会場限定商品 |
| 323                               | モノミ                                                                        | スーパーダンガンロンパ2 さよなら絶望学園                       | 2013年8月 | 人間ではないため、顔パーツに互換性はない。 |
| 324                               | 常守朱                                                                        | PSYCHO-PASS サイコパス                                         | 2013年8月 | |
| 325                               | 魔王                                                                          | まおゆう魔王勇者                                               | 2013年9月 | |
| 326                               | レーシングミク 2013ver.                                                       | VOCALOID/レーシングミク                                        | 2013年10月 | 個人スポンサー特典。 |
| 327                               | しずえ                                                                        | とびだせ どうぶつの森                                          | 2013年10月 2016年5月(再発売)                                                                                         | 人間ではないため、顔パーツに互換性はない。 本商品は、鳥取県倉吉市のグッドスマイルカンパニー「楽月工場」で製造される”Made in Japan”商品です。 |
| 328                               | クリスカ・ビャーチェノワ                                                      | マブラヴ オルタネイティヴ トータル・イクリプス                 | 2013年9月 | |
| 329                               | イーニァ・シェスチナ                                                          | マブラヴ オルタネイティヴ トータル・イクリプス                 | 2013年9月 | |
| 330                               | シェリル・ノーム                                                              | マクロスF                                                      | 2013年9月 | |
| 331                               | ニャル子 冥土Ver.                                                             | 這いよれ!ニャル子さんW                                         | 2013年7月28日 | ワンダーフェスティバル2013[夏]限定。 |
| 332                               | 鹿目まどか 舞妓Ver.                                                           | 魔法少女まどか☆マギカ                                          | 2013年7月 | Japan Expo 2013・Anime Expo 2013・CCG Expoおよびオンライン限定商品 |
| 333                               | 初音ミク 浴衣Ver. 夏椿                                                        | VOCALOID 01 初音ミク                                           | 2013年7月 | Japan Expo 2013・Anime Expo 2013・CCG Expoおよびオンライン限定商品 |
| 334                               | 森園立夏                                                                      | D.C.III 〜ダ・カーポIII〜                                      | 2013年10月 | |
| 335                               | 戦場ヶ原ひたぎ                                                                | 〈物語〉シリーズ/化物語                                        | 2013年11月 | 2013年11月21日発売の「化物語」PremiumアイテムBOXに同梱。 |
| 336                               | 八神はやて ユニゾンイン・エディション                                         | 魔法少女リリカルなのは The MOVIE 2nd A's                       | 2013年10月 | |
| 337                               | アイリーン                                                                    | ドラゴンネスト                                                 | 2014年4月 | |
| 338                               | 宮藤芳佳 震電Ver.                                                             | ストライクウィッチーズ2                                        | 2013年9月 | 発売元：Phat! |
| 339a 339b                         | 初音ミク 水着Ver.&FamilyMart 2013 Ver.                                        | VOCALOID 01 初音ミク                                           | 2013年9月 | HappyくじA賞。 No.339bはラストワン賞の「初音ミク 水着Ver. FamilyMartカラー」である。 |
| 340                               | 鏡音リン FamilyMart 2013 Ver.                                                 | VOCALOID 02 鏡音リン・レン                                     | 2013年9月 | HappyくじB賞。 |
| 341                               | 鏡音レン FamilyMart 2013 Ver.                                                 | VOCALOID 02 鏡音リン・レン                                     | 2013年9月 | HappyくじC賞。 |
| 342a 342b                         | 糸色望 1.5                                                                    | さよなら絶望先生                                               | 2013年9月 | 過去に発売された商品の再発売だが、顔パーツ等が300番以降の仕様に変更されている。 通常版（No.342a）のほか カラーリングを原作者の久米田康治が指定した「久米田康治指定カラーVer.」（No.342b）がある。 |
| 343                               | フェイリス・ニャンニャン                                                      | シュタインズ・ゲート                                           | 2013年10月 | |
| 344                               | 一色あかね                                                                    | ビビッドレッド・オペレーション                                 | 2013年12月 | |
| 345                               | 御坂美琴                                                                      | とある科学の超電磁砲S                                          | 2013年10月 | |
| 346                               | 久慈ありす                                                                    | 鉄道むすめ                                                     | 2013年11月 | 発売元：トミーテック |
| 347                               | 鷹野みゆき                                                                    | 鉄道むすめ                                                     | 2013年11月 | 発売元：トミーテック |
| 348                               | 高山マリア                                                                    | 僕は友達が少ないNEXT                                           | 2013年10月 | |
| 349                               | アイアンマン マーク42 ヒーローズ・エディション＋ ホール・オブ・アーマーセット | アイアンマン3                                                  | 2013年12月 | |
| 350                               | ランカ・リー                                                                  | マクロスF                                                      | 2013年11月 | |
| 351                               | 久世響希                                                                      | DEVIL SURVIVOR2 THE ANIMATION                                  | 2014年2月 | |
| 352                               | 苗木誠                                                                        | ダンガンロンパ 希望の学園と絶望の高校生 The Animation          | 2013年12月 | |
| 353                               | 筒隠月子                                                                      | 変態王子と笑わない猫。                                         | 2013年12月 | |
| 354                               | 夜刀神十香                                                                    | デート・ア・ライブ                                             | 2013年12月 2017年3月(再発売)                                                                                         | |
| 355                               | ストレングス TV ANIMATION Ver.                                                | TV ANIMATION BLACK ROCK SHOOTER                                | 2013年12月 | |
| 356                               | エトナ                                                                        | 魔界戦記ディスガイア                                           | 2014年1月 | 発売元：Phat! |
| 357                               | フロン                                                                        | 魔界戦記ディスガイア                                           | 2014年1月 | 発売元：Phat! |
| 358                               | セイバーエクストラ                                                            | Fate/EXTRA                                                     | 2013年11月 | |
| 359                               | ドロッセル（チャーミング）                                                    | ファイアボール チャーミング                                    | 2013年11月 | |
| 360                               | 超大型巨人& 進撃のプレイセット                                                | 進撃の巨人                                                     | 2013年12月 | |
| 361                               | ミサカ                                                                        | とある科学の超電磁砲S                                          | 2013年12月 | 「御坂美琴」（No.345）のパーツを流用している部分が多いが 付属パーツの違いやスカートの中が縞パンになっているなど、しっかりと作り分けられている。 当初は2013年10月発売予定だったが、12月に延期となった。 |
| 362                               | 射命丸文                                                                      | 東方Project                                                    | 2013年12月 | |
| 363                               | セイバーオルタ スーパームーバブル・エディション                               | Fate/stay night                                                | 2013年12月 | 間接部にジョイントが組み込まれたフル可動対応モデル。 |
| 364                               | 真紅 薔薇乙女 (ローゼンメイデン)セット                                        | ローゼンメイデン                                               | 2013年12月 | |
| 365                               | ミカサ・アッカーマン                                                          | 進撃の巨人                                                     | 2014年1月 | GOODSMILE ONLINE SHOP予約特典は特別仕様台座 ミカサ・アッカーマンVer. |
| 366                               | 雪音クリス                                                                    | 戦姫絶唱シンフォギア                                           | 2014年1月 | |
| 367                               | 白井黒子                                                                      | とある科学の超電磁砲S                                          | 2014年2月 | |
| 368                               | 八九寺真宵                                                                    | 〈物語〉シリーズ/化物語                                        | 2014年1月 | |
| 369                               | T.M.Revolution （西川貴教）                                                   | T.M.Revolution （西川貴教）                                    | 2013年12月 | イナズマロックフェス 2013 会場にて先行受注受付 「T.M.R. PARK REVOLUTION in JOYPOLIS 2020」にて、 「ねんどろいど T.M.Revolution」特別販売 |
| 370                               | エイミー                                                                      | 翠星のガルガンティア                                           | 2014年3月 | |
| 371                               | 島風                                                                          | 艦隊これくしょん -艦これ-                                      | 2014年3月 2014年4月(2次出荷)                                                                                         | 『艦隊これくしょん -艦これ-』では初のねんどろいど化もあって 第1次出荷分の予約のみながら、わずか1日で完売するほどの事態となった 中破ボディ、連装砲ちゃん3体が付属。 GOODSMILE ONLINE SHOP予約特典は特製スリーブ+特別仕様台座 |
| 372                               | 黒木智子                                                                      | 私がモテないのはどう考えてもお前らが悪い!                      | 2014年2月 | |
| 373                               | 釜石まな                                                                      | 鉄道むすめ                                                     | 2014年2月 | 発売元：トミーテック |
| 374                               | 的場まりな                                                                    | 鉄道むすめ                                                     | 2014年2月 | 発売元：トミーテック |
| 375                               | エレン・イェーガー                                                            | 進撃の巨人                                                     | 2014年4月 | GOODSMILE ONLINE SHOP予約特典は特別仕様台座 エレン・イェーガーVer. |
| 376                               | ハンター♀ ウルク・エディション                                                | モンスターハンター4                                            | 2014年3月 | |
| 377                               | ハンター♀ キリン・エディション                                                | モンスターハンター4                                            | 2014年3月 | |
| 378                               | ネプテューヌ                                                                  | 超次元ゲイム ネプテューヌ                                      | 2014年3月 | 発売元：フロンティアワークス 『超次元ゲイム ネプテューヌ』のBD／DVD Vol.7の初回生産特典版に同梱。 |
| 379                               | 巴マミ 制服Ver.                                                               | 魔法少女まどか☆マギカ 劇場版 [新編] 叛逆の物語                 | 2014年2月9日 | ワンダーフェスティバル2014[冬]限定商品。 |
| 380                               | 雪ミク Magical Snow Ver.                                                      | VOCALOID 01 初音ミク                                           | 2014年2月9日 | ラビット・ユキネのフィギュアが付属している 第65回さっぽろ雪まつり・ワンダーフェスティバル 2014[冬]限定商品 |
| 381a 381b                         | 初音ミク セーラー服Ver. &セーラー服Ver. Special color                         | VOCALOID 01 初音ミク                                           | 2014年3月 | HappyくじA賞。 No.381bはLAST賞の「初音ミク セーラー服Ver. Special color」である。 |
| 382                               | アスナ ティターニアVer.                                                       | ソードアート・オンライン                                       | 2014年8月 | 『Anime Japan 2014』会場・GOODSMILE ONLINE SHOP販売商品 |
| 383                               | May'n                                                                         | May'n                                                          | 2014年2月 2016年2月                                                                                                  | 発売元：ホリプロ。 『May'n Road to 10th Anniversary Japan & World Tour 2014-2015「dots and lines」』ライブ会場限定商品 Nendoroid 10th Anniversary Live会場限定商品 |
| 384                               | 神原駿河                                                                      | 〈物語〉シリーズ/化物語                                        | 2014年4月 | |
| 385                               | アイギス P3・エディション                                                     | ペルソナ3                                                      | 2014年4月 | |
| 386                               | しずえ 冬服Ver.                                                               | とびだせ どうぶつの森                                          | 2014年4月 2018年9月予定(再発売)                                                                                      | No.327のしずえとパーツに互換性がある。 |
| 387                               | セイバーブライド                                                              | Fate/EXTRA CCC                                                 | 2014年4月 | |
| 388                               | 太陽あかり                                                                    | 幻影ヲ駆ケル太陽                                               | 2014年5月 | |
| 389                               | 鵜野うずめ                                                                    | ファンタジスタドール                                           | 2014年4月 | |
| 390                               | リヴァイ                                                                      | 進撃の巨人                                                     | 2014年6月 2018年1月(再発売)                                                                                          | GOODSMILE ONLINE SHOP予約特典は特別仕様台座 |
| 391                               | 赤城                                                                          | 艦隊これくしょん -艦これ-                                      | 2014年5月 2015年6月(再発売)                                                                                          | GOODSMILE ONLINE SHOP予約特典は特製スリーブ+特別仕様台座 |
| 392                               | アイアン・パトリオット ヒーローズ・エディション                               | アイアンマン3                                                  | 2014年5月 | |
| 393                               | ルイージ                                                                      | スーパーマリオ                                                 | 2014年6月 | ルイージ生誕30周年記念商品。クリボー、キラーのパーツ、土管などが付属している。 |
| 394                               | 神北小毬                                                                      | リトルバスターズ! 〜Refrain〜                                  | 2014年5月 | |
| 395                               | 四糸乃                                                                        | デート・ア・ライブ                                             | 2014年5月 2015年6月(再発売)                                                                                          | 氷結傀儡（ザドキエル）のフィギュアが付属している。 |
| 396                               | 千石撫子                                                                      | 〈物語〉シリーズ/化物語                                        | 2014年6月 | |
| 397                               | ささら                                                                        | ファンタジスタドール                                           | 2014年6月 | |
| 398                               | 星河せいら                                                                    | 幻影ヲ駆ケル太陽                                               | 2014年6月 | |
| 399                               | 宮永咲                                                                        | 咲 saki- 全国編                                                | 2014年7月 | |
| 400                               | 木之本桜                                                                      | カードキャプターさくら                                         | 2014年11月 | GOODSMILE ONLINE SHOP予約特典は封印の杖(鍵状態)チャーム |
| 401                               | アリサ・イリーニチナ・アミエーラ                                              | ゴッドイーター2                                                | 2014年7月 | |
| 402                               | ブラックゴールドソー TV ANIMATION Ver.                                        | TV ANIMATION BLACK ROCK SHOOTER                                | 2014年7月 | |
| 403                               | 百江なぎさ                                                                    | 魔法少女まどか☆マギカ 劇場版 ［新編］叛逆の物語                | 2014年6月 | |
| 404                               | 羽川翼                                                                        | 〈物語〉シリーズ/化物語                                        | 2014年7月 | |
| 405                               | 金剛                                                                          | 艦隊これくしょん -艦これ-                                      | 2014年8月 | これ以降、『艦これ』のねんどろいどの商品ページで口調が採用される GOODSMILE ONLINE SHOP予約特典は特製スリーブ+特別仕様台座 |
| 406a 406b                         | ミス・モノクローム                                                            | ミス・モノクローム -The Animation-                             | 2014年8月 | 発売元：キングレコード No.406bは「ミス・モノクローム-The Animation-」 Blu-ray&DVD、白版／黒版の初回連動購入特典「Poker Face Black ver.」である。 |
| 407                               | 纏流子                                                                        | キルラキル                                                     | 2014年8月 2017年9月(再発売)                                                                                          | GOODSMILE ONLINE SHOP予約特典は小型化した片太刀バサミ。 |
| 408                               | 満艦飾マコ                                                                    | キルラキル                                                     | 2014年8月 2017年9月(再発売)                                                                                          | GOODSMILE ONLINE SHOP予約特典はボコボコ顔パーツ。 |
| 409                               | 遠坂凛                                                                        | Fate/stay night                                                | 2014年7月 2018年6月(再発売)                                                                                          | |
| 410                               | ギルガメッシュ                                                                | Fate/stay night                                                | 2014年8月 2017年1月(再発売)                                                                                          | |
| 411                               | アリー（AHRI）                                                                | リーグオブレジェンド （League of Legends）                     | 2014年11月 | 韓国リーグオブレジェンド大会限定品（日本国内未流通商品の為、国内のリスト上では欠番扱い） |
| 412                               | 秋山優花里                                                                    | ガールズ＆パンツァー                                           | 2014年8月 2017年7月(再発売)                                                                                          | 本商品は、鳥取県倉吉市のグッドスマイルカンパニー「楽月工場」で製造される”Made in Japan”商品です GOODSMILE ONLINE SHOP予約特典は特別仕様台座 戦車内風Ver.+イスセット |
| 413                               | リンク 風のタクトver.                                                         | ゼルダの伝説 風のタクトHD                                      | 2014年10月 2015年6月(再発売)                                                                                         | |
| 414                               | レーシングミク 2014ver.                                                       | VOCALOID/レーシングミク                                        | 2014年10月 | 個人スポンサー特典。 |
| 415                               | 栗橋みなみ                                                                    | 鉄道むすめ                                                     | 2014年7月 | 発売元：トミーテック。 |
| 416                               | 門田さくら                                                                    | 鉄道むすめ                                                     | 2014年7月 | 発売元：トミーテック。 |
| 417                               | リヴァイ お掃除Ver.                                                           | 進撃の巨人                                                     | 2014年7月 | Japan Expo 2014・Anime Expo 2014・上海 CCG Expo・GOODSMILE ONLINE SHOP定商品。 |
| 418                               | 蒼葉＆蓮                                                                      | DRAMAtical Murder                                              | 2014年9月 2016年2月(再発売)                                                                                          | 「イメージ背景使用 中台紙」は初回生産のみ。 |
| 419                               | イオナ                                                                        | 蒼き鋼のアルペジオ -アルス・ノヴァ-                            | 2014年8月 | GOODSMILE ONLINE SHOP予約特典はヒトデ×4 |
| 420                               | 小沢里奈＆なめこ                                                              | おさわり探偵 小沢里奈                                          | 2014年9月 | |
| 421                               | 桐崎千棘                                                                      | ニセコイ                                                       | 2014年8月 2015年9月(再発売)                                                                                          | |
| 422                               | 美樹さやか 制服Ver. &佐倉杏子 私服Ver.セット                                  | 魔法少女まどか☆マギカ 劇場版 ［新編］叛逆の物語                | 2014年7月27日 | ワンダーフェスティバル2014[夏]限定商品。 |
| 423                               | 空母ヲ級                                                                      | 艦隊これくしょん -艦これ-                                      | 2014年7月27日 | ワンダーフェスティバル2014[夏]限定商品。 |
| 424                               | 忍野忍                                                                        | 〈物語〉シリーズ/偽物語                                        | 2014年11月 | 書籍「偽物語」PremiumアイテムBOXに同梱。 |
| 424b                              | 忍野忍 西尾維新大辞展記念Ver.                                                 | 〈物語〉シリーズ/偽物語                                        | 2017年7月 | 西尾維新大辞展記念 限定商品 ご購入特典はアクリルプレート |
| 425                               | レッド                                                                        | ポケットモンスター                                             | 2014年9月 2017年6月(再発売)                                                                                          | 発売元：株式会社ポケモン フシギダネ、ヒトカゲ、ゼニガメのフィギュアが付属している。 |
| 426                               | 加賀                                                                          | 艦隊これくしょん -艦これ-                                      | 2014年9月 2015年6月(再発売)                                                                                          | 商品ページの口調は採用されなかった。 GOODSMILE ONLINE SHOP予約特典は特製スリーブ+特別仕様台座 |
| 427                               | 香月ナナ                                                                      | ゴッドイーター2                                                | 2014年12月 | |
| 428                               | ティナ                                                                        | 恋がさくころ桜どき                                             | 2015年1月 | 封入特典は録りおろしドラマCD |
| 429                               | 阿良々木暦                                                                    | 〈物語〉シリーズ/化物語                                        | 2014年9月 | 通学路をイメージした特別台座も付属。 |
| 430                               | 北上                                                                          | 艦隊これくしょん -艦これ-                                      | 2014年10月 | GOODSMILE ONLINE SHOP予約特典は特製スリーブ+特別仕様台座 |
| 431                               | 大井                                                                          | 艦隊これくしょん -艦これ-                                      | 2014年10月 | GOODSMILE ONLINE SHOP予約特典は特製スリーブ+特別仕様台座 |
| 432                               | 鹿目まどか 浴衣Ver.                                                           | 魔法少女まどか☆マギカ 劇場版                                   | 2014年11月 | 発売元：FREEing |
| 433                               | ジャンヌ・カグヤ・ダルク                                                      | ノブナガ・ザ・フール                                           | 2014年10月 | |
| 434                               | 武部沙織                                                                      | ガールズ&パンツァー                                            | 2014年10月 2017年7月(再発売)                                                                                         | 本商品は、鳥取県倉吉市のグッドスマイルカンパニー「楽月工場」で製造される”Made in Japan”商品です GOODSMILE ONLINE SHOP予約特典は特別仕様台座 戦車内風Ver. |
| 435                               | アルミン・アルレルト                                                          | 進撃の巨人                                                     | 2014年10月 | GOODSMILE ONLINE SHOP予約特典は特別仕様台座（草原台座）。 |
| 436                               | すーぱーそに子 お仕事セット                                                   | そにアニ                                                       | 2014年10月 | |
| 437                               | 島田真夢                                                                      | Wake Up, Girls!                                                | 2014年10月 | 「7 girls war」のステージ衣装姿。 GOODSMILE ONLINE SHOP予約特典は「シュシュ」パーツ。 |
| 438                               | 鬼龍院皐月                                                                    | キルラキル                                                     | 2014年10月 2017年9月(再発売)                                                                                         | 本能寺学園の屋上をイメージした台座と「生徒会長」背景文字シートが付属している GOODSMILE ONLINE SHOP予約特典は背景文字シート2種 「三都制圧襲学旅行」Ver.と「壊惨総戦挙」Ver.がある。 |
| 439                               | G級受付嬢                                                                     | モンスターハンター フロンティアG                               | 2014年12月10日 | 「モンスターハンター フロンティアＧ 2014アニバーサリープレミアムグッズ」同梱 |
| 440                               | 水銀燈                                                                        | ローゼンメイデン                                               | 2014年11月 | |
| 441                               | マリンちゃん                                                                  | 海物語シリーズ                                                 | 2014年12月 | |
| 442                               | 八雲紫                                                                        | 東方Project                                                    | 2015年5月 | GOODSMILE ONLINE SHOP予約特典はイラストレーターideolo 描き下ろしポスター（B3） |
| 443                               | 比叡                                                                          | 艦隊これくしょん ‐艦これ‐                                      | 2014年11月 | GOODSMILE ONLINE SHOP予約特典は特製スリーブ+特別仕様台座 |
| 444                               | 矢澤にこ                                                                      | ラブライブ!                                                    | 2014年11月 2015年9月(再発売)                                                                                         | 「僕らは今のなかで」の衣装がプロトタイプ GOODSMILE ONLINE SHOP予約特典は特別仕様台座と拡張パーツ 小、大 |
| 445                               | 宮内れんげ                                                                    | のんのんびより                                                 | 2014年11月 2016年3月(再発売)                                                                                         | GOODSMILE ONLINE SHOP予約特典はおだんご髪型パーツ |
| 446                               | 三峰真白                                                                      | 未確認で進行形                                                 | 2015年3月 | UMAモケーレ・ムベンベ（水色）のフィギュアが付属している GOODSMILE ONLINE SHOP予約特典としてUMAネッシー（紫色）も付属 |
| 447                               | ソリッド・スネーク                                                            | メタルギアソリッド                                             | 2015年1月 2018年10月予定(再発売)                                                                                     | GOODSMILE ONLINE SHOP予約特典は特製スリーブ |
| 447b                              | ソリッド・スネーク ステルス迷彩Ver.                                           | メタルギアソリッド                                             | 2016年7月 | Anime Expo 2016・GOODSMILE ONLINE SHOP定商品。 |
| 448                               | 初音ミク ハロウィンVer.                                                       | VOCALOID 01 初音ミク                                           | 2014年10月 | 「初音ミク」がハロウィンにピッタリな小悪魔風の姿でねんどろいど化された。 |
| 449                               | ヴィニエイラ様                                                                | 世界征服〜謀略のズヴィズダー〜                                 | 2014年11月 | |
| 450                               | 高坂穂乃果                                                                    | ラブライブ!                                                    | 2014年12月 2015年9月(再発売)                                                                                         | 「僕らは今のなかで」の衣装がプロトタイプ GOODSMILE ONLINE SHOP予約特典は特別仕様台座と拡張パーツ 小、大 |
| 451                               | ヒミコ                                                                        | ノブナガ・ザ・フール                                           | 2014年12月 | |
| 452                               | シノン                                                                        | ソードアート・オンラインII                                     | 2014年12月 2017年1月(再発売)                                                                                         | |
| 453                               | 夢塔ハナ                                                                      | キャプテン・アース                                             | 2014年12月 | ピッツのフィギュアが付属している。 GOODSMILE ONLINE SHOP予約特典として顔出しピッツも付属。 |
| 454                               | 桜井あおい                                                                    | RAIL WARS!                                                     | 2014年12月 | 発売元：トミーテック |
| 455                               | 小海はるか                                                                    | RAIL WARS!                                                     | 2014年12月 | 発売元：トミーテック |
| 456                               | 悪魔ほむら                                                                    | 魔法少女まどか☆マギカ 劇場版 ［新編］叛逆の物語                | 2015年1月 | GOODSMILE ONLINE SHOP予約特典は追加パーツ（イヤーカフス） |
| 457                               | 小野寺小咲                                                                    | ニセコイ                                                       | 2015年2月 2015年9月(再発売)                                                                                          | |
| 458                               | 南ことり                                                                      | ラブライブ!                                                    | 2015年1月 2015年10月(再発売)                                                                                         | 「僕らは今のなかで」の衣装がプロトタイプ GOODSMILE ONLINE SHOP予約特典は特別仕様台座と拡張パーツ 小、大 |
| 459                               | 天津風                                                                        | 艦隊これくしょん -艦これ-                                      | 2015年1月 | GOODSMILE ONLINE SHOP予約特典は特製スリーブ+特別仕様台座 |
| 460                               | 青葉鳴子                                                                      | 魔法少女大戦                                                   | 2015年1月 | GOODSMILE ONLINE SHOP予約特典は「ずんだマガツヒ」表情替えver. 封入特典はシリアルコード |
| 461                               | 日向翔陽                                                                      | ハイキュー!!                                                   | 2015年1月 2016年1月(1次再発売) 2017年5月(2次再発売)                                                                  | 「コートをイメージした専用台座」も付属。 GOODSMILE ONLINE SHOP予約特典はラバーストラップ 日向翔陽 ガッツポーズVer. |
| 462                               | エリカ・フォンティーヌ＆光武F2                                                | サクラ大戦3                                                    | 2015年1月 | |
| 463                               | 伊401                                                                         | 艦隊これくしょん -艦これ-                                      | 2015年2月 | GOODSMILE ONLINE SHOP予約特典は特製スリーブ+特別仕様台座 |
| 464                               | 絢瀬絵里                                                                      | ラブライブ!                                                    | 2015年3月 2015年10月(再発売)                                                                                         | 「僕らは今のなかで」の衣装がプロトタイプ GOODSMILE ONLINE SHOP予約特典は特別仕様台座と拡張パーツ 小、大 |
| 465                               | 鶫誠士郎                                                                      | ニセコイ                                                       | 2015年4月 | |
| 466                               | 時崎狂三                                                                      | デート・ア・ライブII                                           | 2015年2月 2017年3月(再発売)                                                                                          | 「時計盤エフェクトパーツ」が付属 |
| 467                               | 綾波レイ エヴァンゲリオンレーシングVer.                                       | エヴァンゲリオンレーシング                                     | 2015年5月 | |
| 468                               | 式波・アスカ・ラングレー エヴァンゲリオンレーシングVer.                       | エヴァンゲリオンレーシング                                     | 2015年5月 | |
| 469                               | バットマン ヒーローズ・エディション                                           | ダークナイト ライジング                                        | 2015年2月 | 「バットラング」、「グラップネル・ガン」、「マントで全身を覆った胴体」が付属 さらに、「バットシグナル」はサーチライト部分を造形で表現している。 GOODSMILE ONLINE SHOP予約特典はバットマン生誕75周年記念 サーチライトパーツ |
| 470                               | 雪村あおい                                                                    | ヤマノススメ                                                   | 2015年3月 2018年7月(再発売)                                                                                          | |
| 471                               | 宮永照                                                                        | 咲-Saki- 阿知賀編                                              | 2015年3月 | 本商品は「咲-Saki-阿知賀編episode of side‐A Blu-ray初回完全生産限定Special-BOX」に同梱。 |
| 472                               | 星空凛                                                                        | ラブライブ!                                                    | 2015年4月 2015年10月(再発売)                                                                                         | 「僕らは今のなかで」の衣装がプロトタイプ GOODSMILE ONLINE SHOP予約特典は特別仕様台座と拡張パーツ 小、大 |
| 473                               | マリオ                                                                        | スーパーマリオ                                                 | 2015年6月 2018年8月(再発売)                                                                                          | GOODSMILE ONLINE SHOP予約特典は追加コインパーツ 3枚 |
| 474                               | ベアトリーチェ・“リリィ”・アナスターシ                                        | フリーダムウォーズ                                             | 2015年3月 | |
| 475                               | エルサ                                                                        | アナと雪の女王                                                 | 2015年5月 2016年1月(1次再発売) 2017年9月(2次再発売)                                                                  | オラフのフィギュアが付属。 |
| 476                               | 凰鈴音                                                                        | IS<インフィニット・ストラトス>                                 | 2015年7月 | |
| 477                               | 小湊るう子                                                                    | selector infected WIXOSS                                       | 2015年3月 | 発売元：トミーテック 『WIXOSS』に使える限定プロモカード『ゲット・インデックス』限定イラストver.が1枚同梱 |
| 478                               | タマ                                                                          | selector infected WIXOSS                                       | 2015年3月 | 発売元：トミーテック 『WIXOSS』に使える限定プロモカード『ファフニール』限定イラストver.が1枚同梱 |
| 479                               | 歳納京子                                                                      | ゆるゆり なちゅやちゅみ！                                      | 2015年4月 2016年12月(再発売)                                                                                         | GOODSMILE ONLINE SHOP予約特典は特製アッカリーンお面 |
| 480                               | 初音ミク 千本桜Ver.                                                           | 千本桜 feat. 初音ミク                                          | 2015年5月 | デフォルメしたため、背中の「壱」が「いち」となっている。 |
| 481                               | 熊野                                                                          | 艦隊これくしょん ‐艦これ‐                                      | 2015年4月 | GOODSMILE ONLINE SHOP予約特典は特製スリーブ+特別仕様台座 |
| 482                               | 鈴谷                                                                          | 艦隊これくしょん ‐艦これ‐                                      | 2015年4月 | GOODSMILE ONLINE SHOP予約特典は特製スリーブ+特別仕様台座 |
| 483                               | 夜祭アカリ                                                                    | キャプテン・アース                                             | 2015年3月 | |
| 484                               | 椎名心実                                                                      | ガールフレンド（仮）                                           | 2015年6月 | ■ボイスユニット収録音声■ 「ケンサク!ケンサク!」 「椎名心実と言います。よろしくお願いします。」 「おはようございます。今日もまた会えましたね。」 「あ、あの...。今度一緒にメロンパン食べに行きませんか?」 「元気だしてください!私はいつでもあなたの味方ですよ!」 GOODSMILE ONLINE SHOP予約特典は追加音声 「あまり、ジロジロ見ないでください…その、は、恥ずかしいです。」 famima.com予約特典は追加音声「こうしてるとなんだかドキドキしちゃいますね」 |
| 485                               | クロエ・ルメール                                                              | ガールフレンド（仮）                                           | 2015年6月 | ■ボイスユニット収録音声■ 「クロエ・ルメールですヨ〜!」 「私はクロエ・ルメールです!よろしくお願いしま〜ス!」 「今日もイチニチガンバッテイキマショウ!」 「ボンジュール!フランスのあいさつですヨ!」 「もぉ〜夜更かしわぁいけませんよって言いましたヨネェ?」 GOODSMILE ONLINE SHOP予約特典は追加音声「ちっちゃい私も、好きって、言ってくれますカ？」 famima.com予約特典は追加音声 「アナタに元気をプレゼントしマス！フレー！フレー！ファ・イ・ト！…元気でましたカ？」 |
| 486                               | アーチャー スーパームーバブル・エディション                                   | Fate/stay night [Unlimited Blade Works]                        | 2015年4月 2017年1月(再発売)                                                                                          | GOODSMILE ONLINE SHOP予約特典は英霊召喚シート |
| 487                               | ノイズ                                                                        | DRAMAtical Murder                                              | 2015年6月 | 初回生産分のみ、パッケージの中台紙がイメージ背景を使用したものになります。 |
| 488                               | 橘万里花                                                                      | ニセコイ                                                       | 2015年5月 | |
| 489                               | 影山飛雄                                                                      | ハイキュー!!                                                   | 2015年5月 2016年1月(1次再発売) 2017年5月(2次再発売)                                                                  | 「コートをイメージした専用台座」も付属。 GOODSMILE ONLINE SHOP予約特典はラバーストラップ 影山飛雄 ガッツポーズVer. |
| 490                               | 大道寺知世                                                                    | カードキャプターさくら                                         | 2015年6月 | GOODSMILE ONLINE SHOP予約特典はケルベロス（ケロちゃん） どや顔Ver. |
| 491                               | 霧島                                                                          | 艦隊これくしょん -艦これ-                                      | 2015年5月 | GOODSMILE ONLINE SHOP予約特典は特製スリーブ+特別仕様台座 |
| 492                               | ライダー                                                                      | Fate/stay night [Unlimited Blade Works]                        | 2015年5月 | GOODSMILE ONLINE SHOP予約特典は英霊召喚シート |
| 493                               | 雪ミク Snow Bell Ver.                                                         | VOCALOID 01 初音ミク                                           | 2015年2月8日 | ワンダーフェスティバル2015[冬]限定商品。 投稿サイト「piapro」で募集した衣装デザインをニコニコ生放送での視聴者投票によって決定したもの 「北海道の冬をイメージした植物」をテーマにたらんが描いた、まるで妖精のような雰囲気の雪ミク 「ラビット・ユキネ」も羽雪デザインの植物をイメージした衣装で登場。 |
| 494                               | 戦艦レ級                                                                      | 艦隊これくしょん -艦これ-                                      | 2015年2月8日 | ワンダーフェスティバル2015[冬]限定商品。 |
| 495                               | 榛名                                                                          | 艦隊これくしょん -艦これ-                                      | 2015年5月 | GOODSMILE ONLINE SHOP予約特典は特製スリーブ+特別仕様台座 |
| 496                               | 小泉花陽                                                                      | ラブライブ!                                                    | 2015年5月 2015年10月(再発売)                                                                                         | 「僕らは今のなかで」の衣装がプロトタイプ GOODSMILE ONLINE SHOP予約特典は特別仕様台座と拡張パーツ 小、大。 |
| 497                               | シャルロット・デュノア                                                        | IS<インフィニット・ストラトス>                                 | 2015年9月 | GOODSMILE ONLINE SHOP予約特典はミックスベリークレープ |
| 498                               | ノエル                                                                        | 天体のメソッド                                                 | 2015年7月 | |
| 499                               | 桜ミクダヨー                                                                  | VOCALOID 01 初音ミク                                           | 2015年8月 | 2013年のエイプリルフールのネタとして発表され、2年後に正式発売が発表された。 GOODSMILE ONLINE SHOP予約特典はポップキャンディ（さくらんぼ味）+ ニンテンドー3DSで使える！桜ミクダヨーのオリジナル「テーマ」ダウンロード番号 |
| 500                               | 桜ミク Bloomed in Japan                                                       | VOCALOID 01 初音ミク                                           | 2015年3月 2015年9月(2次生産分)                                                                                       | 倉吉工場で生産される、シリーズ初の“MADE IN JAPAN”のねんどろいど 通常販売される他に、工場のある倉吉市へのふるさと納税を1万円以上行った場合の記念品としても贈呈される。 |
| 501                               | ストームトルーパー                                                            | スター・ウォーズ エピソード4                                   | 2015年10月 2017年1月(再発売)                                                                                         | |
| 502                               | ダース・ベイダー                                                              | スター・ウォーズ エピソード4                                   | 2015年10月 2017年1月(再発売)                                                                                         | |
| 503                               | タカオ                                                                        | 蒼き鋼のアルペジオ -アルス・ノヴァ-                            | 2015年6月 | |
| 504                               | 神崎灯代                                                                      | 異能バトルは日常系のなかで                                     | 2015年6月 | |
| 505                               | 五河琴里                                                                      | デート・ア・ライブII                                           | 2015年7月 | |
| 506                               | 鬼灯                                                                          | 鬼灯の冷徹                                                     | 2015年6月 | GOODSMILE ONLINE SHOP予約特典は煙管持ち手 |
| 507                               | シロナ                                                                        | ポケットモンスター                                             | 2015年7月 | 発売元：株式会社ポケモン |
| 508                               | ラウラ・ボーデヴィッヒ                                                        | IS<インフィニット・ストラトス>                                 | 2015年8月 | GOODSMILE ONLINE SHOP予約特典はミックスベリークレープ |
| 509                               | 結城友奈 勇者エディション                                                     | 結城友奈は勇者である                                           | 2015年7月 | |
| 510                               | 園田海未                                                                      | ラブライブ!                                                    | 2015年7月 | 「僕らは今のなかで」の衣装がプロトタイプ GOODSMILE ONLINE SHOP予約特典は特別仕様台座と拡張パーツ 小、大 |
| 511                               | 三日月宗近                                                                    | 刀剣乱舞-ONLINE-                                               | 2015年8月 2015年12月(再発売)                                                                                         | 『刀剣乱舞』ねんどろいど化第1号。 初回限定特典として、ゲームで使用できるオリジナル景趣入手シリアルコードが付く GOODSMILE ONLINE SHOP予約特典はラバーストラップ 三日月宗近 のほほんVer. |
| 512                               | 渋谷凛                                                                        | アイドルマスター シンデレラガールズ                            | 2015年9月 | GOODSMILE ONLINE SHOP予約特典はエナジードリンク+持ち手首 |
| 513                               | セルティ・ストゥルルソン                                                      | デュラララ!!×2                                                 | 2015年8月 | GOODSMILE ONLINE SHOP予約特典はハート型影エフェクトパーツ |
| 514                               | 龍驤                                                                          | 艦隊これくしょん -艦これ-                                      | 2015年8月 | GOODSMILE ONLINE SHOP予約特典は特製スリーブ+特別仕様台座 恒例の食べ物パーツはたこ焼き。 |
| 515                               | 満艦飾マコ 喧嘩部特化型二つ星極制服Ver.                                       | キルラキル                                                     | 2015年7月26日 | ワンダーフェスティバル2015[夏]限定商品。 |
| 516                               | 西木野真姫                                                                    | ラブライブ!                                                    | 2015年8月 | 「僕らは今のなかで」の衣装がプロトタイプ GOODSMILE ONLINE SHOP予約特典は特別仕様台座と拡張パーツ 小、大 |
| 517                               | レーシングミク 2015ver.                                                       | VOCALOID/レーシングミク                                        | 2015年9月 2015年11月(2次生産分)                                                                                      | GSR個人スポンサー特典。 |
| 518                               | 加州清光                                                                      | 刀剣乱舞-ONLINE-                                               | 2015年9月 2018年5月(再発売)                                                                                          | 初回限定特典として、ゲームで使用できるオリジナル景趣入手シリアルコードが付く GOODSMILE ONLINE SHOP予約特典はラバーストラップ 加州清光 ふわ〜。眠いよなVer. |
| 519                               | アンジェラ・バルザック スーパームーバブル・エディション                       | 楽園追放 -Expelled from Paradise-                              | 2015年10月 | |
| 520                               | 大和                                                                          | 艦隊これくしょん -艦これ-                                      | 2015年9月 | パーツが非常に多く、特設ページがある GOODSMILE ONLINE SHOP予約特典は特製スリーブ+特別仕様台座 |
| 521                               | パチュリー・ノーレッジ                                                        | 東方Project                                                    | 2015年10月 | GOODSMILE ONLINE SHOP予約特典はイラストレーターideolo 描き下ろしポスター（B3） |
| 522                               | 島村卯月                                                                      | アイドルマスター シンデレラガールズ                            | 2015年9月 | GOODSMILE ONLINE SHOP予約特典はスタミナドリンク+持ち手首 |
| 523                               | KAITO 千本桜Ver.                                                              | 千本桜 feat. 初音ミク                                          | 2015年9月 | |
| 524                               | うまる                                                                        | 干物妹!うまるちゃん                                            | 2015年9月 2016年2月(1次再発売) 2018年2月(2次再発売)                                                                  | 予約が殺到し、初回発売分は瞬く間に完売となった。 |
| 524b                              | うまる ネコロンブスカラーVer.                                                 | 干物妹!うまるちゃんR                                           | 2018年5月 | 「干物妹！うまるちゃんR Vol.1 Blu-ray 初回生産限定版＋ ねんどろいど うまる（ネコロンブスカラーVer.）セット」 同梱 |
| 525                               | 小狐丸                                                                        | 刀剣乱舞-ONLINE-                                               | 2015年11月 | 初回限定特典として、ゲームで使用できるオリジナル景趣入手シリアルコードが付く GOODSMILE ONLINE SHOP予約特典はラバーストラップ 小狐丸 爽快な気分だVer. |
| 526                               | 膝丸燈 スーパームーバブル・エディション                                       | テラフォーマーズ                                               | 2015年9月 | |
| 527                               | 鬼怒川みやび                                                                  | 鉄道むすめ                                                     | 2015年10月 | 発売元：トミーテック |
| 528                               | 日向翔陽 烏野高校排球部ジャージVer.                                           | ハイキュー!!                                                   | 2015年8月(限定発売) 2016年2月                                                                                        | ハイキュー!!祭り!優先限定発売 |
| 528b                              | 日向翔陽 ジャージVer.                                                         | ハイキュー!!                                                   | 2018年9月予定 | 本商品は発売済みの「ねんどろいど 日向翔陽 烏野高校排球部ジャージVer.」の仕様を一部リニューアルした商品となります。 |
| 529                               | 影山飛雄 烏野高校排球部ジャージVer.                                           | ハイキュー!!                                                   | 2015年8月(限定発売) 2016年2月                                                                                        | ハイキュー!!祭り!優先限定発売 |
| 529b                              | 影山飛雄 ジャージVer.                                                         | ハイキュー!!                                                   | 2018年9月予定 | 本商品は発売済みの「ねんどろいど 影山飛雄 烏野高校排球部ジャージVer.」の仕様を一部リニューアルした商品となります。 |
| 530                               | 東條希                                                                        | ラブライブ!                                                    | 2015年10月 | 「僕らは今のなかで」の衣装がプロトタイプ GOODSMILE ONLINE SHOP予約特典は特別仕様台座と拡張パーツ 小、大 |
| 531                               | エクレール・マルティノッジ                                                    | DOG DAYS                                                       | 2015年10月 | |
| 532                               | セガサターン                                                                  | Hi☆sCoool! セハガール                                          | 2016年1月 | 発売元：FREEing |
| 533                               | 本田未央                                                                      | アイドルマスター シンデレラガールズ                            | 2015年10月 | GOODSMILE ONLINE SHOP予約特典はエナドリハーフ＆スタドリハーフ+持ち手首 |
| 534                               | 風見一姬                                                                      | グリザイアの果実                                               | 2015年11月 | |
| 535                               | シレン スーパームーバブル・エディション                                       | 風来のシレン5+ フォーチュンタワーと運命のダイス                | 2015年11月 | GOODSMILE ONLINE SHOP予約特典はマムル |
| 536                               | 大野晶                                                                        | ハイスコアガール                                               | 2015年11月 | GOODSMILE ONLINE SHOP予約特典はたい焼きパーツ |
| 536b                              | 大野晶 TV Animation Ver.                                                      | ハイスコアガール                                               | 2018年12月 | 表情及び色彩を変更 GOODSMILE ONLINE SHOP予約特典はたい焼きパーツ |
| 537                               | N                                                                             | ポケットモンスター                                             | 2015年11月 | 発売元：株式会社ポケモン |
| 538                               | 雷電 MGS2 Ver.                                                                | METAL GEAR SOLID2: SONS OF LIBERTY                             | 2015年11月 | GOODSMILE ONLINE SHOP予約特典は新川洋司 描きおろしイラスト入りミニ色紙 Amazon.co.jp予約特典はZ.O.E ダンボール |
| 539                               | 初音ミク 中秋明月Ver.                                                         | VOCALOID 01 初音ミク                                           | 2015年9月(中国) 2015年10月(台湾) 2015年11月(日本)                                                                    | 中国anitoys優先限定発売 台湾Good Smile Company 中秋節ムーン優先限定発売 GOODSMILE ONLINE SHOPのみの販売 |
| 540                               | 鶴丸国永                                                                      | 刀剣乱舞-ONLINE-                                               | 2015年12月 2016年11月(1次再発売) 2018年2月(2次再発売)                                                                | GOODSMILE ONLINE SHOP予約特典はラバーストラップ 鶴丸国永 おおっと。こりゃ驚きだねVer. |
| 541                               | 高坂穂乃果 練習着Ver.                                                         | ラブライブ!                                                    | 2015年11月 | GOODSMILE ONLINE SHOP予約特典は特製背景紙(青空)+特別仕様台座 |
| 542                               | 北方棲姫                                                                      | 艦隊これくしょん -艦これ-                                      | 2015年12月 | GOODSMILE ONLINE SHOP予約特典は特製スリーブ+特別仕様台座 |
| 543                               | アイアンマン マーク43 ヒーローズ・エディション＋ ウルトロン・セントリーセット | アベンジャーズ/エイジ・オブ・ウルトロン                        | 2015年10月 | |
| 544                               | カービィ                                                                      | 星のカービィ                                                   | 2016年1月 2016年6月(1次再発売) 2017年12月(2次再発売)                                                                 | GOODSMILE ONLINE SHOP予約特典はマキシムトマト |
| 545                               | アイアンマン マーク45 ヒーローズ・エディション                                | アベンジャーズ/エイジ・オブ・ウルトロン                        | 2015年12月 | |
| 546                               | 園田海未 練習著Ver.                                                           | ラブライブ!                                                    | 2015年11月 | GOODSMILE ONLINE SHOP予約特典は特製背景紙(青空)+特別仕様台座 |
| 547                               | アリス・カータレット                                                          | ハロー!!きんいろモザイク                                       | 2015年12月 | GOODSMILE ONLINE SHOP予約特典はこけし |
| 548                               | 南ことり 練習着Ver.                                                           | ラブライブ!                                                    | 2015年12月 | GOODSMILE ONLINE SHOP予約特典は特製背景紙(青空)+特別仕様台座 |
| 549                               | 雪ミクダヨー                                                                  | VOCALOID 01 初音ミク                                           | 2015年12月 | |
| 550                               | アナ                                                                          | アナと雪の女王                                                 | 2016年1月 2017年9月(再発売)                                                                                          | |
| 551                               | 大淀                                                                          | 艦隊これくしょん -艦これ-                                      | 2016年1月 | GOODSMILE ONLINE SHOP予約特典は特製スリーブ+特別仕様台座 |
| 552                               | サーニャ・V・リトヴャク                                                       | ストライクウィッチーズ2                                        | 2016年2月 | 発売元：Phat! |
| 553                               | リンク ムジュラの仮面3D Ver.                                                  | ゼルダの伝説 ムジュラの仮面3D                                  | 2016年4月 | |
| 554                               | 紅雀                                                                          | DRAMAtical Murder                                              | 2016年1月 | 初回生産分のみ、パッケージの中台紙がイメージ背景を使用したものになる。 |
| 555                               | 衛宮士郎                                                                      | Fate/stay night [Unlimited Blade Works]                        | 2015年12月 | |
| 556                               | ロックマン                                                                    | ロックマン                                                     | 2016年1月 | GOODSMILE ONLINE SHOP予約特典は消滅エフェクトシート |
| 556b                              | ロックマン メタルブレードVer.                                                 | ロックマン                                                     | 2016年7月 | Anime Expo 2016・CCG Expo・GOODSMILE ONLINE SHOP定商品。 ワンダーフェスティバル2016[夏]限定商品。 |
| 557                               | 燭台切光忠                                                                    | 刀剣乱舞-ONLINE-                                               | 2016年3月 2018年9月予定(再発売)                                                                                      | GOODSMILE ONLINE SHOP予約特典はラバーストラップ 燭台切光忠 やっぱり格好つかないなVer. |
| 558                               | チノ                                                                          | ご注文はうさぎですか?                                          | 2015年12月 2017年12月(再発売)                                                                                        | GOODSMILE ONLINE SHOP予約特典はラテアートコーヒー |
| 559                               | 小泉花陽 練習着Ver.                                                           | ラブライブ!                                                    | 2016年1月 | GOODSMILE ONLINE SHOP予約特典は特製背景紙(夕焼け)+特別仕様台座 |
| 560                               | ヘスティア                                                                    | ダンジョンに出会いを求めるのは間違っているだろうか             | 2016年1月 | |
| 561                               | エイラ・イルマタル・ユーティライネン                                          | ストライクウィッチーズ2                                        | 2016年2月 | 発売元：Phat! |
| 562                               | 星空凛 練習着Ver.                                                             | ラブライブ!                                                    | 2016年1月 | GOODSMILE ONLINE SHOP予約特典は特製背景紙(夕焼け)+特別仕様台座 |
| 563                               | 及川徹                                                                        | ハイキュー!!                                                   | 2016年1月 2017年5月(再発売)                                                                                          | GOODSMILE ONLINE SHOP予約特典はラバーストラップ 及川徹 大王様Ver. |
| 564                               | 香取                                                                          | 艦隊これくしょん -艦これ-                                      | 2016年2月 | GOODSMILE ONLINE SHOP予約特典は特製スリーブ+特別仕様台座 恒例の食べ物パーツは紅茶とポットのセット。 |
| 565                               | ヴェノム・スネーク スニーキングスーツVer.                                     | METAL GEAR SOLID V: THE PHANTOM PAIN                           | 2016年4月 | GOODSMILE ONLINE SHOP予約特典は義手「ジェフティ」 Amazon.co.jp予約特典は資源コンテナ型ペーパークラフト |
| 566                               | ジョーカー ヴィランズ・エディション                                           | ダークナイト                                                   | 2016年2月 | Amazon.co.jp予約特典は背景シート |
| 567                               | マルス 新・紋章の謎エディション                                               | ファイアーエムブレム 新・紋章の謎 〜光と影の英雄〜             | 2016年5月 | |
| 568                               | 一ノ瀬はじめ                                                                  | ガッチャマン クラウズ                                          | 2016年5月 | 発売元：Phat! |
| 569                               | 重音テト                                                                      | UTAU                                                           | 2016年3月 | GOODSMILE ONLINE SHOP予約特典はテト手を合わせた腕パーツ |
| 570                               | 雪ミク Snow Owl Ver.                                                          | VOCALOID 01 初音ミク                                           | 2016年2月7日 | ワンダーフェスティバル2016[冬]限定商品。 |
| 571                               | 一条蛍                                                                        | のんのんびより りぴーと                                        | 2016年3月 | GOODSMILE ONLINE SHOP予約特典は「れんげと手つなぎ」パーツ |
| 572                               | 西木野真姫 練習着Ver.                                                         | ラブライブ!                                                    | 2016年2月 | 帽子パーツは星空凛 練習着Ver.にも流用可能。 GOODSMILE ONLINE SHOP予約特典は特製背景紙(夕焼け)+特別仕様台座 |
| 573                               | 船見結衣                                                                      | ゆるゆり さん☆ハイ!                                            | 2016年2月 | GOODSMILE ONLINE SHOP予約特典は湯のみ+専用腕パーツ |
| 574                               | 森友望未                                                                      | ローリング☆ガールズ                                            | 2016年5月 | |
| 575                               | サイタマ                                                                      | ワンパンマン                                                   | 2016年4月 2016年8月(二次出荷)                                                                                        | GOODSMILE ONLINE SHOP予約特典はワクチンマン アクリルプレート（スタンド付き） |
| 576                               | にゃ〜たん                                                                    | えとたま                                                       | 2016年4月 | |
| 577                               | 秋津洲                                                                        | 艦隊これくしょん -艦これ-                                      | 2016年4月 | GOODSMILE ONLINE SHOP予約特典は特製スリーブ+特別仕様台座 |
| 578a 578b                         | ニパ子                                                                        | あるてぃめっと！ニパ子ちゃん                                   | 2016年3月 | 発売元：トミーテック |
| 578a 578b                         | ニパ子（グッドスマイルカラー Ver.）                                           | あるてぃめっと！ニパ子ちゃん                                   | 2016年3月 | 発売元：トミーテック |
| 579                               | ペリーヌ・クロステルマン                                                      | ストライクウィッチーズ2                                        | 2016年7月 | 発売元：Phat! |
| 580                               | 絢瀬絵里 練習着Ver.                                                           | ラブライブ!                                                    | 2016年5月 | GOODSMILE ONLINE SHOP予約特典は特製背景紙(夜空)+特別仕様台座 |
| 581                               | 一期一振                                                                      | 刀剣乱舞-ONLINE-                                               | 2016年5月 2017年6月(再発売)                                                                                          | GOODSMILE ONLINE SHOP予約特典はラバーストラップ 一期一振 ありがたき幸せVer. |
| 582                               | 五十鈴華                                                                      | ガールズ&パンツァー                                            | 2016年6月 2017年7月(再発売)                                                                                          | 本商品は、鳥取県倉吉市のグッドスマイルカンパニー「楽月工場」で製造される”Made in Japan”商品です GOODSMILE ONLINE SHOP予約特典は特別仕様台座（戦車内床柄） |
| 583                               | 冷泉麻子                                                                      | ガールズ&パンツァー                                            | 2016年6月 2017年7月(再発売)                                                                                          | 本商品は、鳥取県倉吉市のグッドスマイルカンパニー「楽月工場」で製造される”Made in Japan”商品です GOODSMILE ONLINE SHOP予約特典は特別仕様台座（戦車内床柄） |
| 584                               | 東條希 練習着Ver.                                                             | ラブライブ!                                                    | 2016年5月 | GOODSMILE ONLINE SHOP予約特典は特製背景紙(夜空)+特別仕様台座 |
| 585                               | 吹雪 Animation Ver.                                                           | 艦隊これくしょん -艦これ-                                      | 2016年6月 | GOODSMILE ONLINE SHOP予約特典は特製スリーブ+特別仕様台座 |
| 586                               | 吉川ちなつ                                                                    | ゆるゆり さん☆ハイ!                                            | 2016年5月 | 発売元：ポニーキャニオン 限定版Blu-ray『ゆるゆり さん☆ハイ！6』同梱 |
| 587                               | ギルドマスター                                                                | モンスターハンター フロンティアG                               | 2016年4月 | 「モンスターハンター フロンティアG 500万ハンター突破記念 メモリアルグッズ」同梱 |
| 588                               | うつつ                                                                        | ガッチャマン クラウズ                                          | 2016年5月 | 発売元：Phat! |
| 589                               | シーダ 新・紋章の謎エディション                                               | ファイアーエムブレム 新・紋章の謎 〜光と影の英雄〜             | 2016年6月 | |
| 590                               | 矢澤にこ 練習着Ver.                                                           | ラブライブ!                                                    | 2016年6月 | GOODSMILE ONLINE SHOP予約特典は特製背景紙(夜空)+特別仕様台座 |
| 591                               | ハッカドール1号                                                               | ハッカドール THE・あにめ〜しょん                               | 2016年5月 | GOODSMILE ONLINE SHOP予約特典はハッカドール缶バッジLv.5 |
| 592                               | 西谷夕                                                                        | ハイキュー!!                                                   | 2016年5月 2018年11月予定(再発売)                                                                                     | GOODSMILE ONLINE SHOP予約特典はラバーストラップ 西谷夕 笑顔の守護神Ver. |
| 593                               | 澄原サトカ                                                                    | スクールガールストライカーズ                                   | 2016年6月 | GOODSMILE ONLINE SHOP予約特典は射撃エフェクト＆爆発エフェクト |
| 594                               | 薬研藤四郎                                                                    | 刀剣乱舞-ONLINE-                                               | 2016年6月 2017年6月(再発売)                                                                                          | GOODSMILE ONLINE SHOP予約特典はラバーストラップ 薬研藤四郎 よお大将Ver. |
| 595                               | 神谷奈緒                                                                      | アイドルマスター シンデレラガールズ                            | 2016年5月 | |
| 596                               | 乙坂歩未                                                                      | Charlotte                                                      | 2016年6月 | GOODSMILE ONLINE SHOP予約特典は乙坂家秘伝ピザソース |
| 597                               | クリア                                                                        | DRAMAtical Murder                                              | 2016年6月 | 初回生産分のみ、パッケージの中台紙がイメージ背景を使用したものになる。 |
| 598                               | 北条加蓮                                                                      | アイドルマスター シンデレラガールズ                            | 2016年6月 | |
| 599                               | ファースト・オーダー ストームトルーパー                                       | スター・ウォーズ/フォースの覚醒                                | 2016年8月 | GOODSMILE ONLINE SHOP予約特典はGOODSMILE ONLINE SHOP版 スペシャルラバー台座 Amazon.co.jp予約特典はAmazon.co.jp版 スペシャルラバー台座 |
| 600                               | セイバー/アルトリア・ペンドラゴン                                             | Fate/Grand Order                                               | 2016年7月24日 | キリ番のためなのか、2016年4月現在何がラインナップされるか発表されていない。 ワンダーフェスティバル2016[夏]限定商品。 |
| 601                               | 一ノ瀬双葉                                                                    | それが声優!                                                    | 2016年8月 | 本商品は、鳥取県倉吉市のグッドスマイルカンパニー「楽月工場」で製造される”Made in Japan”商品。 |
| 602                               | シビラ                                                                        | 千年戦争アイギス                                               | 2016年7月 | 初回生産封入特典：オリジナルキャラクター入手シリアルコード |
| 603                               | 明石改                                                                        | 艦隊これくしょん -艦これ-                                      | 2016年6月 | GOODSMILE ONLINE SHOP予約特典は特製スリーブ+特別仕様台座 |
| 604                               | 古明地こいし                                                                  | 東方Project                                                    | 2016年6月 | GOODSMILE ONLINE SHOP予約特典はイラストレーターideolo 描き下ろしポスター（B3） |
| 605                               | 孤爪研磨                                                                      | ハイキュー!! セカンドシーズン                                  | 2016年7月 2017年5月(再発売)                                                                                          | 本商品は、鳥取県倉吉市のグッドスマイルカンパニー「楽月工場」で製造される”Made in Japan”商品。 GOODSMILE ONLINE SHOP予約特典はラバーストラップ 孤爪研磨 黒猫といっしょVer. |
| 606                               | 同田貫正国                                                                    | 刀剣乱舞-ONLINE-                                               | 2016年7月 | GOODSMILE ONLINE SHOP予約特典はラバーストラップ 同田貫正国 うへえ……Ver. |
| 607                               | 由布院煙                                                                      | 美男高校地球防衛部LOVE!                                        | 2016年9月 | 本商品は、鳥取県倉吉市のグッドスマイルカンパニー「楽月工場」で製造される”Made in Japan”商品。 GOODSMILE ONLINE SHOP予約特典はラバーストラップ 由布院煙 |
| 608                               | 蛍丸                                                                          | 刀剣乱舞-ONLINE-                                               | 2016年8月 2019年1月予定(再発売)                                                                                      | GOODSMILE ONLINE SHOP予約特典はラバーストラップ 蛍丸 そんなになでたら背が縮んじゃうVer. |
| 609                               | 古明地さとり                                                                  | 東方Project                                                    | 2016年8月 | GOODSMILE ONLINE SHOP予約特典はイラストレーターideolo 描き下ろしポスター（B3） |
| 610                               | シアン                                                                        | SHOW BY ROCK!!                                                 | 2016年8月 | GOODSMILE ONLINE SHOP予約特典はアクリルスタンド付きキーチェーン シアン |
| 611                               | ギャル子                                                                      | おしえて! ギャル子ちゃん                                       | 2016年9月 | |
| 612                               | レッド&グリーン                                                               | ポケットモンスター                                             | 2016年7月 | 発売元：株式会社ポケモン |
| 613                               | ペコちゃん                                                                    | 不二家 ペコちゃん                                              | 2016年8月 | 発売元：PLAY FUTURE |
| 614                               | ミラーナ                                                                      | DOTA 2                                                         | 2016年8月 2017年2月                                                                                                  | 発売元：Valve http://secretshop.welovefine.com/nendoroid-mirana-12058.html 購入特典：描きおろし特大カード+ゲーム中で使えるデジタルアンロックカード |
| 615                               | ドラゴンナイト                                                                | DOTA 2                                                         | 2016年8月 2017年3月                                                                                                  | 発売元：Valve http://secretshop.welovefine.com/nendoroid-dragon-knight-12057.html 購入特典：描きおろし特大カード+ゲーム中で使えるデジタルアンロックカード |
| 616                               | 月島蛍                                                                        | ハイキュー!! セカンドシーズン                                  | 2016年8月 2017年10月(再発売)                                                                                         | GOODSMILE ONLINE SHOP予約特典はラバーストラップ 月島蛍 不敵なクレバーブロッカーVer. |
| 617                               | へし切長谷部                                                                  | 刀剣乱舞-ONLINE-                                               | 2016年9月 2018年6月(再発売)                                                                                          | GOODSMILE ONLINE SHOP予約特典はラバーストラップ へし切長谷部 ご随意にどうぞVer. |
| 618                               | キャプテン・アメリカ ヒーローズ・エディション                                 | アベンジャーズ/エイジ・オブ・ウルトロン                        | 2016年10月 | |
| 619                               | ミッシェル・K・デイヴス スーパームーバブル・エディション                      | テラフォーマーズ リベンジ                                      | 2016年9月 | 本商品は、鳥取県倉吉市のグッドスマイルカンパニー「楽月工場」で製造される”Made in Japan”商品。 |
| 620                               | ゼルダ 風のタクト Ver.                                                        | ゼルダの伝説 風のタクトHD                                      | 2016年10月 | |
| 621                               | 翔鶴                                                                          | 艦隊これくしょん -艦これ-                                      | 2016年9月 | カタパルトは、通常のものと装甲空母用のものが付いている。 一般店舗での同時予約特典は、 「翔鶴と瑞鶴の手つなぎパーツ＆艦隊陣形再現用台座アタッチメント スモーククリアVer.」 GOODSMILE ONLINE SHOP予約特典は特製スリーブ+特別仕様台座 GOODSMILE ONLINE SHOPでの同時予約特典は、 「翔鶴と瑞鶴の手つなぎパーツ＆艦隊陣形再現用台座アタッチメント クリアブルーVer.」が付く。 単体での予約は特典が付かないので注意が必要。 |
| 622                               | 瑞鶴                                                                          | 艦隊これくしょん -艦これ-                                      | 2016年9月 | カタパルトは、通常のものと装甲空母用のものが付いている。 一般店舗での同時予約特典は、 「翔鶴と瑞鶴の手つなぎパーツ＆艦隊陣形再現用台座アタッチメント スモーククリアVer.」 GOODSMILE ONLINE SHOP予約特典は特製スリーブ+特別仕様台座 GOODSMILE ONLINE SHOPでの同時予約特典は、 「翔鶴と瑞鶴の手つなぎパーツ＆艦隊陣形再現用台座アタッチメント クリアブルーVer.」が付く。 単体での予約は特典が付かないので注意が必要。 |
| 623                               | 松野おそ松                                                                    | おそ松さん                                                     | 2016年8月 2018年6月(再発売)                                                                                          | GOODSMILE ONLINE SHOP予約特典は「特製丸台座」+「のっぺら顔2個」 |
| 624                               | 松野カラ松                                                                    | おそ松さん                                                     | 2016年9月 2018年6月(再発売)                                                                                          | GOODSMILE ONLINE SHOP予約特典は「特製丸台座」+「のっぺら顔2個」 |
| 625                               | ミラ・フェンリエッタ                                                          | 白猫プロジェクト                                               | 2016年10月 | 本商品は、鳥取県倉吉市のグッドスマイルカンパニー「楽月工場」で製造される”Made in Japan”商品。 GOODSMILE ONLINE SHOP予約特典はコール・オブ・アポカリプス |
| 626                               | 三日月宗近 Cheerful Ver.                                                      | 刀剣乱舞-ONLINE-                                               | 2016年8月 | プロジェクト『Cheerful JAPAN!』でのチャリティ企画商品。 「ちあふるじゃぱん」と書かれた幟と扇子が付属。 |
| 627                               | クラリオン                                                                    | 紅殻のパンドラ                                                 | 2016年10月 | |
| 628                               | バットマン ジャスティス・エディション                                         | バットマン vs スーパーマン ジャスティスの誕生                  | 2016年9月 | GOODSMILE ONLINE SHOP予約特典はGOODSMILE ONLINE SHOP限定 背景シート Amazon.co.jp予約特典はAmazon.co.jp限定 背景シート |
| 629                               | 大鳳                                                                          | 艦隊これくしょん -艦これ-                                      | 2016年9月 | GOODSMILE ONLINE SHOP予約特典は特製スリーブ+特別仕様台座 |
| 630                               | アクア                                                                        | この素晴らしい世界に祝福を!                                    | 2016年11月 2017年10月(再発売)                                                                                        | GOODSMILE ONLINE SHOP予約特典は特製丸台座「このすば」 |
| 631                               | アインズ・ウール・ゴウン                                                      | オーバーロード                                                 | 2016年12月 2018年10月(再発売)                                                                                        | |
| 632                               | 時雨改二                                                                      | 艦隊これくしょん -艦これ-                                      | 2016年11月 | GOODSMILE ONLINE SHOP予約特典は特製スリーブ+特別仕様台座 |
| 633                               | 朝吹黄金+右手ちゃんセット                                                     | ブブキ・ブランキ                                               | 2016年11月 | GOODSMILE ONLINE SHOP予約特典は右手ちゃん「閉じ目」パーツ |
| 634                               | 武蔵                                                                          | 艦隊これくしょん -艦これ-                                      | 2016年8月 2017年2月19日                                                                                              | ナンバーが634になったのは語呂合わせによるもの。 ご購入特典は特製スリーブ+特別仕様台座 2016年8月7日開催の『第参回「艦これ」観艦式』にて「ねんどろいど 武蔵（観艦式限定缶バッジ付き）」を先行限定販売する また、2016年8月11日 - 16日開催の「2016第17回漫画博覧会」にて販売。 売り切れになり次第終了。 ワンダーフェスティバル2017[冬]限定商品。 |
| 635                               | エズリアル                                                                    | リーグオブレジェンド （League of Legends）                     | 2017年5月 | 発売元：ライオット・ゲームズ 日本では発売されなかったため、欠番扱いとなっている。 https://na.merch.riotgames.com/en/collectibles/figures/nendoroid-ezreal.html |
| 636                               | レーシングミク 2016ver.                                                       | VOCALOID/レーシングミク                                        | 2016年12月 | GSR個人スポンサー特典 |
| 637                               | 松野チョロ松                                                                  | おそ松さん                                                     | 2016年10月 | GOODSMILE ONLINE SHOP予約特典は「特製丸台座」+「のっぺら顔2個」 |
| 638                               | 松野一松                                                                      | おそ松さん                                                     | 2016年10月 | GOODSMILE ONLINE SHOP予約特典は「特製丸台座」+「のっぺら顔2個」 |
| 639                               | 涼風青葉                                                                      | NEW GAME!                                                      | 2016年10月 2018年4月(再発売)                                                                                         | 2018年4月再発売分については、鳥取県倉吉市のグッドスマイルカンパニー「楽月工場」で製造される”Made in Japan”商品。 GOODSMILE ONLINE SHOP予約特典はゲームパッド（原作イメージ） |
| 640                               | 枝垂ほたる                                                                    | だがしかし                                                     | 2016年11月 | GOODSMILE ONLINE SHOP予約特典はキャベツ太郎 |
| 641                               | 越前リョーマ                                                                  | 新テニスの王子様                                               | 2016年10月 | |
| 642                               | アルベド                                                                      | オーバーロード                                                 | 2017年1月 | GOODSMILE ONLINE SHOP予約特典は抱き枕+抱え腕パーツ |
| 643                               | スーパーマン ジャスティス・エディション                                       | バットマン vs スーパーマン ジャスティスの誕生                  | 2016年10月 | GOODSMILE ONLINE SHOP予約特典はGOODSMILE ONLINE SHOP限定 背景シート Amazon.co.jp予約特典はAmazon.co.jp限定 背景シート |
| 644                               | ルル子                                                                        | 宇宙パトロールルル子                                           | 2016年10月 | |
| 645                               | ジェノス スーパームーバブル・エディション                                     | ワンパンマン                                                   | 2016年12月 | GOODSMILE ONLINE SHOP予約特典は深海王 アクリルプレート（スタンド付き） |
| 646                               | コーラ                                                                        | ザ・レジェンド・オブ・コーラ                                   | 2016年11月 2016年12月                                                                                                | 2016年6月30日時点では、アメリカ合衆国のみの販売。 |
| 647                               | 琉璃                                                                          | 雛蜂                                                           | 2016年12月 | 発売元：アスパイア 封入特典：ポストカード |
| 648                               | 松野十四松                                                                    | おそ松さん                                                     | 2016年11月 | GOODSMILE ONLINE SHOP予約特典は「特製丸台座」+「のっぺら顔2個」 |
| 649                               | 松野トド松                                                                    | おそ松さん                                                     | 2016年11月 | GOODSMILE ONLINE SHOP予約特典は「特製丸台座」+「のっぺら顔2個」 |
| 650                               | ルーラー/ジャンヌ・ダルク                                                     | Fate/Grand Order                                               | 2016年10月 2018年4月(再発売)                                                                                         | |
| 651                               | 物吉貞宗                                                                      | 刀剣乱舞-ONLINE-                                               | 2016年11月 | GOODSMILE ONLINE SHOP予約特典はラバーストラップ 物吉貞宗 主様も、笑いましょう！Ver. |
| 652                               | 空                                                                            | ノーゲーム・ノーライフ                                         | 2016年12月23日 | 発売元：KADOKAWA 『ノーゲーム・ノーライフ プラクティカルウォーゲーム ねんどろいど 空付き特装版』同梱 |
| 653                               | 白                                                                            | ノーゲーム・ノーライフ                                         | 2016年12月 2018年9月予定(再発売)                                                                                     | 封入特典：榎宮祐書きおろし短編小説 GOODSMILE ONLINE SHOP予約特典は榎宮祐描き下ろしポスター（B3） |
| 654                               | 初音ミク 獅子舞Ver.                                                           | VOCALOID 01 初音ミク                                           | 2016年12月 | |
| 655                               | 秋月                                                                          | 艦隊これくしょん -艦これ-                                      | 2017年1月 | GOODSMILE ONLINE SHOP予約特典は特製スリーブ+特別仕様台座 恒例の食べ物パーツは、牛缶とおにぎり+たくあんの2つ。 |
| 656                               | 鹿島                                                                          | 艦隊これくしょん -艦これ-                                      | 2016年12月 | GOODSMILE ONLINE SHOP予約特典は特製スリーブ+特別仕様台座 恒例の食べ物パーツは、サンドイッチとグラタンの2つ。 |
| 657                               | 太宰治                                                                        | 文豪ストレイドッグス                                           | 2017年2月 2017年9月(再発売)                                                                                          | 本商品は、鳥取県倉吉市のグッドスマイルカンパニー「楽月工場」で製造される”Made in Japan”商品。 GOODSMILE ONLINE SHOP予約特典はラバーストラップ 太宰治 |
| 658                               | リモ                                                                          | ガラスの花と壊す世界                                           | 2017年1月 | 本商品は、鳥取県倉吉市のグッドスマイルカンパニー「楽月工場」で製造される”Made in Japan”商品。 |
| 659                               | エリーゼ                                                                      | ファイアーエムブレムif                                         | 2017年1月 | |
| 660                               | 無名                                                                          | 甲鉄城のカバネリ                                               | 2016年12月 | |
| 661                               | 跡部景吾                                                                      | 新テニスの王子様                                               | 2016年11月 | |
| 662                               | デッドプール 俺ちゃん・エディション                                           | デッドプール                                                   | 2017年3月 | 本商品は、鳥取県倉吉市のグッドスマイルカンパニー「楽月工場」で製造される”Made in Japan”商品。 |
| 663                               | レム                                                                          | Re:ゼロから始める異世界生活                                    | 2017年1月 2017年9月(再発売)                                                                                          | |
| 664                               | シールダー/マシュ・キリエライト                                               | Fate/Grand Order                                               | 2017年1月 2017年7月(再発売)                                                                                          | |
| 665                               | 菅原孝支                                                                      | ハイキュー!! 烏野高校 VS 白鳥沢学園高校                        | 2017年2月 | GOODSMILE ONLINE SHOP予約特典はラバーストラップ 菅原孝支 不屈のセッターVer. |
| 666                               | エリアス・エインズワース                                                      | 魔法使いの嫁                                                   | 2016年12月 | 発売元：FREEing |
| 667                               | 蒼月潮                                                                        | うしおととら                                                   | 2017年3月 | 発売元：TOMYTEC |
| 668                               | とら                                                                          | うしおととら                                                   | 2017年3月 | 発売元：TOMYTEC |
| 669                               | メタナイト                                                                    | 星のカービィ                                                   | 2017年4月 | |
| 670                               | Libeccio（リベッチオ）                                                        | 艦隊これくしょん -艦これ-                                      | 2017年2月 | GOODSMILE ONLINE SHOP予約特典は特製スリーブ+特別仕様台座 |
| 671                               | ジョーカー スーサイド・エディション                                           | スーサイド・スクワッド                                         | 2017年2月 | GOODSMILE ONLINE SHOP予約特典はGOODSMILE ONLINE SHOP限定 背景シート Amazon.co.jp予約特典はAmazon.co.jp限定 背景シート |
| 672                               | ハーレイ・クイン スーサイド・エディション                                     | スーサイド・スクワッド                                         | 2017年2月 | GOODSMILE ONLINE SHOP予約特典はGOODSMILE ONLINE SHOP限定 背景シート Amazon.co.jp予約特典はAmazon.co.jp限定 背景シート |
| 673                               | 初音ミク マジカルミライ2016Ver.                                               | VOCALOID 01 初音ミク                                           | 2017年5月 | GOODSMILE ONLINE SHOP予約特典は特製丸台座 |
| 674                               | 岬明乃                                                                        | ハイスクール・フリート                                         | 2017年1月 | |
| 675                               | 凛雪鴉                                                                        | Thunderbolt Fantasy 東離劍遊紀                                 | 2017年3月 | |
| 676                               | 中原中也                                                                      | 文豪ストレイドッグス                                           | 2017年4月 2017年9月(再発売)                                                                                          | 本商品は、鳥取県倉吉市のグッドスマイルカンパニー「楽月工場」で製造される”Made in Japan”商品。 GOODSMILE ONLINE SHOP予約特典はラバーストラップ 中原中也 |
| 677                               | 大倶利伽羅                                                                    | 刀剣乱舞-ONLINE-                                               | 2017年2月 2018年7月(再発売)                                                                                          | GOODSMILE ONLINE SHOP予約特典はラバーストラップ 大倶利伽羅 慣れ合うつもりはないVer. |
| 678                               | 戦慄のタツマキ                                                                | ワンパンマン                                                   | 2017年2月 | |
| 679                               | ペコちゃん 通学Ver.                                                           | 不二家 ペコちゃん                                              | 2017年2月 | 発売元：PLAY FUTURE |
| 680                               | 高海千歌                                                                      | ラブライブ!サンシャイン!!                                      | 2017年2月 2018年6月(再発売)                                                                                          | 「青空Jumping Heart」の衣装で製品化。 GOODSMILE ONLINE SHOP予約特典はステージ風台座と拡張パーツ 小、大 |
| 681                               | クリス・レッドフィールド                                                      | バイオハザード                                                 | 2017年3月 | 本商品は、鳥取県倉吉市のグッドスマイルカンパニー「楽月工場」で製造される”Made in Japan”商品。 初回生産特典：20周年記念版ロゴ入り特製台座 GOODSMILE ONLINE SHOP予約特典はレッドハーブ |
| 682                               | うずまきナルト                                                                | NARUTO -ナルト- 疾風伝                                         | 2017年4月 2018年12月予定(再発売)                                                                                     | 日本国内での販売予定はなし。 |
| 683                               | 草薙京 CLASSIC Ver.                                                           | THE KING OF FIGHTERS XIV                                       | 2017年3月 | |
| 684                               | 不知火舞                                                                      | THE KING OF FIGHTERS XIV                                       | 2017年4月 | |
| 685                               | エックス フルアーマー                                                         | ロックマンX                                                    | 2017年6月 | GOODSMILE ONLINE SHOP予約特典は1UPアイテム アクリルプレート |
| 686                               | 緑谷出久 ヒーローズ・エディション                                             | 僕のヒーローアカデミア                                         | 2017年4月 2019年1月予定(再発売)                                                                                      | |
| 687                               | 坂本美緒                                                                      | ストライクウィッチーズ2                                        | 2017年6月 | 発売元：Phat! |
| 688                               | Iowa（アイオワ）                                                              | 艦隊これくしょん -艦これ-                                      | 2017年4月 | 先に発売された大和と同様パーツの数が非常に多く、解説ページが設けてある。 GOODSMILE ONLINE SHOP予約特典は特製スリーブ+特別仕様台座 |
| 689                               | 黒尾鉄朗                                                                      | ハイキュー!! 烏野高校 VS 白鳥沢学園高校                        | 2017年4月 | GOODSMILE ONLINE SHOP予約特典はラバーストラップ 黒尾鉄朗 沈着冷静な策略家Ver. |
| 690                               | 山姥切国広                                                                    | 刀剣乱舞-ONLINE-                                               | 2017年4月 2019年1月予定(再発売)                                                                                      | GOODSMILE ONLINE SHOP予約特典はラバーストラップ 山姥切国広 綺麗とか、言うな！Ver. |
| 691                               | レナ                                                                          | レガリア The Three Sacred Stars                                | 2017年6月 | |
| 692                               | 渡辺曜                                                                        | ラブライブ!サンシャイン!!                                      | 2017年5月 2018年6月(再発売)                                                                                          | GOODSMILE ONLINE SHOP予約特典はステージ風台座と拡張パーツ 小、大 |
| 693                               | ヴィルヘルミーナ                                                              | ハイスクール・フリート                                         | 2017年5月 | |
| 694                               | 蔑天骸                                                                        | Thunderbolt Fantasy 東離劍遊紀                                 | 2017年4月 | |
| 695                               | 夕立改二                                                                      | 艦隊これくしょん -艦これ-                                      | 2017年6月 | GOODSMILE ONLINE SHOP予約特典は特製スリーブ+特別仕様台座 |
| 696                               | 木曾                                                                          | 艦隊これくしょん -艦これ-                                      | 2017年6月 | GOODSMILE ONLINE SHOP予約特典は特製スリーブ+特別仕様台座 改二パーツのほか、軽巡洋艦用のパーツも付いている。 |
| 697                               | ミンク                                                                        | DRAMAtical Murder                                              | 2017年6月 | 蒼葉用「やられ顔」も付属 初回生産分のみ、パッケージの中台紙がイメージ背景を使用したものになる。 |
| 698                               | ネイサン・ドレイク アドベンチャー・エディション                               | アンチャーテッド 海賊王と最後の秘宝                            | 2017年4月 | |
| 699                               | 岩泉一                                                                        | ハイキュー!!                                                   | 2017年5月 | GOODSMILE ONLINE SHOP予約特典はラバーストラップ 岩泉一 阿吽の呼吸Ver. |
| 700                               | 博麗霊夢2.0                                                                   | 東方project                                                    | 2017年7月30日 2017年12月                                                                                             | Anime Expo 2017・Japan Expo 2017・コミックマーケット92・ CCG Expo 2017・China Joy 2017・2017第18回漫画博覧会・GOODSMILE ONLINE SHOP限定商品。 ワンダーフェスティバル2016[夏]限定商品。 イベント会場購入特典は特別丸台座 |
| 701                               | 雪ミク Twinkle Snow Ver.                                                      | VOCALOID 01 初音ミク                                           | 2017年2月19日 | ワンダーフェスティバル2017[冬]限定商品。 C3 in HongKong 2017、FancyFrontier 29会場にて優先受注 |
| 702                               | 瑞鶴改                                                                        | 艦隊これくしょん -艦これ-                                      | 2017年2月19日 | ワンダーフェスティバル2017[冬]限定商品。 C3 in HongKong 2017、FancyFrontier 29会場にて先行販売 ご購入特典は特製スリーブ+特別仕様台座 |
| 703                               | ぐだ子                                                                        | Fate/Grand Order                                               | 2017年2月19日 | ワンダーフェスティバル2017[冬]限定商品。 C3 in HongKong 2017、FancyFrontier 29会場にて先行販売 |
| 704                               | 加藤恵                                                                        | 冴えない彼女の育てかた♭                                        | 2017年5月 | GOODSMILE ONLINE SHOP予約特典はアクリル製「blessing software」ねんどろいど台座キーチェーン |
| 705                               | 爆豪勝己 ヒーローズ・エディション                                             | 僕のヒーローアカデミア                                         | 2017年6月 2019年1月予定(再発売)                                                                                      | |
| 706                               | ボバ・フェット                                                                | スター・ウォーズ エピソード5/帝国の逆襲                        | 2017年6月 | 本商品は、鳥取県倉吉市のグッドスマイルカンパニー「楽月工場」で製造される”Made in Japan”商品。 |
| 707                               | うちはサスケ                                                                  | NARUTO -ナルト- 疾風伝                                         | 2017年6月 | 日本国内での販売予定はない。 |
| 708                               | 22娘 BML 2016 Ver.                                                            | bilibili Macro Link                                            | 2017年5月 | 発売元：Bilibili動画 商品は中国のみでの販売となる。 |
| 709                               | 33娘 BML 2016 Ver.                                                            | bilibili Macro Link                                            | 2017年5月 | 発売元：Bilibili動画 商品は中国のみでの販売となる。 |
| 710                               | キャスター                                                                    | Fate/EXTRA                                                     | 2017年5月 | |
| 711                               | ポプ子                                                                        | ポプテピピック                                                 | 2017年6月 2018年7月(再発売)                                                                                          | GOODSMILE ONLINE SHOP予約特典は吹き出しプレート3種： 「さてはアンチだなオメー」 「いやよくみたらクソむかつく」 「私が最初に言いだしたことになんねーかな」 「ねんどろいどポプ子&ピピ美」同時予約購入特典は「特製釘バット（ポプ子&ピピ美兼用）」1個 |
| 712                               | ピピ美                                                                        | ポプテピピック                                                 | 2017年6月 2018年7月(再発売)                                                                                          | GOODSMILE ONLINE SHOP予約特典は吹き出しプレート3種： 「ぜったい流行る」 「びょうきじゃん？」 「ヘルシェイク矢野」 「ねんどろいどポプ子&ピピ美」同時予約購入特典は「特製釘バット（ポプ子&ピピ美兼用）」1個 |
| 713                               | ミーナ・ディートリンデ・ヴィルケ                                              | ストライクウィッチーズ2                                        | 2017年7月 | 発売元：Phat! |
| 714                               | 桜内梨子                                                                      | ラブライブ!サンシャイン!!                                      | 2017年6月 2018年6月(再発売)                                                                                          | GOODSMILE ONLINE SHOP予約特典はステージ風台座と拡張パーツ 小、大 |
| 715                               | イゼッタ                                                                      | 終末のイゼッタ                                                 | 2017年6月 | |
| 716                               | ロックマン エグゼ スーパームーバブル・エディション                            | バトルネットワーク ロックマンエグゼ                            | 2017年5月 | GOODSMILE ONLINE SHOP予約特典はバトルフィールドイメージ台座（赤） |
| 717                               | 小夜左文字                                                                    | 刀剣乱舞-ONLINE-                                               | 2017年5月 | GOODSMILE ONLINE SHOP予約特典はラバーストラップ 小夜左文字 一周年記念祝画Ver. |
| 718                               | カムイ(女)                                                                    | ファイアーエムブレムif                                         | 2017年8月 | |
| 719                               | 木兎光太郎                                                                    | ハイキュー!!                                                   | 2017年6月 | GOODSMILE ONLINE SHOP予約特典はラバーストラップ 木兎光太郎 ヘイヘイヘーイVer. |
| 720                               | 初月                                                                          | 艦隊これくしょん -艦これ-                                      | 2017年8月 | GOODSMILE ONLINE SHOP予約特典は特製スリーブ+特別仕様台座 |
| 721                               | 澤村・スペンサー・英梨々                                                      | 冴えない彼女の育てかた♭                                        | 2017年7月 | GOODSMILE ONLINE SHOP予約特典はアクリル製「egoistic lily」ねんどろいど台座キーチェーン |
| 722                               | 暁美ほむら 晴着Ver.                                                           | 魔法少女まどか☆マギカ 劇場版                                   | 2017年7月 | |
| 723                               | 赤葦京治                                                                      | ハイキュー!!                                                   | 2017年7月 | GOODSMILE ONLINE SHOP予約特典はラバーストラップ 赤葦京治 梟谷の司令塔Ver. |
| 724                               | はたけカカシ                                                                  | NARUTO -ナルト- 疾風伝                                         | 2017年8月 | 日本国内での販売予定はない。 |
| 725                               | めぐみん                                                                      | この素晴らしい世界に祝福を!2                                   | 2017年9月 | GOODSMILE ONLINE SHOP予約特典は特製丸台座 |
| 726                               | カイロ・レン                                                                  | スター・ウォーズ/フォースの覚醒                                | 2017年6月 2018年6月(再発売)                                                                                          | |
| 727                               | 素還真 轟掣天下 Ver.                                                          | 霹靂俠影之 轟掣天下 (へきれききょうえい ごうせいてんか)        | 2017年7月 | |
| 728                               | ホロ                                                                          | 狼と香辛料                                                     | 2017年8月 | GOODSMILE ONLINE SHOP予約特典はリュミオーネ金貨 |
| 729                               | Pola（ポーラ）                                                                | 艦隊これくしょん -艦これ-                                      | 2017年8月 | GOODSMILE ONLINE SHOP予約特典は特製スリーブ+特別仕様台座 上戸らしく、カウンターバーやワイン、酔っ払い顔と泥酔顔のパーツが付属している。 |
| 730                               | トレーサー クラシックスキン・エディション                                     | オーバーウォッチ                                               | 2017年8月 | |
| 731                               | 津島善子                                                                      | ラブライブ!サンシャイン!!                                      | 2017年7月 | GOODSMILE ONLINE SHOP予約特典はステージ風台座と拡張パーツ 小、大 |
| 732                               | ラム                                                                          | Re:ゼロから始める異世界生活                                    | 2017年8月 | |
| 733                               | リンク ブレス オブ ザ ワイルドVer.                                            | ゼルダの伝説 ブレス オブ ザ ワイルド                           | 2017年7月 2018年9月予定(再発売)                                                                                      | |
| 733-DX                            | リンク ブレス オブ ザ ワイルドVer. DXエディション                             | ゼルダの伝説 ブレス オブ ザ ワイルド                           | 2017年7月 2018年9月予定(再発売)                                                                                      | |
| 734                               | クイーン・オブ・ペイン                                                        | DOTA 2                                                         | 2017年7月 | |
| 735                               | 風見幽香                                                                      | 東方Project                                                    | 2017年8月 | GOODSMILE ONLINE SHOP予約特典はイラストレーターideolo氏 描き下ろしポスター（B3） |
| 736                               | 勝生勇利                                                                      | ユーリ!!! on ICE                                               | 2017年7月 | GOODSMILE ONLINE SHOP予約特典はラバーストラップ 勝生勇利 |
| 737                               | 長門                                                                          | 艦隊これくしょん -艦これ-                                      | 2017年7月 | GOODSMILE ONLINE SHOP予約特典は特製スリーブ+特別仕様台座 恒例の食べ物パーツはオレンジジュース。 |
| 738                               | 霞ヶ丘詩羽                                                                    | 冴えない彼女の育てかた♭                                        | 2017年8月 | GOODSMILE ONLINE SHOP予約特典はアクリル製「恋するメトロノーム」ねんどろいど台座キーチェーン |
| 739                               | 国木田花丸                                                                    | ラブライブ!サンシャイン!!                                      | 2017年8月 | GOODSMILE ONLINE SHOP予約特典はステージ風台座と拡張パーツ 小、大 |
| 740                               | 戸山香澄                                                                      | BanG Dream!                                                    | 2017年8月 | GOODSMILE ONLINE SHOP予約特典は特製背景紙（室内ライブステージ） |
| 741                               | ヴィクトル・ニキフォロフ                                                      | ユーリ!!! on ICE                                               | 2017年8月 | GOODSMILE ONLINE SHOP予約特典はラバーストラップ ヴィクトル・ニキフォロフ |
| 742                               | レオナルド・ウォッチ                                                          | 血界戦線 & BEYOND                                              | 2017年9月 2018年7月(再発売)                                                                                          | GOODSMILE ONLINE SHOP予約特典はラバーストラップ レオナルド・ウォッチ |
| 743                               | ランサー/スカサハ                                                             | Fate/Grand Order                                               | 2017年9月 | |
| 744                               | 和泉守兼定                                                                    | 刀剣乱舞-ONLINE-                                               | 2017年9月 | GOODSMILE ONLINE SHOP予約特典はラバーストラップ 和泉守兼定 かっこ良くて強い！ 最近流行りの刀だぜVer. |
| 745                               | 堀川国広                                                                      | 刀剣乱舞-ONLINE-                                               | 2017年9月 | GOODSMILE ONLINE SHOP予約特典はラバーストラップ 堀川国広 僕は、兼さんの相棒で助手ですからね！Ver. |
| 746                               | 黒澤ルビィ                                                                    | ラブライブ!サンシャイン!!                                      | 2017年9月 | GOODSMILE ONLINE SHOP予約特典はステージ風台座と拡張パーツ 小、大 |
| 747                               | アツコ・カガリ                                                                | リトルウィッチアカデミア                                       | 2017年9月 2018年12月予定(再発売)                                                                                     | GOODSMILE ONLINE SHOP予約特典は特製丸台座 |
| 748                               | 潮改二                                                                        | 艦隊これくしょん -艦これ-                                      | 2017年9月 | GOODSMILE ONLINE SHOP予約特典は特製スリーブ+特別仕様台座 恒例の食べ物パーツは焼き芋。 |
| 749                               | 市ヶ谷有咲                                                                    | BanG Dream!                                                    | 2017年10月 | GOODSMILE ONLINE SHOP予約特典はねんどろいど用特製背景紙（クライブ） |
| 750                               | キリト＆アスナ O.S Ver.                                                       | ソードアート・オンライン 劇場版 -オーディナル・スケール-       | 2017年7月30日 | Anime Expo 2017・Japan Expo 2017・ CCG Expo・ChinaJoy 2017・GOODSMILE ONLINE SHOP定商品。 ワンダーフェスティバル2017[夏]限定商品。 |
| 750b                              | キリト オーディナル・スケール Ver.                                            | ソードアート・オンライン 劇場版 -オーディナル・スケール-       | 2018年2月 | 本商品は発売済みの「ねんどろいど キリト＆アスナ O.S Ver.」の「キリト」と一部が同一仕様となります。 |
| 750c                              | アスナ オーディナル・スケール Ver.＆ユイ                                      | ソードアート・オンライン 劇場版 -オーディナル・スケール-       | 2018年4月 | 本商品は発売済みの「ねんどろいど キリト＆アスナ O.S Ver.」の「アスナ」と一部が同一仕様となります。 |
| 751                               | エミリア                                                                      | Re:ゼロから始める異世界生活                                    | 2017年9月 | |
| 752                               | サーバル                                                                      | けものフレンズ                                                 | 2017年10月 | カホタンブログでの案内なしに急遽発売が決定されたため、発表当初は塗装されていない状態での告知だった。 GOODSMILE ONLINE SHOP予約特典はジャパリまん＋手首パーツ |
| 753                               | 日本                                                                          | ヘタリア The World Twinkle                                     | 2017年9月 | GOODSMILE ONLINE SHOP予約特典はラバーストラップ 日本 |
| 754                               | ユリアナ                                                                      | チェインクロニクル ～ヘクセイタスの閃～                        | 2017年10月 | 封入特典：スマホRPG『チェインクロニクル3』のゲーム内で使える特典アイテム |
| 755                               | ベル                                                                          | 美女と野獣                                                     | 2017年10月 | 「ビーストの透明シート+専用シート立て」が付属 |
| 756                               | ラム                                                                          | うる星やつら                                                   | 2017年9月 | 発売元：PLAY FUTURE |
| 757                               | メイ クラシックスキン・エディション                                           | オーバーウォッチ                                               | 2017年10月 | |
| 758                               | ダクネス                                                                      | この素晴らしい世界に祝福を!2                                   | 2017年10月 | GOODSMILE ONLINE SHOP予約特典は特製丸台座 |
| 759                               | 黒澤ダイヤ                                                                    | ラブライブ!サンシャイン!!                                      | 2017年9月 | GOODSMILE ONLINE SHOP予約特典はステージ風台座と拡張パーツ 小、大 |
| 760                               | 大和守安定                                                                    | 刀剣乱舞-ONLINE-                                               | 2017年10月 | GOODSMILE ONLINE SHOP予約特典はラバーストラップ 大和守安定 ありがとう。うれしいよVer. |
| 761                               | 牛込りみ                                                                      | BanG Dream!                                                    | 2017年11月 | GOODSMILE ONLINE SHOP予約特典はねんどろいど用特製背景紙（夕焼け） |
| 762                               | 勝生勇利 フリースケーティングVer.                                             | ユーリ!!! on ICE                                               | 2017年7月30日 | Anime Expo 2017・GOODSMILE ONLINE SHOP定商品。 ワンダーフェスティバル2017[夏]限定商品。 |
| 763                               | 李小狼                                                                        | カードキャプターさくら                                         | 2017年8月 | GOODSMILE ONLINE SHOP予約特典は台座用特製羅針盤風シート |
| 764                               | 吹雪改二                                                                      | 艦隊これくしょん -艦これ-                                      | 2017年10月 | GOODSMILE ONLINE SHOP予約特典は特製スリーブ+特別仕様台座+ディスプレイ用海面クリアシート |
| 765                               | 山口忠                                                                        | ハイキュー!! 烏野高校 VS 白鳥沢学園高校                        | 2017年9月 | GOODSMILE ONLINE SHOP予約特典はラバーストラップ 山口忠 烏野バレー部のピンチ・サーバーVer. |
| 766                               | アヴェンジャー/ ジャンヌ・ダルク〔オルタ〕                                    | Fate/Grand Order                                               | 2017年10月 2019年2月予定(再発売)                                                                                     | |
| 767                               | ヤング長門                                                                    | 艦隊これくしょん -艦これ-                                      | 2017年9月16日 | 『第肆回「艦これ」観艦式』先行販売 ご購入特典は特製スリーブ+特別仕様台座 |
| 768                               | 鏡音リン 中秋明月Ver.                                                         | VOCALOID 02 鏡音リン・レン                                     | 2017年9月 | |
| 769                               | 鏡音レン 中秋明月Ver.                                                         | VOCALOID 02 鏡音リン・レン                                     | 2017年9月 | |
| 770                               | 巴マミ 舞妓Ver.                                                               | 魔法少女まどか☆マギカ 劇場版                                   | 2017年10月 | |
| 771                               | 松浦果南                                                                      | ラブライブ!サンシャイン!!                                      | 2017年10月 | GOODSMILE ONLINE SHOP予約特典はステージ風台座と拡張パーツ 小、大 |
| 772                               | 澤村大地                                                                      | ハイキュー!! 烏野高校 VS 白鳥沢学園高校                        | 2017年10月 | GOODSMILE ONLINE SHOP予約特典はラバーストラップ 澤村大地 頼れる主将Ver. |
| 773                               | 花園たえ                                                                      | BanG Dream!                                                    | 2017年11月 | GOODSMILE ONLINE SHOP予約特典はねんどろいど用特製背景紙（花咲川女子学園文化祭ステージ） |
| 774                               | 和泉紗霧                                                                      | エロマンガ先生                                                 | 2017年11月 | 「ラジオで エロマンガSENSATION！」録りおろし限定CDセットは音mart限定商品 |
| 775                               | エルヴィン・スミス                                                            | 進撃の巨人                                                     | 2018年1月 | 本商品は、鳥取県倉吉市のグッドスマイルカンパニー「楽月工場」で製造される”Made in Japan”商品である。 |
| 776                               | 桜小路ルナ                                                                    | 月に寄りそう乙女の作法 〜ひだまりの日々〜                      | 2017年10月 | ねんどろいど 桜小路ルナ【限定版】はソフマップ店舗限定商品 【内容物】： ねんどろいど 桜小路ルナ、録り下ろしドラマCD、描き下ろしアクリルスタンド ソフマップ早期店頭予約特典はイラストペーパー(A4サイズ) ソフマップドットコム予約特典は缶バッジ x2 |
| 777                               | レーシングミク 2017ver.                                                       | VOCALOID/レーシングミク                                        | 2017年11月 | GSR個人スポンサー特典 |
| 778                               | 睦月改二                                                                      | 艦隊これくしょん -艦これ-                                      | 2017年11月 | GOODSMILE ONLINE SHOP予約特典は特製スリーブ+特別仕様台座+ディスプレイ用海面クリアシート |
| 779                               | ルリア&ビィ                                                                   | グランブルーファンタジー ジ・アニメーション                    | 2017年10月 | |
| 780                               | リーリエ                                                                      | ポケットモンスター                                             | 2017年11月 | GOODSMILE ONLINE SHOP予約特典はきずぐすり+持ち手 ポケモンセンター、ポケモンストア、ポケモンセンターオンライン予約特典はピッピにんぎょう |
| 781                               | スパイダーマン ホームカミング・エディション                                   | スパイダーマン:ホームカミング                                  | 2017年12月 | |
| 782                               | 小原鞠莉                                                                      | ラブライブ!サンシャイン!!                                      | 2017年11月 | GOODSMILE ONLINE SHOP予約特典はステージ風台座と拡張パーツ 小、大 |
| 783                               | Warspite （ウォースパイト）                                                   | 艦隊これくしょん -艦これ-                                      | 2017年12月 | GOODSMILE ONLINE SHOP予約特典は特製スリーブ+特別仕様台座+ディスプレイ用海面クリアシート 恒例の食べ物パーツはティーセット。 |
| 784                               | ターニャ・デグレチャフ                                                        | 幼女戦記                                                       | 2018年2月 | 本商品は、鳥取県倉吉市のグッドスマイルカンパニー「楽月工場」で製造される”Made in Japan”商品である。 GOODSMILE ONLINE SHOP予約特典は演算宝珠(発光) |
| 785                               | 初音ミク マジカルミライ 5th Anniversary Ver.                                  | VOCALOID 01 初音ミク                                           | 2017年9月 | マジカルミライ 2017にて先行販売 |
| 786                               | アイスカービィ                                                                | 星のカービィ                                                   | 2017年12月 | GOODSMILE ONLINE SHOP予約特典はキャンディー |
| 787                               | 山吹沙綾                                                                      | BanG Dream!                                                    | 2018年1月 | GOODSMILE ONLINE SHOP予約特典はねんどろいど用特製背景紙（やまぶきベーカリー） |
| 788                               | エドワード・エルリック                                                        | 鋼の錬金術師 FULLMETAL ALCHEMIST                               | 2018年1月 | GOODSMILE ONLINE SHOP予約特典は釘バット＋専用手首 |
| 789                               | 牛島若利                                                                      | ハイキュー!!                                                   | 2017年11月 | GOODSMILE ONLINE SHOP予約特典はラバーストラップ 牛島若利 絶対王者Ver. |
| 790                               | マーシー クラシックスキン・エディション                                       | オーバーウォッチ                                               | 2018年1月 | |
| 791                               | 木春由乃                                                                      | サクラクエスト                                                 | 2018年4月 | 本商品は、鳥取県倉吉市のグッドスマイルカンパニー「楽月工場」で製造される”Made in Japan”商品です GOODSMILE ONLINE SHOP予約特典はわたしのせいですプレート |
| 792                               | 鶯丸                                                                          | 刀剣乱舞-ONLINE-                                               | 2017年12月 | GOODSMILE ONLINE SHOP予約特典はラバーストラップ 鶯丸 まあ、たまにはのんびりするといいさ Ver. |
| 793                               | モルガナ                                                                      | ペルソナ5                                                      | 2017年12月 | |
| 794                               | ジブリール                                                                    | ノーゲーム・ノーライフ                                         | 2018年1月 | GOODSMILE ONLINE SHOP予約特典はジブリール昔のコレクション＋手首、光輪(黒) |
| 795                               | 清霜                                                                          | 艦隊これくしょん -艦これ-                                      | 2018年1月 | GOODSMILE ONLINE SHOP予約特典は特製スリーブ+特別仕様台座+ディスプレイ用海面クリアシート |
| 796                               | アルフォンス・エルリック                                                      | 鋼の錬金術師 FULLMETAL ALCHEMIST                               | 2018年1月 | GOODSMILE ONLINE SHOP予約特典は鞄(エドワード交換手首付) |
| 797                               | 美樹さやか 舞妓ver.                                                           | 魔法少女まどか☆マギカ 劇場版                                   | 2017年12月 | |
| 798                               | ココア                                                                        | ご注文はうさぎですか??                                         | 2017年12月 | キャラボイスCDセットは音mart限定商品 GOODSMILE ONLINE SHOP予約特典はラテアートコーヒー |
| 799                               | ユーリ・プリセツキー                                                          | ユーリ!!! on ICE                                               | 2018年1月 | GOODSMILE ONLINE SHOP予約特典はラバーストラップ ユーリ・プリセツキー |
| 800                               | サトシ&ピカチュウ                                                             | ポケットモンスター                                             | 2017年12月 | |
| 801                               | 立花瀧                                                                        | 君の名は。                                                     | 2017年12月 | GOODSMILE ONLINE SHOP予約特典はねんどろいど用背景紙（黄昏） Amazon.co.jp予約特典はスタンド付きアクリルキーチェーン 立花瀧 TSUTAYA予約特典は缶バッジ 立花瀧 |
| 802                               | 宮水三葉                                                                      | 君の名は。                                                     | 2017年12月 | GOODSMILE ONLINE SHOP予約特典はねんどろいど用背景紙（青空） Amazon.co.jp予約特典はスタンド付きアクリルキーチェーン 宮水三葉 TSUTAYA予約特典は缶バッジ 宮水三葉 |
| 803                               | 江戸川コナン                                                                  | 名探偵コナン                                                   | 2018年2月 2018年11月予定(再発売)                                                                                     | 本商品は、鳥取県倉吉市のグッドスマイルカンパニー「楽月工場」で製造される”Made in Japan”商品。 GOODSMILE ONLINE SHOP予約特典は台詞プレート「バーロー」＋支柱 キャラアニ予約特典は台詞プレート「真実はいつも…たった一つしかねーんだからな…」＋支柱 |
| 804                               | ラプンツェル                                                                  | 塔の上のラプンツェル                                           | 2017年12月 | |
| 805                               | 玖渚友                                                                        | クビキリサイクル 青色サヴァンと戯言遣い                        | 2018年2月 | |
| 806                               | 灰羽リエーフ                                                                  | ハイキュー!!                                                   | 2018年1月 | GOODSMILE ONLINE SHOP予約特典はラバーストラップ 灰羽リエーフ 音駒のエース？Ver. 「ねんどろいど 灰羽リエーフ&夜久衛輔」同時予約購入特典は夜久さん愛のムチ（飛び蹴り専用下半身パーツ） |
| 807                               | 夜久衛輔                                                                      | ハイキュー!!                                                   | 2018年1月 | GOODSMILE ONLINE SHOP予約特典はラバーストラップ 夜久衛輔 音駒の頼れるリベロVer. 「ねんどろいど 灰羽リエーフ&夜久衛輔」同時予約購入特典は夜久さん愛のムチ（飛び蹴り専用下半身パーツ） |
| 808                               | アイちゃん                                                                    | 月曜日のたわわ                                                 | 2018年2月 | GOODSMILE ONLINE SHOP予約特典は電車内扉付近再現パーツ |
| 809                               | メテオラ                                                                      | Re:CREATORS                                                    | 2017年12月 | |
| 810                               | 大包平                                                                        | 刀剣乱舞-ONLINE-                                               | 2018年1月 | GOODSMILE ONLINE SHOP予約特典はラバーストラップ 大包平 当然だな Ver. |
| 811                               | いーちゃん                                                                    | クビキリサイクル 青色サヴァンと戯言遣い                        | 2018年2月 | |
| 812                               | ティンカー・ベル                                                              | ピーター・パン                                                 | 2018年2月 | 「妖精の粉をイメージした背景シート」が付属 |
| 813                               | 陸奥                                                                          | 艦隊これくしょん -艦これ-                                      | 2018年1月 | GOODSMILE ONLINE SHOP予約特典は特製スリーブ+特別仕様台座+ディスプレイ用海面クリアシート 恒例の食べ物パーツは陸奥ラベルのウィスキー瓶。 |
| 814                               | 滝本ひふみ                                                                    | NEW GAME!!                                                     | 2018年4月 | |
| 815                               | ランサー/ ジャンヌ・ダルク・オルタ・サンタ・リリィ                            | Fate/Grand Order                                               | 2017年12月 | |
| 816                               | コブラ                                                                        | HiGH&LOW g-sword                                               | 2018年2月 | |
| 817                               | 朝戸未世                                                                      | リトルアーモリー                                               | 2018年2月 | 発売元：トミーテック |
| 818                               | ワンダー・ウーマン ヒーローズ・エディション                                   | ワンダーウーマン                                               | 2018年2月 | |
| 819                               | 加藤恵 ヒロイン服Ver.                                                         | 冴えない彼女の育てかた♭                                        | 2018年3月 | 発売元：KADOKAWA 「冴えない彼女の育てかた Memorial ねんどろいど加藤恵 ヒロイン服Ver.付き限定版」同梱 |
| 820                               | うちはイタチ                                                                  | NARUTO -ナルト- 疾風伝                                         | 2018年3月 | 日本国内での販売予定はない。 |
| 821                               | 服部平次                                                                      | 名探偵コナン                                                   | 2018年5月 2018年11月予定(再発売)                                                                                     | 本商品は、鳥取県倉吉市のグッドスマイルカンパニー「楽月工場」で製造される”Made in Japan”商品。 GOODSMILE ONLINE SHOP予約特典は台詞プレート「オレのそばから離れんなや…」＋支柱 キャラアニ予約特典は台詞プレート「この勝負、もろたで工藤!!!」＋支柱 |
| 822                               | 反逆の堕天使 ルシファー                                                       | モンスターストライク                                           | 2018年3月 | 発売元：XFLAG STORE https://store-direct.xflag.com/informations/14991705350 最速先行予約限定特典：超・獣神祭背景シート |
| 823                               | ロイ・マスタング                                                              | 鋼の錬金術師 FULLMETAL ALCHEMIST                               | 2018年4月 | GOODSMILE ONLINE SHOP予約特典はライター＋錬成陣付手首パーツ |
| 824                               | 赤井秀一                                                                      | 名探偵コナン                                                   | 2018年5月 2018年11月予定(再発売)                                                                                     | 本商品は、鳥取県倉吉市のグッドスマイルカンパニー「楽月工場」で製造される”Made in Japan”商品。 GOODSMILE ONLINE SHOP予約特典は台詞プレート「やっと会えたな…愛しい愛しい…宿敵さん？」＋支柱 キャラアニ予約特典は台詞プレート「君は、敵に回したくない男の一人なんでね…」＋支柱 |
| 825                               | 西住みほ パンツァージャケット＆Pコート Ver.                                   | ガールズ＆パンツァー 最終章                                    | 2018年6月 | 本商品は、鳥取県倉吉市のグッドスマイルカンパニー「楽月工場」で製造される”Made in Japan”商品。 GOODSMILE ONLINE SHOP予約特典は特別仕様台座（戦車内床柄） |
| 826                               | ゆんゆん                                                                      | この素晴らしい世界に祝福を!2                                   | 2018年5月 | GOODSMILE ONLINE SHOP予約特典はバニー耳 |
| 827                               | 数珠丸恒次                                                                    | 刀剣乱舞-ONLINE-                                               | 2018年4月 | GOODSMILE ONLINE SHOP予約特典はラバーストラップ 数珠丸恒次 ほほえみ Ver. |
| 828                               | エルネスティ・エチェバルリア                                                  | ナイツ&マジック                                                | 2018年3月 | |
| 829                               | かばん                                                                        | けものフレンズ                                                 | 2018年4月 | GOODSMILE ONLINE SHOP予約特典はラッキービースト(最終回仕様)付腕パーツ＋左右手首 |
| 830                               | 叢雲                                                                          | 艦隊これくしょん -艦これ-                                      | 2018年4月 | GOODSMILE ONLINE SHOP予約特典は特製スリーブ+特別仕様台座+ディスプレイ用海面クリアシート |
| 831                               | 初音ミク 10th Anniversary Ver.                                                | VOCALOID 01 初音ミク                                           | 2018年1月 | ナンバーが831になった理由として、ソフトウェアが8月31日に発売されたことにあやかったものといえる。 |
| 832                               | 海老名菜々                                                                    | 干物妹! うまるちゃんR                                          | 2018年4月 | |
| 833                               | 春野サクラ                                                                    | NARUTO -ナルト- 疾風伝                                         | 2018年4月 | 日本国内での販売予定はない。 |
| 834                               | 安室透                                                                        | 名探偵コナン                                                   | 2018年5月 2018年11月予定(再発売)                                                                                     | 本商品は、鳥取県倉吉市のグッドスマイルカンパニー「楽月工場」で製造される”Made in Japan”商品。 GOODSMILE ONLINE SHOP予約特典は台詞プレート「殺したいほど憎んでいる男が…左利きなだけですから…」＋支柱 キャラアニ予約特典は台詞プレート「とっとと出て行ってくれませんかねぇ…僕の日本から…」＋支柱 |
| 835                               | スーシィ・マンババラン                                                        | リトルウィッチアカデミア                                       | 2018年4月 | GOODSMILE ONLINE SHOP予約特典は追加きのこ |
| 836                               | アリエル                                                                      | リトル・マーメイド                                             | 2018年3月 | |
| 837                               | サクラ                                                                        | ファイアーエムブレムif                                         | 2018年5月 | |
| 838                               | ゲンジ クラシックスキン・エディション                                         | オーバーウォッチ                                               | 2018年6月 | |
| 839                               | ハンゾー クラシックスキン・エディション                                       | オーバーウォッチ                                               | 2018年6月 | |
| 840                               | すずさん (浦野すず)                                                           | この世界の片隅に                                               | 2018年4月 | |
| 841                               | 髭切                                                                          | 刀剣乱舞-ONLINE-                                               | 2018年6月 | GOODSMILE ONLINE SHOP予約特典はラバーストラップ 髭切 にっこりVer. |
| 842                               | セイバー/アーサー・ペンドラゴン〔プロトタイプ〕                               | Fate/Grand Order                                               | 2018年5月 | |
| 842-DX                            | セイバー/アーサー・ペンドラゴン〔プロトタイプ〕 霊基再臨 Ver.                 | Fate/Grand Order                                               | 2018年5月 | |
| 843                               | ククリ                                                                        | 魔法陣グルグル                                                 | 2018年5月 | GOODSMILE ONLINE SHOP予約特典はリコの花の髪飾り |
| 844                               | アルパカ・スリ                                                                | けものフレンズ                                                 | 2018年5月 | GOODSMILE ONLINE SHOP予約特典は特製丸台座 |
| 845                               | 金剛改二                                                                      | 艦隊これくしょん -艦これ-                                      | 2018年5月 | 先に発売された金剛（No.405）と比べ、大幅な変更がされている。 恒例の食べ物パーツはスコーンが付く。 GOODSMILE ONLINE SHOP予約特典は特製スリーブ+特別仕様台座+ディスプレイ用海面クリアシート |
| 846                               | 摂津万里                                                                      | A3!                                                            | 2018年6月 | GOODSMILE ONLINE SHOP予約特典はラバーストラップ 摂津万里 アニメイト予約特典はラバーストラップ 摂津万里 部屋着Ver. |
| 847                               | D.Va クラシックスキン・エディション                                           | オーバーウォッチ                                               | 2018年7月 | |
| 848                               | 富士田多々良                                                                  | ボールルームへようこそ                                         | 2018年6月 | GOODSMILE ONLINE SHOP予約特典はラバーストラップ 富士田多々良 |
| 849                               | 勝生勇利 私服Ver.                                                             | ユーリ!!! on ICE                                               | 2018年5月 | GOODSMILE ONLINE SHOP予約特典はラバーストラップ 勝生勇利 私服Ver. アニメイト予約特典はマグネットシート 勝生勇利 ゆ～とぴあかつきVer. |
| 850                               | 雪ミク タンチョウ巫女Ver.                                                     | VOCALOID 01 初音ミク                                           | 2018年2月18日 | ワンダーフェスティバル2018[冬]限定商品。 |
| 851                               | めぐみん 学生服Ver.                                                           | この素晴らしい世界に祝福を！2                                  | 2018年2月18日 | ワンダーフェスティバル2018[冬]限定商品。 C3AFA Hong Kong 2018会場にて先行販売 |
| 852                               | スイレン                                                                      | ポケットモンスター                                             | 2018年6月 | GOODSMILE ONLINE SHOP予約特典はミズZクリスタルモチーフ台座 ポケモンセンターオンライン予約特典はダイブボール |
| 853                               | 倉上ひなた                                                                    | ヤマノススメ                                                   | 2018年7月 | |
| 854                               | 初音ミク V4 CHINESE                                                           | VOCALOID 01 初音ミク                                           | 2018年6月 | GOODSMILE ONLINE SHOP予約特典は「ハートのアホ毛」パーツ |
| 855                               | 雨宮雅貴                                                                      | HiGH＆LOW g-sword                                              | 2018年7月 | |
| 856                               | プリンセス・レイア                                                            | スター・ウォーズ エピソード４／新たなる希望                    | 2018年6月 | |
| 857                               | トキ                                                                          | けものフレンズ                                                 | 2018年6月 | GOODSMILE ONLINE SHOP予約特典は音符エフェクト（練習中） |
| 858                               | BB-8                                                                          | スター・ウォーズ/最後のジェダイ                                | 2018年6月 | |
| 859                               | ロッテ・ヤンソン                                                              | リトルウィッチアカデミア                                       | 2018年7月 | GOODSMILE ONLINE SHOP予約特典はメガネパーツ（笑顔） |
| 860                               | ゼロ                                                                          | ロックマンX シリーズ                                           | 2018年7月 | GOODSMILE ONLINE SHOP予約特典はゼットセイバー エフェクトCパーツ |
| 861                               | ベアトリス                                                                    | Re:ゼロから始める異世界生活                                    | 2018年7月 | |
| 862                               | 膝丸                                                                          | 刀剣乱舞-ONLINE-                                               | 2018年7月 | GOODSMILE ONLINE SHOP予約特典はラバーストラップ 膝丸 泣いてはないぞ Ver. |
| 863                               | ソー バトルロイヤル・エディション                                             | マイティ・ソー バトルロイヤル                                  | 2018年8月予定 | |
| 864                               | 雨宮広斗                                                                      | HiGH＆LOW g-sword                                              | 2018年7月 | |
| 865                               | ヴィクトル・ニキフォロフ コーチVer.                                           | ユーリ!!! on ICE                                               | 2018年6月 | GOODSMILE ONLINE SHOP予約特典はラバーストラップ ヴィクトル・ニキフォロフ コーチVer. アニメイト予約特典はマグネットシート ヴィクトル・ニキフォロフ コーチ ウィンクVer. |
| 866                               | ロキ バトルロイヤル・エディション                                             | マイティ・ソー バトルロイヤル                                  | 2018年8月予定 | |
| 867                               | 阿武隈改二                                                                    | 艦隊これくしょん -艦これ-                                      | 2018年7月 | GOODSMILE ONLINE SHOP予約特典は特製スリーブ+特別仕様台座+ディスプレイ用海面クリアシート |
| 868                               | 佐倉杏子 舞妓ver.                                                             | 劇場版 魔法少女まどか☆マギカ                                   | 2018年6月 | |
| 869                               | 古河渚                                                                        | CLANNAD                                                        | 2018年6月 | GOODSMILE ONLINE SHOP予約特典はだんご大家族 （赤・黄） |
| 870                               | クラウス・V・ラインヘルツ                                                     | 血界戦線 & BEYOND                                              | 2018年7月 | GOODSMILE ONLINE SHOP予約特典はラバーストラップ クラウス・V・ラインヘルツ |
| 871                               | 桜ノ宮苺香                                                                    | ブレンド・S                                                    | 2018年8月 | GOODSMILE ONLINE SHOP予約特典は「ケチャップ付き持ち手」パーツ |
| 872                               | うずまきナルト 中国動画実境展Ver.                                             | NARUTO -ナルト- 疾風伝                                         | 2018年4月 | Wonder Festival2018上海［Pre Stage］・NARUTO火影忍者動画実境展 GOODSMILE官方旗艦店限定商品 |
| 873                               | 六道りんね                                                                    | 境界のRINNE                                                    | 2018年5月 | 発売元：PLAY FUTURE |
| 874                               | ユーリ・プリセツキー 私服Ver.                                                 | ユーリ!!! on ICE                                               | 2018年7月 | GOODSMILE ONLINE SHOP予約特典はラバーストラップ ユーリ・プリセツキー 私服Ver. アニメイト予約特典はマグネットシート ユーリ・プリセツキー 私服 笑顔Ver. |
| 875                               | サカキ&ミュウツー                                                             | ポケットモンスター                                             | 2018年8月 | GOODSMILE ONLINE SHOP予約特典はRマーク台座 ポケモンセンターオンライン予約特典はウルトラボール |
| 876                               | カズマ                                                                        | この素晴らしい世界に祝福を！2                                  | 2018年9月予定 | GOODSMILE ONLINE SHOP予約特典は「畳んだジャージ＋抱え腕」パーツ |
| 877                               | レイ                                                                          | スター・ウォーズ／最後のジェダイ                               | 2018年7月 | |
| 878                               | 犯人                                                                          | 名探偵コナン                                                   | 2018年8月 | 発売元：FREEing |
| 879                               | 日向ヒナタ                                                                    | NARUTO -ナルト- 疾風伝                                         | 2018年9月予定 | 日本国内での販売予定はない。 |
| 880                               | 榛名改二                                                                      | 艦隊これくしょん -艦これ-                                      | 2018年8月 | GOODSMILE ONLINE SHOP予約特典は特製スリーブ+特別仕様台座+ディスプレイ用海面クリアシート |
| 881                               | イギリス                                                                      | ヘタリア The World Twinkle                                     | 2018年8月 | GOODSMILE ONLINE SHOP予約特典はラバーストラップ イギリス |
| 882                               | 蛇喰夢子                                                                      | 賭ケグルイ                                                     | 2018年7月 | |
| 883                               | ロール ロックマン11Ver.                                                       | ロックマン11 運命の歯車！！                                    | 2018年8月 | |
| 884                               | ”黒”のライダー (アストルフォ)                                                 | Fate/Apocrypha                                                 | 2018年9月 | |
| 885                               | ”赤”のセイバー (モードレッド)                                                 | Fate/Apocrypha                                                 | 2018年8月 | |
| 886                               | 自来也＆ガマブン太セット                                                      | NARUTO -ナルト- 疾風伝                                         | 2018年7月 | 日本国内での販売予定はない。 Anime Expo 2018・Japan Expo 2018・CCG EXPO 2018・Bilibili World 2018・ ChinaJoy 2018・第19回台湾漫画博覧会 2018限定商品。 |
| 887                               | 環いろは                                                                      | マギアレコード 魔法少女まどか☆マギカ外伝                       | 2018年7月 | |
| 888                               | セラフィム                                                                    | アラド戦記                                                     | 2018年11月 | 発売元：NEOPLE、Tencent 当商品は韓国、中国のみでの販売となります |
| 889                               | 及川徹 制服Ver.                                                               | ハイキュー!!                                                   | 2018年8月 | 「珍道中」をイメージしたデザインの中台紙を背景に飾ろう。 |
| 890                               | キノ＆エルメス                                                                | キノの旅                                                       | 2018年8月 | GOODSMILE ONLINE SHOP予約特典は一輪の花 |
| 891                               | にっかり青江                                                                  | 刀剣乱舞-ONLINE-                                               | 2018年9月 | GOODSMILE ONLINE SHOP予約特典はラバーストラップ にっかり青江 笑いなよ。にっかりと Ver. |
| 892                               | 鈴仙・優曇華院・イナバ                                                        | 東方project                                                    | 2018年8月 | GOODSMILE ONLINE SHOP予約特典はイラストレーターideolo氏 描き下ろしポスター（B3） |
| 893                               | 中島敦                                                                        | 文豪ストレイドッグス DEAD APPLE                                | 2018年9月 | GOODSMILE ONLINE SHOP予約特典はラバーストラップ 中島敦 |
| 894                               | 山田エルフ                                                                    | エロマンガ先生                                                 | 2018年9月 | 「ひきつり顔」は紫外線で色が変わる仕様なので |
| 895                               | ガーディアン                                                                  | ゼルダの伝説 ブレス オブ ザ ワイルド                           | 2018年8月 | |
| 896                               | 茅ヶ崎至                                                                      | A3!                                                            | 2018年9月 | GOODSMILE ONLINE SHOP予約特典はラバーストラップ 茅ヶ崎至 アニメイト予約特典はラバーストラップ 茅ヶ崎至 部屋着Ver. |
| 897                               | 雛鶴あい                                                                      | りゅうおうのおしごと!                                          | 2018年10月 | |
| 898                               | レーシングミク 2018Ver.                                                       | 初音ミクGTプロジェクト                                         | 2018年10月 | 封入特典：GSRクーポン |
| 899                               | キズナアイ                                                                    | キズナアイ                                                     | 2018年9月 | |
| 900                               | 則巻アラレ                                                                    | Dr.スランプ アラレちゃん                                       | 2018年8月 | GOODSMILE ONLINE SHOP予約特典はうんちくん（笑顔） |
| 901                               | リナ・インバース                                                              | スレイヤーズ                                                   | 2018年8月 | GOODSMILE ONLINE SHOP予約特典は光の剣、指指しパーツ |
| 902                               | アシㇼパ                                                                      | ゴールデンカムイ                                               | 2018年9月 | GOODSMILE ONLINE SHOP予約特典はねんどろいど用パァァァァ・・・特製背景紙 |
| 903                               | 各務原なでしこ                                                                | ゆるキャン△                                                    | 2018年10月 | 発売元：マックスファクトリー GOODSMILE ONLINE SHOP予約特典は髭シール |
| 904                               | アーチャー/イシュタル                                                         | Fate/Grand Order                                               | 2018年10月 | GOODSMILE ONLINE SHOP予約特典は魔力放出(宝石) |
| 905                               | 逢坂壮五                                                                      | アイドリッシュセブン                                           | 2018年10月 | GOODSMILE ONLINE SHOP予約特典は恋のかけらパーツ アニメイト予約特典は特製丸台座 |
| 906                               | リザ・ホークアイ                                                              | 鋼の錬金術師 FULLMETAL ALCHEMIST                               | 2018年10月 | GOODSMILE ONLINE SHOP予約特典は無能プレート＋支柱 |
| 907                               | ゲラルト                                                                      | ウィッチャー3 ワイルドハント                                   | 2018年9月 | |
| 908                               | 八重桜 逆神の巫女Ver.                                                         | 崩壊3rd                                                        | 2018年9月 | |
| 909                               | 太公望&四不象                                                                 | 覇穹 封神演義                                                  | 2018年10月 | GOODSMILE ONLINE SHOP予約特典は仙桃 |
| 910                               | 太鼓鐘貞宗                                                                    | 刀剣乱舞-ONLINE-                                               | 2018年9月 | GOODSMILE ONLINE SHOP予約特典はラバーストラップ 太鼓鐘貞宗 いいねぇ、みなぎるぜ！ Ver. |
| 911                               | アライグマ                                                                    | けものフレンズ                                                 | 2018年10月 | GOODSMILE ONLINE SHOP予約特典はジェスチャー用両手首 |
| 912                               | 沢田綱吉                                                                      | 家庭教師ヒットマンREBORN!                                      | 2018年10月 | 発売元：FREEing GOODSMILE ONLINE SHOP予約特典はボンゴレ匣(ボックス)＋持ち手 |
| 913                               | 雲雀恭弥                                                                      | 家庭教師ヒットマンREBORN!                                      | 2018年10月 | 発売元：FREEing GOODSMILE ONLINE SHOP予約特典はンゴレ匣(ボックス)＋持ち手 |
| 914                               | 東峰旭                                                                        | ハイキュー!!                                                   | 2018年10月 | GOODSMILE ONLINE SHOP予約特典はラバーストラップ 東峰旭 烏野のエースVer. |
| 915                               | ATLAS                                                                         | PORTAL2                                                        | 2018年9月 | |
| 916                               | P-body                                                                        | PORTAL2                                                        | 2018年9月 | |
| 917                               | フラッシュ ジャスティス・リーグ・エディション                                 | ジャスティス・リーグ                                           | 2018年9月 | |
| 918                               | 木之本桜 友枝中学校制服Ver.                                                   | カードキャプターさくら クリアカード編                          | 2018年10月 | GOODSMILE ONLINE SHOP予約特典はクリアブックマーカー 木之本桜 友枝中学校制服Ver. |
| 919                               | フェネック                                                                    | けものフレンズ                                                 | 2018年10月 | GOODSMILE ONLINE SHOP予約特典は鞠 |
| 920                               | サリー スタンダードVer.                                                       | モンスターズ・インク                                           | 2018年9月 | |
| 920-DX                            | サリー DX Ver.                                                                | モンスターズ・インク                                           | 2018年9月 | 表情は3種付属します。付属アイテムは思い出のドアの破片を貼り付けているクリップボード、マイクがサプライズで修復したブーのドアなど |
| 921                               | マイク&ブーセット スタンダードVer.                                            | モンスターズ・インク                                           | 2018年10月 | |
| 921-DX                            | マイク&ブーセット DX Ver.                                                     | モンスターズ・インク                                           | 2018年10月 | マイクの表情は2種付属。 |
| 922                               | Bismarck（ビスマルク）改                                                      | 艦隊これくしょん ‐艦これ‐                                      | 2018年10月 | GOODSMILE ONLINE SHOP予約特典は特製スリーブ+特別仕様台座+ディスプレイ用海面クリアシート |
| 923                               | キャプテン・アメリカ インフィニティ・エディション                             | アベンジャーズ/インフィニティ・ウォー                          | 2018年11月 | |
| 924                               | シオン                                                                        | ブレイブフロンティア                                           | 2018年9月 | 発売元：エイリム 2018ブレフェス先行販売 購入特典：シオン別イラスト+主人公武器 「魂を吸う魔剣ヴェナ」+称号 「十忌」、「ディスノミア」 |
| 925                               | クレイトス                                                                    | ゴッド・オブ・ウォー                                           | 2018年10月 | |
| 926                               | 四葉環                                                                        | アイドリッシュセブン                                           | 2018年10月 | GOODSMILE ONLINE SHOP予約特典は恋のかけらパーツ（黄色） アニメイト予約特典は特製丸台座 |
| 927                               | ガヴリール                                                                    | ガヴリールドロップアウト                                       | 2018年10月 | 発売元：FineΦClover |
| 928                               | 神楽                                                                          | 陰陽師                                                         | 2018年11月 | |
| 929                               | シャロ                                                                        | ご注文はうさぎですか？？                                       | 2018年12月 | GOODSMILE ONLINE SHOP予約特典はティッピー なんじゃー！？Ver. |
| 930                               | 初音ミク マジカルミライ 2017Ver.                                              | キャラクター・ボーカル・シリーズ01 初音ミク                    | 2018年8月 | マジカルミライ 2018会場にて先行販売 |
| 931                               | 羽風薫                                                                        | あんさんぶるスターズ!                                          | 2018年10月 | GOODSMILE ONLINE SHOP予約特典は「たんぽぽ＋持ち手」パーツ アニメイト予約特典はラバーストラップ 羽風薫 にっこりVer. |
| 932                               | テオ・コルネーロ                                                              | グランクレスト戦記                                             | 2018年9月 | |
| 933                               | ルーク・スカイウォーカー                                                      | スター・ウォーズ エピソード４／新たなる希望                    | 2018年10月 | |
| 934                               | がんばリーリエ                                                                | ポケットモンスター                                             | 2018年11月 | GOODSMILE ONLINE SHOP予約特典はアローラフォトクラブフレームセット ポケモンセンターオンラインはコスモウム |
| 935                               | カミナ                                                                        | 天元突破グレンラガン                                           | 2018年11月 | GOODSMILE ONLINE SHOP予約特典は特別仕様台座 |
| 936                               | セイバー/宮本武蔵                                                             | Fate/Grand Order                                               | 2018年10月 | |
| 937                               | ラインハルト・フォン・ローエングラム                                          | 銀河英雄伝説 Die Neue These                                    | 2018年11月 | |
| 938                               | 歌仙兼定                                                                      | 刀剣乱舞-ONLINE-                                               | 2018年11月 | GOODSMILE ONLINE SHOP予約特典はラバーストラップ 歌仙兼定 風流だねえ……Ver. |
| 939                               | ナナチ                                                                        | メイドインアビス                                               | 2018年10月 | GOODSMILE ONLINE SHOP予約特典はナナチのサイン入り特製台座 |
| 940                               | 葉修                                                                          | マスターオブスキル（全職高手）                                 | 2018年10月 | GOODSMILE ONLINE SHOP予約特典はラバーストラップ 葉修 閲文動漫予約特典は葉修 缶バッジ |
| 941                               | シールダー/マシュ・キリエライト 私服Ver.                                      | Fate/Grand Order                                               | 2018年7月29日 | Fate/Grand Order Fes. 2018・ワンダーフェスティバル2018[夏]限定商品。 |
| 942                               | ラム＆レム 幼少期Ver.                                                         | Re:ゼロから始める異世界生活                                    | 2018年7月29日 | ワンダーフェスティバル2018[夏]限定商品。 |
| 943                               | 菱田春草                                                                      | 明治東亰恋伽                                                   | 2018年12月 | GOODSMILE ONLINE SHOP予約特典は「ラムネ＋持ち手」パーツ |
| 944                               | ソンブラ クラシックスキン・エディション                                       | オーバーウォッチ                                               | 2019年1月 | |
| 945a 945b                         | 田中龍之介                                                                    | ハイキュー!!                                                   | 2018年11月 | GOODSMILE ONLINE SHOP予約特典はラバーストラップ 田中龍之介 次期エース！頼れる兄貴 Ver. |
| 945a 945b                         | 田中龍之介＆ 西谷夕拡張パーツセット                                           | ハイキュー!!                                                   | 2018年11月 | 「西谷」のパーツは「煽り顔」「両腕」「下半身」が付属します。 GOODSMILE ONLINE SHOP予約特典はラバーストラップ 田中龍之介 次期エース！頼れる兄貴 Ver. |
| 946                               | 佐々木琲世                                                                    | 東京喰種トーキョーグール:re                                    | 2018年11月 | GOODSMILE ONLINE SHOP予約特典はラバーストラップ 佐々木琲世 にっこり Ver. |
| 947                               | 輝夜月                                                                        | 輝夜月                                                         | 2018年11月 | |
| 948                               | 萌田薫子                                                                      | こみっくがーるず                                               | 2019年1月 | |
| 949                               | ジャンクラット クラシックスキン・エディション                                 | オーバーウォッチ                                               | 2019年1月 | |
| 950                               | ランサー/エリザベート・バートリー                                             | Fate/Grand Order                                               | 2018年12月 | GOODSMILE ONLINE SHOP予約特典はハートエフェクト（大・小） |
| 951                               | ヤン・ウェンリー                                                              | 銀河英雄伝説 Die Neue These                                    | 2018年12月 | |
| 952                               | ゼロツー                                                                      | ダーリン・イン・ザ・フランキス                                 | 2018年12月 | |
| 953                               | 照安鞠亜                                                                      | リトルアーモリー                                               | 2018年12月 | 発売元：トミーテック |
| 954                               | ハン・ソロ                                                                    | スター・ウォーズ エピソード４／新たなる希望                    | 2018年11月 | |
| 955                               | ブラックパンサー インフィニティ・エディション                                 | アベンジャーズ／インフィニティ・ウォー                         | 2018年12月 | |
| 956                               | 我愛羅                                                                        | NARUTO -ナルト- 疾風伝                                         | 2018年12月 | 日本国内での販売予定はない。 |
| 957                               | ダイアナ・キャベンディッシュ                                                  | リトルウィッチアカデミア                                       | 2018年12月 | GOODSMILE ONLINE SHOP予約特典はテディベア |
| 958                               | 深海奏汰                                                                      | あんさんぶるスターズ！                                         | 2018年12月 | GOODSMILE ONLINE SHOP予約特典は「おしょうゆ＋持ち手」パーツ アニメイト予約特典はラバーストラップ 深海奏汰 にっこりVer. |
| 959                               | レン                                                                          | ソードアート・オンライン オルタナティブ ガンゲイル・オンライン | 2018年12月 | |
| 960                               | キング                                                                        | 七つの大罪 戒めの復活                                          | 2019年1月 | GOODSMILE ONLINE SHOP予約特典は〈怠惰の罪〉特製丸台座 |
| 961                               | ハーレイ・クイン センゴク・エディション                                       | ニンジャバットマン                                             | 2018年12月 | |
| 962                               | キャットウーマン ニンジャ・エディション                                       | ニンジャバットマン                                             | 2019年1月 | |
| 963                               | 佐倉双葉                                                                      | ペルソナ5                                                      | 2018年12月 | |
| 964                               | オタベック・アルティン                                                        | ユーリ!!! on ICE                                               | 2019年1月 | GOODSMILE ONLINE SHOP予約特典は「ヘッドフォン」パーツ |
| 965                               | ソラ                                                                          | キングダム ハーツ                                              | 2018年12月 | |
| 966                               | 北門倫毘沙                                                                    | B-PROJECT〜鼓動＊アンビシャス〜                                | 2018年11月 | |
| 967                               | 是国竜持                                                                      | B-PROJECT〜鼓動＊アンビシャス〜                                | 2018年11月 | |
| 968                               | 田所恵                                                                        | 食戟のソーマ                                                   | 2019年3月 | |
| 969                               | 三谷裳ちお                                                                    | ちおちゃんの通学路                                             | 2019年1月 | GOODSMILE ONLINE SHOP予約特典は紙袋 |
| 970                               | キャスター/マーリン                                                           | Fate/Grand Order                                               | 2019年1月 | |
| 970-DX                            | キャスター/マーリン 花の魔術師Ver.                                            | Fate/Grand Order                                               | | |
| 971                               | ピチット・チュラノン                                                          | ユーリ!!! on ICE                                               | 2019年1月 | GOODSMILE ONLINE SHOP予約特典は「黒マスク」パーツ |
| 972                               | サターニャ                                                                    | ガヴリールドロップアウト                                       | 2019ん年1月 | |
| 973                               | 千夜                                                                          | ご注文はうさぎですか？？                                       | 2019年4月 | GOODSMILE ONLINE SHOP予約特典は抹茶ラテアート |
| 974                               | 木兎光太郎 制服Ver.                                                           | ハイキュー!!                                                   | 2019年1月 | 「電車内」をイメージしたデザインの中台紙を背景に飾ろう。 |
| 975                               | 孤爪研磨 制服Ver.                                                             | ハイキュー!!                                                   | 2019年1月 | 「電車内」をイメージしたデザインの中台紙を背景に飾ろう。 |
| 976                               | ソルジャー76 クラシックスキン・エディション                                   | オーバーウォッチ                                               | 2019年2月 | |
| 977                               | 孫尚香                                                                        | 王者栄耀                                                       | 2018年12月 | |
| 978                               | 黄少天                                                                        | マスターオブスキル（全職高手）                                 | 2019年3月 | GOODSMILE ONLINE SHOP予約特典はラバーストラップ 黄少天 閲文動漫予約特典は黄少天 缶バッジ |
| 979                               | 白血球（好中球）                                                              | はたらく細胞                                                   | 2019年1月 | GOODSMILE ONLINE SHOP予約特典は血付きナイフ |
| 980                               | 邪神ちゃん                                                                    | 邪神ちゃんドロップキック                                       | 2019年2月 | GOODSMILE ONLINE SHOP予約特典はプリン |
| 981                               | 志摩リン                                                                      | ゆるキャン△                                                    | 2019年3月 | |
| 981-DX                            | 志摩リン                                                                      | ゆるキャン△                                                    | 2019年3月 | |
| 982                               | 岡部倫太郎 鳳凰院凶真Ver.                                                     | シュタインズ・ゲート                                           | 2019年2月 | |
| 983                               | ミライアカリ                                                                  | ミライアカリ                                                   | 2019年4月 | |
| 984                               | リク                                                                          | キングダムハーツ                                               | 2019年1月 | |
| 985                               | 空条承太郎                                                                    | ジョジョの奇妙な冒険                                           | 2019年1月 | 発売元：メディコス・エンタテインメント GOODSMILE ONLINE SHOP予約特典は特製丸台座 |
| 986                               | シモン                                                                        | 天元突破グレンラガン                                           | 2019年5月 | |
| 987                               | イチゴ                                                                        | ダーリン・イン・ザ・フランキス                                 | 2019年3月 | |
| 988                               | アイアンマン マーク50                                                         | アベンジャーズ／インフィニティ・ウォー                         | 2019年8月 | |
| 988-DX                            | アイアンマン マーク50                                                         | アベンジャーズ／インフィニティ・ウォー                         | 2019年8月 | |
| 989                               | ジョーカー                                                                    | ペルソナ5                                                      | 2020年1月 | |
| 990                               | キャスター/ギルガメッシュ                                                     | Fate/Grand Order                                               | 2019年3月 | |
| 990-DX                            | キャスター/ギルガメッシュ                                                     | Fate/Grand Order                                               | 2019年3月 | |
| 991                               | 黒崎一護                                                                      | BLEACH                                                         | 2019年4月 | |
| 992                               | リゼ                                                                          | ご注文はうさぎですか？？                                       | 2019年6月 | |
| 993                               | ハンター♀ レウス・エディション                                                | モンスターハンター：ワールド                                   | 2019年4月 | |
| 993-DX                            | ハンター♀ レウス・エディション                                                | モンスターハンター：ワールド                                   | 2019年4月 | |
| 994                               | 電脳少女シロ                                                                  | 電脳少女シロ                                                   | 2019年5月 | |
| 995                               | レイシア                                                                      | BEATLESS                                                       | 2019年4月 | |
| 996                               | プー＆ピグレットセット                                                        | くまのプーさん                                                 | 2019年5月 | |
| 997                               | スペシャルウィーク                                                            | ウマ娘 プリティーダービー                                      | 2019年5月 | |
| 998                               | グリーン                                                                      | ポケットモンスター                                             | 2019年3月 | |
| 999                               | ハリー・ポッター                                                              | ハリー・ポッター                                               | 2019年5月 | |
| 1000                              | 雪ミク Snow Princess Ver.                                                     | VOCALOID 01 初音ミク                                           | 2019年7月 | |
| 1001                              | 初音ミク Cheerful Ver.                                                        | VOCALOID 01 初音ミク                                           | 2019年1月 | |
| 1002a                             | Saratoga（サラトガ） Mk.II                                                    | 艦隊これくしょん ‐艦これ‐                                      | 2019年4月 | |
| 1002b                             | Saratoga（サラトガ） Mk.II Mod.2                                              | 艦隊これくしょん ‐艦これ‐                                      | 2019年4月 | |
| 1003                              | レーシングミク 2013 セパンVer.                                                | 初音ミク GTプロジェクト                                        | 2019年5月 | |
| 1004                              | 黒瀬陸                                                                        | テンカウント                                                   | 2019年8月 | |
| 1005                              | 城谷忠臣                                                                      | テンカウント                                                   | 2019年9月 | |
| 1006                              | 小淵沢報瀬                                                                    | 宇宙よりも遠い場所                                             | 2019年5月 | |
| 1007                              | 鯰尾藤四郎                                                                    | 刀剣乱舞-ONLINE-                                               | 2019年5月 | |
| 1008                              | 綱手                                                                          | NARUTO -ナルト- 疾風伝                                         | 2019年6月 | |
| 1009                              | 則巻アラレ 猫耳Ver.＆ガッちゃん                                               | Dr.スランプ アラレちゃん                                       | 2019年6月 | |
| 1012                              | のじゃロリおじさん                                                            | けもみみおーこく国営放送                                       | 2019年5月 | |
| 1013                              | エンヴィー                                                                    | 鋼の錬金術師 FULLMETAL ALCHEMIST                               | 2019年6月 | |
| 1014                              | 羽咲綾乃                                                                      | はねバド！                                                     | 2019年6月 | |
| 1015                              | 骨喰藤四郎                                                                    | 刀剣乱舞-ONLINE-                                               | 2019年5月 | |
| 1016                              | ランサー/エレシュキガル                                                       | Fate/Grand Order                                               | 2021年8月 | |
| 1017                              | トールビョーン クラシックスキン・エディション                                 | オーバーウォッチ                                               | 2019年3月 | |
| 1018                              | エックス                                                                      | ロックマンX シリーズ                                           | 2019年6月 | |
| 1019                              | 九条天                                                                        | アイドリッシュセブン                                           | 2024年5月 | |
| 1020                              | 紅ゆずる                                                                      | 宝塚歌劇星組公演『Killer Rouge／星秀☆煌紅』                    | 2019年6月 | |
| 1021                              | 三宅日向                                                                      | 宇宙よりも遠い場所                                             | 2019年6月 | |
| 1022                              | ロン・ウィーズリー                                                            | ハリー・ポッター                                               | 2019年5月 | |
| 1023                              | 高雄                                                                          | 艦隊これくしょん -艦これ-                                      | 2019年5月 | |
| 1024                              | 猫宮ひなた                                                                    | ひなたチャンネル                                               | 2019年6月 | |
| 1025                              | ハンター♀ ゼノラージβ・エディション                                           | モンスターハンター：ワールド                                   | 2019年6月 | |
| 1026                              | キアナ 冬のお姫様Ver.                                                         | 崩壊3rd                                                        | 2019年5月 | |
| 1027                              | 七瀬陸                                                                        | アイドリッシュセブン                                           | 2024年5月 | |
| 1028                              | 源モモ                                                                        | RELEASE THE SPYCE                                              | 2019年7月 | |
| 1547                              | ダイ                                                                          | ドラゴンクエスト ダイの大冒険                                  | 2021年9月 | |
| 1571                              | ポップ                                                                        | ドラゴンクエスト ダイの大冒険                                  | 2021年9月 | GOODSMILE ONLINE SHOP予約特典はヒャド付き手首パーツ |

#### 発売予定商品
以下、ねんどろいど公式サイトの商品一覧には記載されていないが、イベントで試作品の参考展示が行われた、または雑誌・イベント・Webサイト等で企画・制作・発売がアナウンスされている商品。
- 参考展示
  - シュガー（きららファンタジア）
  - saratoga Mk.II（艦隊これくしょん ‐艦これ‐）
  - 高雄（艦隊これくしょん ‐艦これ‐）
  - セイバー/アルトリア・ペンドラゴン Re:Ver.（Fate/Grand Order）
  - ランサー/エレシュキガル（Fate/Grand Order）
  - キャスター/ニトクリス（Fate/Grand Order）
  - バーサーカー/謎のヒロインX〔オルタ〕（Fate/Grand Order）
  - アサシン/虞美人（Fate/Grand Order）
  - キャスター/アルトリア・キャスター（Fate/Grand Order）
  - 諸葛亮（王者栄耀）
  - 安倍晴明（陰陽師）
  - エックス（ロックマンX）
  - 木之本桜 CLEAR Ver.（カードキャプターさくら クリアカード編）
  - レーシングミク 2013セパンVer.（初音ミクGTプロジェクト）
  - まそたん（ひそねとまそたん）
  - のじゃロリおじさん（けもみみおーこく国営放送）
  - 新島真 怪盗服Ver.（ペルソナ５）
  - 花京院典明（ジョジョの奇妙な冒険）
  - 鯰尾藤四郎（刀剣乱舞-ONLINE-）
  - 骨喰藤四郎（刀剣乱舞-ONLINE-）
  - 九条天（アイドリッシュセブ）
  - 犬山あおい（ゆるキャン△）
  - 小淵沢報瀬（宇宙よりも遠い場所）
  - 白蛇のナーガ（スレイヤーズ）
  - エンヴィー（鋼の錬金術師 FULLMETAL ALCHEMIST）
  - 狡噛慎也（PSYCHO-PASS）
  - 羽咲綾乃（はねバド!）
  - ハンター♀ ゼノラージβ装備エディション（モンスターハンター：ワールド）
  - 城谷忠臣（10 Count）
  - 黑瀨陸（10 Count）
  - チト（少女終末旅行）
  - ユーリ（少女終末旅行）
  - 馮宝宝（一人之下 the outcast）
  - 豊崎恵那（リトルアーモリー）
  - サム（デス・ストランディング）
  - クリフ（デス・ストランディング）

- 企画・制作進行中
  - アルターエゴ／メルトリリス（Fate/Grand Order）
  - アルターエゴ／パッションリップ（Fate/Grand Order）
  - フォーリナー／楊貴妃（Fate/Grand Order）
  - キングゥ（Fate/Grand Order 絶対魔獣戦線バビロニア）
  - ベディヴィエール（Fate/Grand Order 神聖円卓領域キャメロット）
  - キャスター／マーリン〔プロトタイプ〕（Fate/Grand Order Arcade）
  - 愛宕（艦隊これくしょん ‐艦これ‐）
  - 伊勢改二（艦隊これくしょん ‐艦これ‐）
  - 千子村正（刀剣乱舞-ONLINE-）
  - 石切丸（刀剣乱舞-ONLINE-）
  - 蜂須賀虎徹（刀剣乱舞-ONLINE-）
  - ミカヅキ カリナ LBX：アキレスVer.（装甲娘）
  - バズ・ライトイヤー（トイ・ストーリー）
  - ウッディ（トイ・ストーリー）
  - ジャック・スパロウ（パイレーツ・オブ・カリビアン）
  - ジャック・スケリントン（ナイトメアー・ビフォア・クリスマス）
  - 発音ミク（新幹線変形ロボ シンカリオン）
  - 猫宮ひなた
  - 喜多川祐介 怪盗服Ver.（ペルソナ5）
  - ジャックランタン（真・女神転生）
  - 七瀬陸（アイドリッシュセブ）
  - 黒子テツヤ（黒子のバスケ）
  - 火神大我（黒子のバスケ）
  - 黄瀬涼太（黒子のバスケ）
  - 緑間真太郎（黒子のバスケ）
  - 青峰大輝（黒子のバスケ）
  - 紫原 敦（黒子のバスケ）
  - 赤司征十郎（黒子のバスケ）
  - 鳩羽つぐ
  - 紅ゆずる（宝塚歌劇 星組公演『Killer Rouge』）
  - 教授（レイトン ミステリー探偵社）
  - シュヴィ（ノーゲーム・ノーライフ ゼロ）
  - 大垣千明（ゆるキャン△）
  - 三宅日向（宇宙よりも遠い場所）
  - リコ（メイドインアビス）
  - レグ（メイドインアビス）
  - 奥村英二（BANANA FISH）
  - アッシュ・リンクス（BANANA FISH）
  - 月ノ美兎
  - 王杰希（マスターオブスキル（全職高手））
  - アリス・キャロル（ARIA）
  - 水無灯里（ARIA）
  - ビームカービィ（星のカービィ）
  - 我妻善逸（鬼滅の刃）
  - 真菰（鬼滅の刃）
  - 錆兎（鬼滅の刃）
  - クリムヴェール（異種族レビュアーズ）
  - ライザ（ライザのアトリエ）
  - 冬坂五百里（十三機兵防衛圏）
  - レトルト
  - 中野二乃（五等分の花嫁）
  - アナ（アナと雪の女王2）
  - エルザ（アナと雪の女王2）
  - 後藤ひとり（ぼっち・ざ・ろっく!）[15]

- 企画中止
  - 雷火（ケイオスドラゴン 混沌戦争）
  - 夜空メル（ホロライブ）

- その他アナウンスがないもの
  - イグニス（塵骸魔京）
  - チャップ（スナックワールド）
  - マジンガーZ
  - グレートマジンガー
  - 白樺（雛蜂）
  - レイアス（Grand Summoners）
  - ルーデンス（デス・ストランディング）
  - レーシングミク2016 TeamUKYO応援
  - 双葉杏（アイドルマスター シンデレラガールズ）
  - 真田幸村（百花繚乱 サムライガールズ）
  - 後藤又兵衛（百花繚乱 サムライガールズ）
  - 直江兼続（百花繚乱 サムライガールズ）
  - 芳乃 シャルル（D.C.III ～ダ・カーポIII～）
  - 鷲岡至（まじかるすいーとプリズム・ナナ）
  - 織部琴音（まじかるすいーとプリズム・ナナ）
  - 浅木飛鳥（まじかるすいーとプリズム・ナナ）
  - ホライゾン・アリアダスト 私服Ver.（境界線上のホライゾン）
  - 琴浦春香（琴浦さん）
  - あみこ（あみあみ）
  - 特子（ホビーストック）

#### パッケージデザイン
- 2024年10月25日 プラスチックごみ削減を目的として、「ねんどろいど」「ねんどろいど べーしっく」のパッケージを従来の「ブリスターパッケージ（プラスチックを使用したパッケージ）」から「紙パッケージ」に変更し、パッケージサイズも縮小することを発表した。[16]
- しかし、プラスチック製の窓がなくて中が見えない仕様が不評であったため、2024年12月4日にパッケージデザイン変更を取りやめることを発表した。（一部商品は間に合わないため紙パッケージのまま）[17]

### ねんどろいどこ〜で
可動ギミックを排除して固定ポーズに仕様変更し、頭部や胴体、脚部などを分離して組みかえることができる着せ替え型のねんどろいど。頭部のみ、他種のねんどろいどと互換性あり。組み換えの接続部である首、腰は回して可能。パッケージもブリスターパックに変更されており、対象年齢を8歳以上に引き下げ、STマークの認証を受けている。
| キャラクター・商品名                                                                             | 作品名                                      | 発売日       | 備考                                                                                  |
| ------------------------------------------------------------------------------------------------ | ------------------------------------------- | ------------ | ------------------------------------------------------------------------------------- |
| 真中らぁら キューティーリボンコーデ                                                              | プリパラ                                    | 2015年6月    |                                                                                       |
| 真中らぁら トゥインクルリボンサイリウムコーデ                                                    | プリパラ                                    | 2015年6月    |                                                                                       |
| 南みれぃ キャンディアラモードサイリウムコーデ                                                    | プリパラ                                    | 2015年7月    |                                                                                       |
| 南みれぃ マジカルピエロコーデ                                                                    | プリパラ                                    | 2015年7月    |                                                                                       |
| 北条そふぃ ホワイトスワンコーデ                                                                  | プリパラ                                    | 2015年7月    |                                                                                       |
| 北条そふぃ ホリックトリックサイリウムコーデ                                                      | プリパラ                                    | 2015年7月    |                                                                                       |
| 東堂シオン エターナルパンクコーデ                                                                | プリパラ                                    | 2015年9月    |                                                                                       |
| 東堂シオン ベイビーモンスターサイリウムコーデ                                                    | プリパラ                                    | 2015年9月    |                                                                                       |
| ドロシー・ウェスト フォーチュンパーティーサイリウムコーデD                                       | プリパラ                                    | 2015年10月   |                                                                                       |
| ドロシー・ウェスト ツインギンガムコーデD                                                         | プリパラ                                    | 2015年10月   |                                                                                       |
| レオナ・ウェスト フォーチュンパーティーサイリウムコーデR                                         | プリパラ                                    | 2015年10月   |                                                                                       |
| レオナ・ウェスト ツインギンガムコーデR                                                           | プリパラ                                    | 2015年10月   |                                                                                       |
| ファルル マリオネットミューサイリウムコーデ                                                      | プリパラ                                    | 2016年6月    |                                                                                       |
| 黒須あろま ホリックトリッククラシックサイリウムコーデ                                            | プリパラ                                    | 2016年7月    |                                                                                       |
| 白玉みかん シルキーハートサイリウムコーデ                                                        | プリパラ                                    | 2016年8月    |                                                                                       |
| バニーマジシャンコーデ／ ブライトグリーンバニーマジシャンコーデ／ バニーマジシャンロイヤルコーデ | プリパラ                                    | 2016年2月7日 | ワンダーフェスティバル2016[冬]限定商品。                                              |
| シンデレラガールズ 凛・卯月・未央セット マイファーストスターコーデ                               | アイドルマスター シンデレラガールズ         | 2015年7月    | ワンダーフェスティバル2015[夏]限定商品。                                              |
| 天海春香 トゥインクルスターコーデ                                                                | アイドルマスター プラチナスターズ           | 2017年1月    |                                                                                       |
| 星井美希 トゥインクルスターコーデ                                                                | アイドルマスター プラチナスターズ           | 2017年1月    |                                                                                       |
| 高槻やよい トゥインクルスターコーデ                                                              | アイドルマスター プラチナスターズ           | 2017年4月    |                                                                                       |
| 四条貴音 トゥインクルスターコーデ                                                                | アイドルマスター プラチナスターズ           | 2017年4月    |                                                                                       |
| ふんどし                                                                                         | ねんどろいどこ〜で                          | 2015年12月   |                                                                                       |
| 初音ミク ハツネミクコーデ                                                                        | SEGA feat. HATSUNE MIKU Project             | 2016年7月    | GOODSMILE ONLINE SHOP予約特典は特製「ハツネミク」缶バッジ                             |
| 初音ミク ブレス・ユーコーデ                                                                      | SEGA feat. HATSUNE MIKU Project             | 2016年8月    | GOODSMILE ONLINE SHOP予約特典は特製「ブレス・ユー」缶バッジ                           |
| 初音ミク ラズベリーイズムコーデ                                                                  | SEGA feat. HATSUNE MIKU Project             | 2016年8月    | GOODSMILE ONLINE SHOP予約特典は特製「ラズベリーイズム」缶バッジ                       |
| 初音ミク スイートパンプキンコーデ                                                                | SEGA feat. HATSUNE MIKU Project             | 2016年10月   | GOODSMILE ONLINE SHOP予約特典は特製「スイートパンプキン」缶バッジ                     |
| 鏡音レン トリッカーコーデ                                                                        | SEGA feat. HATSUNE MIKU Project             | 2017年4月    | GOODSMILE ONLINE SHOP予約特典は特製「トリッカー」缶バッジ                             |
| 初音ミク 赤い羽根共同募金運動 創設70年記念コーデ                                                 | キャラクター・ボーカル・シリーズ01 初音ミク | 2016年10月   | 封入特典は初音ミク 赤い羽根共同募金 ラバーストラップ                                  |
| 木之本桜 くろねこメイドコーデ                                                                    | カードキャプターさくら                      | 2016年11月   |                                                                                       |
| 木之本桜 エンジェルクラウンコーデ                                                                | カードキャプターさくら                      | 2016年11月   |                                                                                       |
| 速水ヒロ                                                                                         | KING OF PRISM by PrettyRhythm               | 2017年3月    |                                                                                       |
| 神浜コウジ                                                                                       | KING OF PRISM by PrettyRhythm               | 2017年4月    |                                                                                       |
| 二科カヅキ                                                                                       | KING OF PRISM by PrettyRhythm               | 2017年4月    |                                                                                       |
| フレイア・ヴィオン                                                                               | マクロスΔ                                   | 2017年4月    |                                                                                       |
| 美雲・ギンヌメール                                                                               | マクロスΔ                                   | 2017年4月    |                                                                                       |
| 三日月宗近 内番コーデ                                                                            | 刀剣乱舞-ONLINE-                            | 2017年3月    | GOODSMILE ONLINE SHOP予約特典はラバーストラップ 三日月宗近 内番コーデVer.             |
| 三日月宗近 真剣必殺コーデ                                                                        | 刀剣乱舞-ONLINE-                            | 2017年1月    | 「刀剣乱舞-本丸博-」にて販売 購入特典はラバーストラップ 三日月宗近 真剣必殺コーデVer. |
| 加州清光 -花丸-内番コーデ                                                                        | 刀剣乱舞-花丸-                              | 2017年6月    | GOODSMILE ONLINE SHOP予約特典はラバーストラップ 加州清光 -花丸-内番コーデVer.         |
| 大和守安定 -花丸-内番コーデ                                                                      | 刀剣乱舞-花丸-                              | 2017年6月    | GOODSMILE ONLINE SHOP予約特典はラバーストラップ 大和守安定 -花丸-内番コーデVer.       |

#### 発売予定商品
- 参考展示

- 企画・制作進行中

### ねんどろいどもあ
きせかえ衣装やアフターパーツ、どこでも飾れるクリップや吸盤などで「ねんどろいど」をもっと楽しく飾ることができる。
| キャラクター・商品名                                                                                                  | 作品名                                  | 発売日                                                  | 備考 |
| --- | --------------------------------------- | ------------------------------------------------------- | --- |
| くりっぷ ホワイト/ピンク/ミント                                                                                       | ねんどろいどもあ                        | 2012年12月                                              | この商品は、2012年度入社の新入社員一同によって開発された商品です。 商品化に至るまでの試行錯誤をお伝えするブログはこちら!! ※ねんどろいどもあに関しての注意点 - 本商品は背中に支柱接続用の穴があいているねんどろいど、（及びねんどろいどぷち）のみに使用が可能です。 接続用の穴のないものについては使用できませんのでご注意ください。 - 本商品を髪の毛の長いキャラクターに使う場合、緩衝して使用できない場合がございますのでご注意ください。 |
| きゅうばん ホワイト/ピンク/ミント                                                                                     | ねんどろいどもあ                        | 2012年12月                                              | この商品は、2012年度入社の新入社員一同によって開発された商品です。 商品化に至るまでの試行錯誤をお伝えするブログはこちら!! ※ねんどろいどもあに関しての注意点 - 本商品は背中に支柱接続用の穴があいているねんどろいど、（及びねんどろいどぷち）のみに使用が可能です。 接続用の穴のないものについては使用できませんのでご注意ください。 - 本商品を髪の毛の長いキャラクターに使う場合、緩衝して使用できない場合がございますのでご注意ください。 |
| きゅうばん オレンジ                                                                                                   | ねんどろいどもあ                        | 2013年2月                                               | この商品は、2012年度入社の新入社員一同によって開発された商品です。 商品化に至るまでの試行錯誤をお伝えするブログはこちら!! ※ねんどろいどもあに関しての注意点 - 本商品は背中に支柱接続用の穴があいているねんどろいど、（及びねんどろいどぷち）のみに使用が可能です。 接続用の穴のないものについては使用できませんのでご注意ください。 - 本商品を髪の毛の長いキャラクターに使う場合、緩衝して使用できない場合がございますのでご注意ください。 |
| くりっぷ オレンジ | ねんどろいどもあ                        | 2013年2月                                               | この商品は、2012年度入社の新入社員一同によって開発された商品です。 商品化に至るまでの試行錯誤をお伝えするブログはこちら!! ※ねんどろいどもあに関しての注意点 - 本商品は背中に支柱接続用の穴があいているねんどろいど、（及びねんどろいどぷち）のみに使用が可能です。 接続用の穴のないものについては使用できませんのでご注意ください。 - 本商品を髪の毛の長いキャラクターに使う場合、緩衝して使用できない場合がございますのでご注意ください。 |
| きゅうばん1.5 【クリスタルクリア/ダンデライオン/セルリアンブルー /ホワイト/ピンク/ミント】                            | ねんどろいどもあ                        | 2013年8月                                               | |
| くりっぷ1.5 【クリスタルクリア/ダンデライオン/セルリアンブルー /ホワイト/ピンク/ミント】                              | ねんどろいどもあ                        | 2013年8月                                               | |
| アフターパーツ01 | ねんどろいどもあ                        | 2013年12月 2016年12月(再発売)                           | 第一弾は、天使と悪魔になりきれる「コスプレアイテム」のほか、 3種の「音符」パーツに、「太陽」と「月」、2種の「星」をセットにしました！ 60mm×120mmサイズの「特別台座」も付属するので、遊びの幅も広がります。 |
| アフターパーツ02 | ねんどろいどもあ                        | 2013年12月 2016年12月(再発売)                           | 第二弾は、ねことうさぎになりきれる「コスプレアイテム」にくわえ、 ２匹の「ねこ」と、３匹の「ちょうちょ」をセットにしました！ 60mm×120mmサイズの「特別台座」も付属するので、遊びの幅も広がります。 |
| きせかえパジャマ | ねんどろいどもあ                        | 2014年2月 2016年7月(1次再発売) 2016年12月(2次再発売)    | ワンダーフェスティバル 2016［夏］販売商品 |
| とりかえっこフェイス                                                                                                  | ねんどろいどもあ                        | 2014年7月                                               | ワンダーフェスティバル 2014［夏］先行販売商品 |
| CUBE01 教室セット | ねんどろいどもあ                        | 2014年8月                                               | 発売元：PLAY FUTURE 第一弾「教室セット」が登場です！その名の通り“キューブ”をイメージしたデザインで統一いたしました。 付属パーツは、「教壇」「机」「本棚」「本」「ロッカー」「パソコン」など |
| CUBE02 下駄箱セット                                                                                                   | ねんどろいどもあ                        | 2015年2月                                               | 発売元：PLAY FUTURE |
| きせかえ水着 | ねんどろいどもあ                        | 2015年2月 2016年7月(1次再発売) 2016年12月(2次再発売)    | ワンダーフェスティバル 2016［夏］販売商品 |
| きせかえチアガール | ねんどろいどもあ                        | 2015年7月 2016年7月(1次再発売) 2016年12月(2次再発売)    | ワンダーフェスティバル 2016［夏］販売商品 |
| きせかえウエディング                                                                                                  | ねんどろいどもあ                        | 2016年2月 2016年7月(1次再発売) 2017年4月予定(2次再発売) | ワンダーフェスティバル 2016［夏］販売商品 |
| たたみ 緑/茶 | ねんどろいどもあ                        | 2016年2月                                               | 小さいスペースでねんどろいどを飾れる「まる台座」も２個付属いたします |
| きぐるみフェイスパーツケース （ピンクくま）/（ブラウンくま）/（ぶちねこ）/（トラねこ）                                | ねんどろいどもあ                        | 2016年7月                                               | |
| きぐるみフェイスパーツケース(うさぎ)                                                                                  | ねんどろいどもあ                        | 2016年10月                                              | |
| きぐるみフェイスパーツケース （しろくまクリスマスVer.）                                                               | ねんどろいどもあ                        | 2016年11月                                              | |
| フェイスパーツケース （アメショ）/（パンダ）                                                                          | ねんどろいどもあ                        | 2016年8月                                               | グッドスマイルカンパニー 15周年記念展示会販売商品 |
| うっどシリーズ （ホワイト・扉あり・左）/（ホワイト・扉あり・右）/ （ホワイト・左）/（ホワイト・右）/ うっど家具セット | ねんどろいどもあ                        | 2016年9月                                               | グッドスマイルカンパニー 15周年記念展示会販売商品 |
| とりかえっこフェイス02                                                                                                | ねんどろいどもあ                        | 2017年4月予定                                           | |
| Ⅳ号戦車D型 | ガールズ＆パンツァー                    | 2014年12月                                              | |
| Ⅳ号戦車 D型改（H型仕様） ＋ねんどろいどぷち あんこうチーム                                                            | ガールズ＆パンツァー                    | 2015年12月                                              | 2015年11月15日に行われた「第19回大洗あんこう祭 内「ガルパンミニミニホビーショー」 にて先行販売 |
| Ⅳ号戦車 D型改（H型仕様）                                                                                              | ガールズ＆パンツァー                    | 2016年10月                                              | |
| CV33型快速戦車（L3/33）                                                                                               | ガールズ＆パンツァー                    | 2017年4月                                               | |
| T-34/85 | ガールズ＆パンツァー                    | 2017年4月                                               | |
| きぐるみフェイスパーツケース（こんのすけ）                                                                            | 刀剣乱舞-ONLINE-                        | 2016年12月                                              | |
| きぐるみフェイスパーツケース（大和守安定）＆表情パーツ                                                                | 刀剣乱舞-花丸-                          | 2016年12月                                              | 刀剣乱舞-花丸- 其の一 Blu-ray/DVD 初回生産限定版のGOODSMILE ONLINESHOP 予約特典 |
| きぐるみフェイスパーツケース（加州清光）＆表情パーツ                                                                  | 刀剣乱舞-花丸-                          | 2017年1月                                               | 刀剣乱舞-花丸- 其の二 Blu-ray/DVD 初回生産限定版のGOODSMILE ONLINESHOP 予約特典 |
| きぐるみフェイスパーツケース（歌仙兼定）＆表情パーツ                                                                  | 刀剣乱舞-花丸-                          | 2017年2月                                               | 刀剣乱舞-花丸- 其の三 Blu-ray/DVD 初回生産限定版のGOODSMILE ONLINESHOP 予約特典 |
| きぐるみフェイスパーツケース（山姥切国広）＆表情パーツ                                                                | 刀剣乱舞-花丸-                          | 2017年2月                                               | 刀剣乱舞-花丸- 其の四 Blu-ray/DVD 初回生産限定版のGOODSMILE ONLINESHOP 予約特典 |
| きぐるみフェイスパーツケース（蜂須賀虎徹）＆表情パーツ                                                                | 刀剣乱舞-花丸-                          | 2017年4月                                               | 刀剣乱舞-花丸- 其の五 Blu-ray/DVD 初回生産限定版のGOODSMILE ONLINESHOP 予約特典 |
| きぐるみフェイスパーツケース（陸奥守吉行）＆表情パーツ                                                                | 刀剣乱舞-花丸-                          | 2017年5月                                               | 刀剣乱舞-花丸- 其の六 Blu-ray/DVD 初回生産限定版のGOODSMILE ONLINESHOP 予約特典 |
| ハイキュー!! きぐるみフェイスパーツケース (烏野高校)/(音駒高校)                                                       | ハイキュー!! 烏野高校 VS 白鳥沢学園高校 | 2017年4月                                               | |
| ハイキュー!!きぐるみフェイスパーツケース (青葉城西高校)                                                               | ハイキュー!!                            | 2017年5月                                               | |
| ラブライブ！サンシャイン!! きせかえWORLDイメージガール Vol.1                                                          | ラブライブ!サンシャイン!!               | 2018年7月                                               | 高海千歌（ 台湾）・松浦果南（ オーストラリア）・黒澤ダイヤ（ シンガポール）・津島善子（ イギリス）・黒澤ルビィ（ 韓国）のセット。 |
| ラブライブ！サンシャイン!! きせかえWORLDイメージガール Vol.2                                                          | ラブライブ!サンシャイン!!               | 2018年8月                                               | 桜内梨子（ ドイツ）・渡辺曜（ 中国）・国木田花丸（ タイ）・小原鞠莉（ アメリカ合衆国）・世界旅行セットからなる。 BOX購入特典として、桜内梨子の専用髪型が付く。 |

### ねんどろいど ぷらす
縮尺が違う物や、特殊なギミックの付いた物など、基本シリーズの枠から外れたラインナップ。「でか」「根付け&チャーム」を除き縮尺は通常シリーズとほぼ同じ。
- プリムラのちっちゃな大ぼうけん!?（SHUFFLE! MEMORIES）
  - 発売元：オリゴクレース/FREEing。アニメ『SHUFFLE!』DVD付属特典のデスクトップアクセサリーを元にしたPC用ゲームとねんどろいどのセット商品。ねんどろいどとしては初となる音声ギミックを搭載。
  - 通常版の他、アニメイト専売の照れ顔版、キャラアニ・ゲーマーズ・とらのあな専売のむー顔版（以上2007年11月発売）、ワンダーフェスティバル2008冬限定商品のメガネ顔版（2008年2月発売）があり、それぞれ表情と音声が異なる。
- でか ネコアルク（月姫/MELTY BLOOD） - 2008年1月発売、HOBBYCOMPLEX01 神戸限定商品。
- でか ネコアルク カオス（MELTY BLOOD） - 2008年11月発売、HOBBYCOMPLEX02 東京 限定商品。
- じゃんぼ 初音ミク（キャラクター・ボーカル・シリーズ01 初音ミク） - 2012年12月発売予定、グッスマくじ 「初音ミク 2012 Winter Ver.」 A賞。
  - 「でか」「じゃんぼ」の3商品は通常のねんどろいどの3倍近い大きさとなっている。
- ケメコ（ケメコデラックス!） - 2008年6月発売、発売元：マックスファクトリー。
  - 元々2頭身キャラのため独自ディフォルメが無く劇中と同じ造形。マックスファクトリーから発売の「エムエム」フィギュアと組み合わせることが可能。
- 秋姫すもも ぱじゃま姿（ななついろ★ドロップス）
  - DSソフト『ななついろ★ドロップスDS』初回限定版購入特典。
  - サイズにあった枕が付属。
- クイーンズブレイド マスコットボールチェーン - 2010年1月発売、発売元：エスケイジャパン、プライズ商品として発売。
  - アイリ、レイナ、シズカ、トモエの4人のミニフィギュアがついたボールチェーン。
- ボーカロイド 激走プルバックカー - 2010年3月発売、発売元：FREEing
  - それぞれのキャラに似合った道具をモチーフにした乗り物にミニフィギュアが乗ったプルバック式ミニカー。初音ミクがネギ、鏡音リン・レンがロードローラー、巡音ルカがマグロに乗っている。乗り物とフィギュアは磁石で脱着が可能になっており、フィギュアを乗せるとゼンマイのロックが外れて走り出すギミック付き。
- トレーディングラバーストラップ 【魔法少女リリカルなのは The MOVIE 1st】 SCENE01 - 2011年4月発売、発売元：Gift。
  - 通常8種とシークレット2種の全10種。
- トレーディングラバーストラップ 【魔法少女リリカルなのは The MOVIE 1st】 SCENE02 - 2011年8月発売予定、発売元：Gift。
  - 通常8種とシークレット2種の全10種。
- トレーディングラバーストラップ 【DOG DAYS】 - 2011年9月発売、発売元：Gift。
  - 通常8種とシークレット2種の全10種。

#### チャーム・根付け
ミニフィギュアがついた根付けとチャーム。
- 涼宮ハルヒの憂鬱 コスプレ根付け&チャーム - 2008年9月発売（第1弾）/2008年12月発売（第2弾）、発売元：FREEing、アニメイト限定商品。
  - 各地域の名物にちなんだコスプレをしたハルヒ・長門・みくるのミニフィギュア。全国6地域にわけ、それぞれの地域のアニメイトで単品発売されるほか、アニメイト通販で全種セットも発売される。
- らき☆すた コスプレ根付け&チャーム - 2009年4月発売（第1弾）/2009年8月発売（第2弾）、発売元：FREEing、アニメイト・ゲーマーズ限定商品。
  - ハルヒのと同様、各地域の名物（第1弾）や戦国武将（第2弾）にちなんだコスプレをしたこなた・かがみ・つかさのミニフィギュア。全国6地域にわけ、それぞれの地域のアニメイト・ゲーマーズで単品発売されるほか、アニメイト通販で全種セットも発売される。
  - また、2008年12月に行われたコミックマーケット75では会場限定品の「コミケ会場こなた根付け」が発売、2009年4月にはアニメイト景品ポイント交換商品として「コスプレチャーム4種セットアニメ店長Ver.」（みゆきを含めた4人がアニメ店長のコスプレをしている）がリリースされたほか、第2弾では全種セット購入特典としてみゆきの根付け・チャームが付属している。
- 高町なのは（魔法少女リリカルなのは The Movie 1st） - 2010年1月発売、サークルKサンクス・ときめきモール限定商品。
  - サークルKサンクス限定版の映画特別鑑賞券に付属。
- 霊夢&魔理沙 根付け&チャーム（東方Project） - 2010年3月発売、とらのあな限定商品。
  - 根付けのみ2体セット商品も発売。
- フェイト・テスタロッサ（魔法少女リリカルなのは The Movie 1st） - 2010年8月発売、サークルKサンクス、ときめきモール限定商品。
- 初音ミク Project DIVA特典ver（初音ミク -Project DIVA-） - PSPソフト『初音ミク -Project DIVA-2nd』予約特典。
- けいおん!!チャームコレクション（けいおん!!） - 2010年8月発売、発売元：TBSテレビ、赤坂ビッグバン「けいおん!!ギャラリー」・コミックマーケット78・TBS iShop限定商品
- 初音ミク 桜バージョンチャーム（キャラクター・ボーカル・シリーズ01 初音ミク） - 「初音ミク ライブパーティー 2011 -39's LIVE IN TOKYO-」イベント来場特典。
- 初音ミク カラフルドロップ Yおじバージョンチャーム（キャラクター・ボーカル・シリーズ01 初音ミク） - 「初音ミク ライブパーティー 2011 ミクパ♪」BD限定版特典。
- メルル 根付け&チャーム（メルルのアトリエ） - PS3ソフト『メルルのアトリエ 〜アーランドの錬金術士3〜』プレミアムボックス同梱。
- フェイト&シグナム 根付け&チャーム（魔法少女リリカルなのは The MOVIE 2nd A's） - 2012年7月13日発売、サークルKサンクス、サークルKサンクス公式通販サイト
- なのは&ヴィータ 根付け&チャーム（魔法少女リリカルなのは The MOVIE 2nd A's） - 2012年7月13日発売、サークルKサンクス、サークルKサンクス公式通販サイト「KARUWAZA ONLIN」ときめきモール限定商品。

#### ぬいぐるみシリーズ
製造元：Gift。ねんどろいどシリーズのイラストレーターによるデザインを採用した、ねんどろいど風のぬいぐるみ。内部に関節を組み込んでいるため、様々なポーズをとることができる。
- 01 初音ミク（キャラクター・ボーカル・シリーズ01 初音ミク）- 2009年8月発売
- 02 はちゅねミク（キャラクター・ボーカル・シリーズ01 初音ミク）- 2009年8月発売
- 03 KAITO（VOCALOID KAITO） - 2009年11月発売
- 04 鏡音リン（キャラクター・ボーカル・シリーズ02 鏡音リン・レン）- 2009年12月発売
- 05 鏡音レン（キャラクター・ボーカル・シリーズ02 鏡音リン・レン）- 2009年12月発売
- 06 博麗霊夢（東方Project）- 2009年12月発売
- 07 霧雨魔理沙（東方Project）- 2009年12月発売
- 08 MEIKO（VOCALOID MEIKO）- 2010年1月発売
- 09 巡音ルカ（キャラクター・ボーカル・シリーズ03 巡音ルカ）- 2010年2月発売
- 10 高町なのは（魔法少女リリカルなのは The MOVIE 1st）- 2010年4月発売
- 11 フェイト・テスタロッサ（魔法少女リリカルなのは The MOVIE 1st）- 2010年4月発売
- 12 十六夜咲夜（東方Project）- 2010年5月発売
- 13 東風谷早苗（東方Project）- 2010年5月発売
- 14 平沢唯 夏服ver（けいおん!）- 2010年8月発売、発売元：TBSテレビ、コミックマーケット78限定商品
- 15 秋山澪 夏服ver（けいおん!）- 2010年8月発売、発売元：TBSテレビ、コミックマーケット78限定商品
- 16 射命丸文（東方Project）- 2010年8月発売
- 17 ブラック★ロックシューター（ブラック★ロックシューター）- 2010年10月発売
- 18 ペルソナ3 アイギス - 2010年12月発売
- 19 高町なのは 制服ver. （魔法少女リリカルなのは The MOVIE 1st）- 2010年12月発売
- 20 フェイト・テスタロッサ 私服ver. （魔法少女リリカルなのは The MOVIE 1st）- 2010年12月発売
- 21 高町なのは 私服ver. （魔法少女リリカルなのは The MOVIE 1st）- 2010年11月発売
- 22 フェイト・テスタロッサ 私服 スカートver. （魔法少女リリカルなのは The MOVIE 1st）- 2010年11月発売
- 23 田井中律 夏服ver（けいおん!） 2010年12月発売、発売元：TBSテレビ、コミックマーケット79限定商品
- 24 琴吹紬 夏服ver（けいおん!）- 2010年12月発売、発売元：TBSテレビ、コミックマーケット79限定商品
- 25 中野梓 夏服ver（けいおん!）- 2010年12月発売、発売元：TBSテレビ、コミックマーケット79限定商品
- 26 平沢唯 冬服ver（けいおん!）- 2011年1月発売、発売元：ムービック
- 27 秋山澪 冬服ver（けいおん!）- 2011年1月発売、発売元：ムービック
- 28 シエル・ファントムハイヴ（黒執事）- 2011年4月発売
- 29 セバスチャン・ミカエリス（黒執事）- 2011年4月発売
- 30 レミリア・スカーレット（東方Project）- 2011年3月発売
- 31 フランドール・スカーレット（東方Project）- 2011年3月発売
- 32 ユーノ・スクライア バリアジャケットVer.（魔法少女リリカルなのは The MOVIE 1st）- - 2011年1月発売
- 33 アルフ バリアジャケットVer.（魔法少女リリカルなのは The MOVIE 1st）- - 2011年1月発売
- 34 セイバーエクストラ（Fate/EXTRA）- 2011年4月発売、発売元：ホビージャパン、とれたて！ほびーちゃんねる限定商品
- 35 キャスター（Fate/EXTRA）- 2011年4月発売、発売元：ホビージャパン、とれたて！ほびーちゃんねる限定商品
- 36 デッドマスター（ブラック★ロックシューター）- 2011年5月発売
- 37 セイバー（Fate/stay night）- 2011年8月発売
- 38 セイバーオルタ（Fate/stay night）- 2011年8月発売
- 39 田井中律 冬服ver（けいおん!）- 2011年6月発売、発売元：ムービック
- 40 琴吹紬 冬服ver（けいおん!） 2011年6月発売、発売元：ムービック
- 41 中野梓 冬服ver（けいおん!）- 2011年6月発売、発売元：ムービック
- 42 南千秋（みなみけ）- 2011年8月発売
- 43 チルノ（東方Project）-2011年12月発売
- 44 インデックス（とある魔術の禁書目録）- 2012年11月発売
- 45 上条当麻（とある魔術の禁書目録）- 2012年11月発売

### ねんどろいど ぷち
ねんどろいどをおよそ半分ほどの大きさに縮めたミニフィギュア。略称はねんぷち。

#### 基本シリーズ
1個500円（税込）で購入可能で、1シリーズ11〜12体（うち1体がシークレット）の、ワンコイン・トレーディングフィギュア形式となっている。またこのシリーズのみフィギュア取扱店だけでなく、先行販売としてサークルKサンクスのチェーン店及び系列オンラインショップのときめきモールでも発売されている。
| キャラクター・商品名                                             | 作品名 | 発売日                                                                     | 備考 |
| ---------------------------------------------------------------- | --- | -------------------------------------------------------------------------- | --- |
| 涼宮ハルヒの憂鬱#01                                              | 涼宮ハルヒの憂鬱                                                                                           | 2007年12月 2008年1月(再発売)                                               | 涼宮ハルヒ（超監督/団長）、朝比奈みくる（戦うウェイトレス/ミクルビーム）、 鶴屋さん（ピース/ユキの操り人形）、長門有希（スターリングインフェルノ/水晶占い）、 キョン（キリリ/やれやれ）の5種10体+シークレット（涼宮ハルヒ（チアガール））1体。 |
| 涼宮ハルヒの憂鬱＃02                                             | 涼宮ハルヒの憂鬱                                                                                           | 2008年4月                                                                  | 涼宮ハルヒ（ニヤリ/ビクビク）、朝比奈みくる（おそうじ/なきむし）、 長門有希（読書中/戦闘態勢）、朝倉涼子（戦闘態勢/ナイフ）、 キョンの妹（ピース/with シャミセン）の5種10体+シークレット（朝比奈みくる（カエルスーツ））1体。 |
| 涼宮ハルヒの憂鬱#03                                              | 涼宮ハルヒの憂鬱                                                                                           | 2008年10月                                                                 | 涼宮ハルヒ（激奏/射手座の日）、長門有希（激奏/射手座の日）、 朝比奈みくる（激奏/射手座の日）、キョン（激奏/射手座の日）、 古泉一樹（激奏/射手座の日）の5種10体+シークレット（鶴屋さん（激奏））1体。 |
| らき☆すた シーズン1                                              | TVアニメ らき☆すた                                                                                         | 2008年3月                                                                  | 泉こなた（制服・冬/水着）、柊かがみ（制服・冬/巫女）、 柊つかさ（制服・冬/制服・夏）、高良みゆき（制服・冬/チアガール）、 小神あきら（アイドル/本性）の5種10体+シークレット（白石みのる）1体。 |
| らき☆すた シーズン2                                              | TVアニメ らき☆すた                                                                                         | 2008年6月                                                                  | 泉こなた（だだだ/メイド）、小早川ゆたか（制服・冬/チアガール）、 岩崎みなみ（制服・冬/体操服）、田村ひより（制服・冬/制服・夏）、 黒井ななこ（先生/Yシャツ）の5種10体+シークレット（セイバーこなた）1体。 |
| THE IDOLM@STER ステージ01                                        | THE IDOLM@STER                                                                                             | 2009年3月                                                                  | 星井美希（ステージ/私服・期待の新星/私服・覚醒）、如月千早（ステージ/私服）、 秋月律子（ステージ/私服）、菊地真（ステージ/私服）、 双海亜美（ステージ/私服）の5種11体+シークレット（四条貴音（ステージ））1体。 |
| THE IDOLM@STER ステージ02                                        | THE IDOLM@STER                                                                                             | 2009年7月                                                                  | 天海春香（ステージ/私服）、高槻やよい（ステージ/私服）、 水瀬伊織（ステージ/私服）、萩原雪歩（ステージ/私服）、 三浦あずさ（ステージ/私服）、双海真美（私服）の6種11体+シークレット（我那覇響（ステージ））1体。 |
| デスノート Case File #01                                         | デスノート                                                                                                 | 2009年10月                                                                 | 夜神月（キラ/死神）、L（推理/猫背）、リューク（デスノート/リンゴ）、弥海砂（スマイル/ウインク）、 レム、ワタリの6種10体+シークレット（L（天使））1体。 |
| デスノート Case File #02                                         | デスノート                                                                                                 | 2010年1月                                                                  | 夜神月（刑事/テニス）、L（携帯電話/テニス）、ニア（推理/ニヤリ）、メロ（不適/ビックリ）、 魅上照（Xキラ）、弥海砂（ナース）の6種10体+シークレット（夜神月（12巻表紙ver.））1体。 |
| Fate/stay night                                                  | Fate/stay night                                                                                            | 2010年6月                                                                  | セイバー（エクスカリバー/カリバーン）、遠坂凛（あかいあくま/宝石魔術）、 間桐桜（制服/エプロン）、ライダー（ダガー/魔方陣）、イリヤ（コート/ドレス）、 パジャマセイバーの6種11体+シークレット（へたれセイバー+プルバックライオン）1体。 |
| 魔法少女リリカルなのは THE MOVIE 1st                             | 魔法少女リリカルなのは THE MOVIE 1st                                                                       | 2010年10月                                                                 | 高町なのは（バリア・ジャケットVer/私服Ver./制服Ver.）、 フェイト・テスタロッサ（バリア・ジャケットVer/私服Ver.）、 アルフ、クロノ・ハラオウン、ユーノ・スクライア、アリサ・バニングス、 月村すずかの7種10体+シークレット（アリシア・テスタロッサ）1体。 またアリサにはフェレット形態のユーノが、すずかには狼形態のアルフが、それぞれ付属する。            |
| けいおん!（だいいっき）                                          | けいおん！                                                                                                 | 2010年12月 2011年11月（再発売）                                            | 平沢唯（制服/水着）、秋山澪（制服/水着）、田井中律（制服/水着）、琴吹紬（制服/水着）、 中野梓（制服/水着/水着【日焼け】）の5種11体+シークレットとして秋山澪（メイド服）1体。 |
| 魔法少女まどか☆マギカ                                            | 魔法少女まどか☆マギカ                                                                                      | 2012年2月                                                                  | 鹿目まどか（魔法少女/制服）、暁美ほむら（魔法少女/制服）、 巴マミ（魔法少女/制服）、美樹さやか（魔法少女/制服）、 佐倉杏子（魔法少女/私服）の5種10体+シークレット（アルティメットまどか）1体。 まどかとさやか（制服）にはキュゥべえのミニフィギュアが付属する。                                                                                           |
| ボーカロイド シリーズ01                                          | キャラクター・ボーカル・シリーズ                                                                           | 2009年11月 2009年12月(二次出荷) 2010年2月(1次再発売) 2011年11月(2次再発売) | 非常に人気が高く、1次出荷は予約のみで完売となった。これは、ねんどろいどぷちでは史上初のこと。 初音ミク、鏡音リン、鏡音レン、巡音ルカ、MEIKO、KAITO、 弱音ハク、亞北ネル、サイハテミク、咲音メイコの10体+シークレット（はちゅねミク(関節入り)）1体。 はちゅねミクは浅井真紀が原型を手がけており、 ねんどろいどぷちとしては初の関節可動タイプとなっている。 |
| 初音ミク セレクション                                            | キャラクター・ボーカル・シリーズ                                                                           | 2013年9月                                                                  | 初音ミク、鏡音リン、鏡音レン、巡音ルカ、MEIKO、KAITO、 初音ミク（みくりすたる☆/ロミオとシンデレラ/深海少女）、 鏡音リン（悪ノ娘）、鏡音レン（悪ノ召使）、巡音ルカ（紅一葉）の12体 GOODSMILE ONLINE SHOP予約特典はおでかけ★ぽ～ち ミクば～じょん |
| 初音ミク りにゅーある                                            | キャラクター・ボーカル・シリーズ                                                                           | 2016年9月                                                                  | 初音ミク V3、鏡音リン V4X、鏡音レン V4X、 巡音ルカ V4X、MEIKO V3、KAITO V3の6体+シークレット1体。 BOXご予約特典は専用羽根パーツ サークルＫサンクスオンラインBOX予約特典は専用羽根パーツ（白パール塗装） |
| THE IDOLM@STER 2 ステージ01                                      | THE IDOLM@STER 2                                                                                           | 2012年6月                                                                  | 天海春香、如月千早、菊地真、四条貴音、高槻やよい、双海真美の6体+シークレット（秋月律子）1体。 |
| THE IDOLM@STER 2 ステージ02                                      | THE IDOLM@STER 2                                                                                           | 2012年10月                                                                 | 星井美希、水瀬伊織、萩原雪歩、三浦あずさ、双海亜美、我那覇響の6体+シークレット1体。 |
| THE IDOLM@STER2 ミリオンドリームスVer. ステージ01                | THE IDOLM@STER 2                                                                                           | 2014年2月                                                                  | 天海春香、如月千早、菊地真、高槻やよい、双海真美、四条貴音、秋月律子の7体 |
| THE IDOLM@STER2 ミリオンドリームスVer. ステージ02                | THE IDOLM@STER 2                                                                                           | 2014年3月                                                                  | 星井美希、水瀬伊織、萩原雪歩、三浦あずさ、双海亜美、我那覇響、音無小鳥の7体 |
| Fate/hollow ataraxia                                             | Fate/hollow ataraxia                                                                                       | 2012年7月                                                                  | セイバー、遠坂凛、間桐桜、ライダー、イリヤ、藤村大河、 セイバーオルタ、バゼット・フラガ・マクレミッツ、リーゼリット、 カレン・オルテンシア、ステンノの11体+シークレット（遠坂凛（チョロQ仕様））1体。 |
| うたの☆プリンスさまっ♪マジLOVE1000%                              | うたの☆プリンスさまっ♪マジLOVE1000%                                                                        | 2012年11月                                                                 | アニメイト限定。 一十木音也、聖川真斗、四ノ宮那月、一ノ瀬トキヤ、 神宮寺レン、来栖翔の6体+シークレット（愛島セシル）1体。 |
| うたの☆プリンスさまっ♪ マジLOVEレボリューションズ 1stステージ    | うたの☆プリンスさまっ♪ マジLOVEレボリューションズ                                                          | 2016年6月                                                                  | アニメイト限定。 一十木音也、聖川真斗、一ノ瀬トキヤ、神宮寺レン、寿嶺二、黒崎蘭丸の6体 購入特典は背景紙 |
| うたの☆プリンスさまっ♪ マジLOVEレボリューションズ 2ndステージ    | うたの☆プリンスさまっ♪ マジLOVEレボリューションズ                                                          | 2016年7月                                                                  | アニメイト限定。 四ノ宮那月、来栖翔、愛島セシル、美風藍、カミュの5体+シークレット1体。 購入特典は背景紙 |
| 『テイルズ オブ』シリーズ                                        | 『テイルズ オブ』シリーズ                                                                                  | 2012年12月                                                                 | ジュード・マティス、ミラ＝マクスウェル、ユーリ・ローウェル、 エステル、アスベル・ラント、ソフィの6体+シークレット1体。 |
| TYPE-MOON COLLECTION                                             | TYPE-MOON                                                                                                  | 2013年2月                                                                  | セイバー（ドレス/バイク）、遠坂凛（コート）、セイバー・リリィ、アルクェイド・ブリュンスタッド、 シエル、両儀式、アイリスフィール・フォン・アインツベルン、 ファンタズムーン、蒼崎青子、久遠寺有珠の11体+シークレット1体。 |
| アイドルマスター シンデレラガールズ ステージ01                   | アイドルマスター シンデレラガールズ                                                                        | 2013年5月                                                                  | 渋谷凛、高垣楓、双葉杏、三村かな子、城ヶ崎莉嘉の5体+シークレット2体。 |
| アイドルマスター シンデレラガールズ ステージ02                   | アイドルマスター シンデレラガールズ                                                                        | 2013年10月                                                                 | 諸星きらり、前川みく、島村卯月、城ヶ崎美嘉、 神崎蘭子の5体+シークレット（諸星きらり（ステージ衣装））、（前川みく（ステージ衣装））2体。 |
| ラブライブ!                                                      | ラブライブ!                                                                                                | 2013年10月                                                                 | 高坂穂乃果（制服/ステージ）、南ことり（制服/ステージ）、 園田海未（制服/ステージ）の3種6体+シークレットとして高坂穂乃果（僕らのLIVE 君とのLIFE）1体。 |
| ラブライブ! それは僕たちの奇跡Ver.                               | ラブライブ!                                                                                                | 2015年1月                                                                  | 高坂穂乃果、園田海未、南ことり、小泉花陽、星空凛、 西木野真姫、矢澤にこ、絢瀬絵里、東條希+シークレットとして南ことり（ミナリンスキー）1体。 購入特典は背景紙 GOODSMILE ONLINE SHOP予約特典は特製ねんぷち台座（ハート） サークルＫサンクスオンライン予約特典は特製ねんぷち台座（スター）                                                                   |
| ラブライブ! ねんどろいどぷち μ's全員集合! 2014レースクイーンver. | ラブライブ!                                                                                                | 2015年2月                                                                  | 発売元：株式会社PACIFIC RACING TEAM 高坂穂乃果、園田海未、南ことり、小泉花陽、星空凛、西木野真姫、矢澤にこ、絢瀬絵里、東條希の9体 購入特典は背景紙 PACIFIC RACING TEAM公式ONLINE SHOP購入特典は 描き下ろしイラストを使用したポストカード(9種9枚入り)セット                                                                                                |
| ラブライブ! Angelic Angel Ver.                                   | ラブライブ!                                                                                                | 2016年1月                                                                  | 高坂穂乃果、園田海未、南ことり、小泉花陽、星空凛、 西木野真姫、矢澤にこ、絢瀬絵里、東條希+シークレットとして矢澤にこ（にこりんぱなジャージ）1体。 購入特典は背景紙 GOODSMILE ONLINE SHOP予約特典は特製ねんぷち台座（ステージ） サークルＫサンクスオンライン予約特典は特製ねんぷち台座（扇）                                                               |
| フォトカノ                                                       | フォトカノ                                                                                                 | 2013年12月                                                                 | 新見 遙佳、室戸 亜岐、早倉 舞衣、実原 氷里、 間咲 ののか、柚ノ木 梨奈、深角 友恵の7体+シークレット1体。 |
| マクロスヒロイン                                                 | 「超時空要塞マクロス 愛・おぼえていますか」 「マクロスプラス」「マクロス７」 「マクロスゼロ」「マクロスF」 | 2013年12月                                                                 | シャロン・アップル、リン・ミンメイ、ミレーヌ・ジーナス、サラ・ノーム、 ランカ・リー、シェリル・ノームの6体+シークレット1体。 |
| 神撃のバハムート                                                 | 神撃のバハムート                                                                                           | 2014年8月                                                                  | ファイター、ケルベロス、ヴァンピィ、オーキス、フィーナ、ティナの6体+シークレット1体。 封入特典は「ねんぷち専用ガチャ」シリアルコード GOODSMILE ONLINE SHOP予約特典は描き下ろしイラストカード絵柄ミニタペストリー(A4サイズ) |
| 艦隊これくしょん -艦これ-                                        | 艦隊これくしょん -艦これ-                                                                                  | 2014年12月                                                                 | コンプティークで実施された「人気投票・提督たちの艦隊」にて選ばれた 金剛、榛名、加賀、北上改二、瑞鶴、翔鶴の6体。 購入特典は背景紙 GOODSMILE ONLINE SHOP予約特典はコンプティーク編集部特製冊子（表紙イラスト公式描き下ろし） サークルＫサンクスオンライン予約特典は海戦下じき                                                                              |
| 刀剣乱舞-ONLINE- 部隊一                                          | 刀剣乱舞-ONLINE-                                                                                           | 2016年4月 2016年5月(二次出荷)                                              | 加州清光、歌仙兼定、山姥切国広、蜂須賀虎徹、陸奥守吉行、大和守安定の6体 購入特典は背景紙 GOODSMILE ONLINE SHOP予約特典は特製ねんぷち台座（刀紋・金）6種セット アニメイト・ゲーマーズ(二次出荷分)予約特典は特製ねんぷち台座（刀紋・黒）6種セット |
| ガールズ&パンツァー                                              | ガールズ&パンツァー                                                                                        | 2014年9月 2016年10月(再発売)                                               | 西住みほ、秋山優花里、武部沙織、五十鈴華、冷泉麻子、 西住まほ、ダージリン、ケイ、カチューシャ、ノンナの10体+シークレット（アンチョビ）1体。 |

#### セット商品
| キャラクター・商品名                             | 作品名                               | 発売日     | 備考 |
| ------------------------------------------------ | ------------------------------------ | ---------- | --- |
| 涼宮ハルヒの憂鬱 お中元セット                    | 涼宮ハルヒの憂鬱                     | 2008年7月  | 色違いの水着を着たハルヒ・みくる・長門・朝倉・鶴屋さんの5体と プールのスタート台をイメージした専用台座5個のセット商品。 |
| ハルヒ夏祭りセット                               | 涼宮ハルヒの憂鬱                     | 2011年8月  | ハルヒ、長門、みくるの3体セット。「エンドレスエイト」作中での浴衣姿のフィギュア化。 |
| らき☆すた お年賀セット                           | ＴＶアニメ らき☆すた                 | 2009年1月  | サークルKサンクス・ときめきモール限定商品。 巫女姿のこなた・かがみ・つかさ・みゆきの4体と 石畳風の台座、鳥居のペーパークラフト、絵馬の張り替えシールのセット商品。 |
| らき☆すた お年賀カプセルVer.                     | ＴＶアニメ らき☆すた                 | 2009年1月  | 埼玉県鷲宮町の鷲宮神社特設会場、鷲宮町・幸手市内のサークルKサンクス等での限定発売。 後述の「お年賀セット」のカプセルトイ形式版。お年賀セットと色違いのねんどろいどぷちいずれか1体と、おみくじ1枚入り。 のちに東京国際アニメフェアやらき☆すた in 武道館 あなたのためだからの会場内でも販売された。 |
| らき☆すた×ストリートファイターセット             | らき☆すた ストリートファイター       | 2010年8月  | コンプティーク誌上での『ストリートファイターIV』とのコラボレーション企画によるもので、 美水かがみのイラストを元にフィギュア化した。 泉こなた（ガイル）、柊かがみ（リュウ）、柊つかさ（ケン）、高良みゆき（C.ヴァイパー）の4体セット。                                                             |
| THE IDOLM@STER ステージ01 ゴシックプリンセスVer. | THE IDOLM@STER                       | 2009年5月  | 「THE IDOLM@STER 4th ANNIVERSARY PARTY SPECIAL DREAM TOUR'S!!」ツアー物販限定商品。 美希・千早・律子・真・亜美のステージ衣装をゴシックプリンセスにし、音無小鳥を追加した6体セット商品。 |
| THE IDOLM@STER ステージ02 ゴシックプリンセスVer. | THE IDOLM@STER                       | 2009年8月  | 「Animelo Summer Live - 2009 -RE:BRIDGE-」物販限定商品。 春香・やよい・伊織・雪歩・あずさのステージ衣装をゴシックプリンセスにし、美希の961プロVer.を追加した6体セット商品。 |
| ボーカロイド RQセット ホワイトカラー Ver.        | キャラクター・ボーカル・シリーズ     | 2009年12月 | ニコニコ直販・売10限定商品。 レースクイーン仕様のミク・リン・ルカの3体とプルバック式ミニカーのセット商品。 |
| ボーカロイド RQセット ブラックカラー Ver.        | キャラクター・ボーカル・シリーズ     | 2009年12月 | ニコニコ直販・売10限定商品。 レースクイーン仕様のミク・リン・ルカの3体とプルバック式ミニカーのセット商品。 |
| 化物語セット 其ノ壹                              | 化物語                               | 2010年4月  | 阿良々木暦、戦場ヶ原ひたぎ、羽川翼の3体セット。 |
| 化物語セット 其ノ貳                              | 化物語                               | 2010年6月  | 千石撫子、八九寺真宵、神原駿河の3体セット。 |
| 化物語セット 其ノ參                              | 化物語                               | 2010年9月  | 阿良々木 火憐、阿良々木 月火、忍野 忍の3体セット。 |
| 東方Projectセット 第一章                         | 東方Project                          | 2010年7月  | ニコニコ直販・アニメイト・ゲーマーズ・とらのあな限定商品。 博麗霊夢、伊吹萃香、射命丸文の3体セット。 |
| 東方Project 第二章                               | 東方Project                          | 2010年10月 | ニコニコ直販・アニメイト・ゲーマーズ・とらのあな限定商品。 霧雨魔理沙、パチュリー・ノーレッジ、アリス・マーガトロイドの3体セット。 |
| Angel Beats! セット01                            | Angel Beats!（エンジェルビーツ）     | 2010年10月 | ゆり、椎名、遊佐の3体セット。 |
| Angel Beats! セット02                            | Angel Beats!（エンジェルビーツ）     | 2010年11月 | 音無、天使、ユイの3体セット。 |
| いちばんうしろの大魔王セット                     | いちばんうしろの大魔王               | 2010年11月 | 曽我けーな、服部絢子、ころねの3体セット。 |
| レーシングミクセット 2010ver.                    | レーシングミク                       | 2010年11月 | ニコニコ直販限定商品。 レーシング仕様のミク・リン・ルカの3体とプルバック式ミニカーのセット商品。 MEIKOは付属しておらず、後にPlayStation Portableの「初音ミク -Project DIVA- extend」で書き下ろされることとなる。                                                                                  |
| なのは&フェイトセット ラストシーンVer.           | 魔法少女リリカルなのは The MOVIE 1st | 2011年2月  | 制服姿のなのはと私服姿のフェイトの2体セット。 |
| なのは＆フェイト 夏の思い出セット                | 魔法少女リリカルなのは The MOVIE 1st | 2012年1月  | サークルKサンクス限定商品。 |
| 刀語セット                                       | 刀語                                 | 2011年5月  | 鑢七花、とがめ、鑢七実の3体セット。 |
| マト&ヨミ セット                                 | ブラック★ロックシューター            | 2011年2月  | ワンダーフェスティバル2011［冬］限定商品。 黒衣マト、小鳥遊ヨミの2体セット。 |
| B.G.M Festivalセット vol.0                       | B.G.M Festival Vol.0                 | 2011年5月  | B.G.M Festival開催記念で制作された、参加メーカー5社の代表キャラのセット。 宮村みやこ（ef - a fairy tale of the two.）、朝倉音姫（D.C.2）、上杉謙信（戦国ランス）、 椎野きらり（キラ☆キラ）、渡来明日香（俺たちに翼はない）の5体。                                                                 |
| Fate/stay night エクステンションセット           | Fate/stay night                      | 2011年10月 | セイバーオルタ、アーチャー、ランサー、キャスターのねんどろいどぷち4体とバーサーカーのねんどろいど1体のセット商品。 |
| ClariSセット irony Ver.                          | ClariS                               | 2012年1月  | アリスとクララの2体セット。ClariSとねんどろいどのコラボレーション企画で制作。 |
| 異国迷路のクロワーゼセット                       | 異国迷路のクロワーゼ                 | 2012年5月  | 発売元：セブンツー 湯音、クロード・クローデル、アリス・ブランシュの3体セット。 |
| ファルコムヒロイン セット                        | 日本ファルコム                       | 2012年4月  | 「レン、エステル・ブライト（『空の軌跡』シリーズ）」、「フィーナ(『イースI』)」の3体セット。 |
| レーシングミクセット 2011 Ver.                   | Racingミク                           | 2012年7月  | |
| LINKIN PARK set                                  | LINKIN PARK                          | 2012年9月  | |

- クイズマジックアカデミー 賢者ver. - 2010年6月発売、発売元：コナミデジタルエンタテインメント、コナミスタイル限定商品。
  - アロエ、ユリ、マラリヤ、ルキア、クララ、シャロンの6体の制服が賢者ver.になっている。また先着予約特典としてルキアの制服ver.のボディが付属する。
- 純情ロマンチカねんどろいどぷちセット - 2010年8月発売、発売元：キャラアニ、キャラアニ.com限定商品
  - 高橋美咲、宇佐見秋彦、鈴木さんの3体セット。
- けいおん!セット TBSishop&ローソン限定Ver. - 2011年4月発売、TBSishop・ローソン限定商品。
  - 唯・澪・梓の3体セット。
- まほうつかいの箱セット - 2010年12月発売、発売元：TYPE-MOON、コミックマーケット79限定商品。
  - 桂木千鶴、日比乃ひびき、ケータイさんの3体セット。
- 魔法少女まどか☆マギカ エクステンションセット01 - 2012年9月発売。
  - お菓子の魔女の2体セット。魔法少女まどか☆マギカ オンラインで使用できるシリアルコード付。

#### プライズゲーム用景品
プライズゲーム用に提供される景品用商品。
- クイズマジックアカデミー Vol.1、2 - 2009年6月（Vol.1）/2009年7月（Vol.2）発売、発売元：コナミデジタルエンタテインメント
  - Vol.1：アロエ、ユリ、マラリヤ、Vol.2：ルキア、クララ、シャロンの2シリーズ6種。
- 化物語 - 2011年1月発売、発売元：タイトー
  - 阿良々木暦（私服）、戦場ヶ原ひたぎ（私服）、神原駿河、千石撫子の4種。「化物語セット」収録の各キャラクターとはパーツに互換性を持たせている。
- とある科学の超電磁砲 vol.1 - 2011年1月発売、発売元：セガ
  - 御坂美琴、白井黒子、初春飾利、固法美偉の4種。
- バカとテストと召還獣 vol.1 - 2011年2月発売、発売元：セガ
  - 姫路瑞希、吉井明久（アキちゃん）、土屋康太、工藤愛子の4種。
- ハヤテのごとく! - 2011年3月発売、発売元：セガ
  - 三千院ナギ、マリア、桂ヒナギク、西沢歩の4種。
- バカとテストと召還獣 vol.2 - 2011年5月発売、発売元：セガ
  - 島田美波、木下秀吉、霧島翔子、FFF団の4種。
- とある科学の超電磁砲 vol.2 - 2011年6月発売、発売元：セガ
  - 御坂美琴、佐天涙子、固法美偉、木山春生の4種。
- とある魔術の禁書目録II - 2011年7月発売、発売元：セガ
  - 上条当麻、インデックス、妹達、風斬氷華の4種。
- リトルバスターズ! - 2011年7月発売、発売元：エスケイジャパン
  - 棗鈴、能美クドリャフカ、神北小毬の3種。
- とある科学の超電磁砲 vol.3 - 2011年8月発売、発売元：セガ
  - 御坂美琴、白井黒子、初春飾利、木山春生の4種。
- バカとテストと召還獣にっ！ vol.3 - 2011年11月発売、発売元：セガ
  - 姫路瑞希、木下秀吉、木下優子、清水美春の4種。
- とある魔術の禁書目録II vol.2 - 2011年12月発売、発売元：セガ
  - 一方通行、打ち止め、白井黒子、結標淡希の4種。
- とある魔術の禁書目録II vol.3 - 2012年発売、発売元：セガ
  - 御坂美琴、アニェーゼ、五和、神裂火織の4種。

#### 付属品・特典モデル
特定のフィギュアや商品に付属するもの・プレゼント商品等で、単体発売はない。
- 小神あきら、白石みのる（らき☆すた）
  - 上述のようにあきらはこなたの、みのるはかがみの、ねんどろいどの付属品となっている。また市販品「シーズン1」と違って未塗装となっており、あきらは「シーズン1」のものとは表情が異なる。
- フランドル（怪物王女）
  - グッドスマイルカンパニーから発売の「姫」フィギュアに付属。
- 赤井まほ、聖花ころん（どきどき魔女神判!）
  - DSソフト『どきどき魔女神判!2(Duo)』初回限定スペシャルBOX購入特典。
- 涼宮ハルヒ ハルヒちゃんVer.（涼宮ハルヒちゃんの憂鬱）
  - 漫画単行本『涼宮ハルヒの憂鬱』『涼宮ハルヒちゃんの憂鬱』購入者を対象にしたプレゼント賞品。
  - PSPソフト『涼宮ハルヒちゃんの麻雀』DXパックに復刻版として同梱された。
- シャナ（灼眼のシャナ）
  - アニメ『灼眼のシャナII』DVD第8巻初回限定版購入特典。
- スマガヒロインズセット（スマガ）
  - PCゲーム『スマガ』特別限定版特典。スピカ、ミラ、ガーネットの3体セット。また、背景用ジオラマPOPも付属する。
- 瀬戸燦、江戸前留奈（瀬戸の花嫁）
  - OVA『瀬戸の花嫁』初回版（燦は「仁」巻、留奈は「義」巻に付属）購入特典。
- 電撃文庫ねんどろいどぷち4体セット
  - DSソフト『電撃学園RPG Cross of Venus』プレミアムパック購入特典。キノ（キノの旅）、インデックス（とある魔術の禁書目録）、逢坂大河（とらドラ!）、シャナ（灼眼のシャナ、DVD付属版が夏服なのに対してこちらでは冬服になっている）の4体と背景用ジオラマPOPのセット。
- 逢坂大河 スクール水着Ver.（とらドラ!）
  - PSPソフト『とらドラ・ポータブル!』予約特典。
- 西條七海（CHAOS;HEAD）
  - アニメ『カオス;ヘッド -CHAOS;HEAD-』DVD第4巻初回限定版購入特典。
- 長門有希 ハルヒちゃんVer.（涼宮ハルヒちゃんの憂鬱）
  - 漫画単行本『涼宮ハルヒちゃんの憂鬱』3巻初回限定版購入特典。
- プチ凶華（狂乱家族日記）
  - グッドスマイルカンパニーから発売の「乱崎凶華&プチ凶華」フィギュアに2体セットで付属。
- ちゅるやさん（にょろーん ちゅるやさん）
  - 漫画単行本『にょろーん ちゅるやさん』初回限定版購入特典。
- 初音ミク Project DIVA特典ver.（初音ミク -Project DIVA-）
  - PSPソフト『初音ミク -Project DIVA-』予約特典。「でっかいお買い得版」では色違いの台座が付属している。
- 涼宮ハルヒ 笹の葉ラプソディver.（涼宮ハルヒの憂鬱）
  - アニメNewtypeチャンネルプレミアム会員2009年度下期「まとめてコース」申込特典。
  - 台座部分にFeliCaチップが埋め込まれており、FeliCa LiteによるアニメNewtypeチャンネルへの自動ログイン機能を搭載している。
- たこルカ（キャラクター・ボーカル・シリーズ03 巡音ルカ）
  - 上述のようにルカのねんどろいどに付属する。
- 桜野くりむ 制服ver./体操服ver.（生徒会の一存）
  - 制服ver.はドラゴンマガジン2010年1月号の、体操服ver.はドラゴンエイジ2010年1月号の、それぞれ付録となっている。
- 関羽雲長（一騎当千）
  - PSPソフト『一騎当千 XROSS IMPACT』限定版購入特典。
- 博麗霊夢 例大祭カタログ購入特典Ver.（東方Project）
  - Giftのオンラインショップ及び参加イベントで販売する、第7回博麗神社例大祭入場カタログセットに付属。
- 雪ミク（キャラクター・ボーカル・シリーズ01 初音ミク）
  - CD『VOCALOID SEASON COLLECTION 〜SNOW SONGS〜 ねんどろいどぷち 雪ミクセット』に付属。
  - 「初音ミク Project DIVA特典ver.」の雪の結晶を基調にしたカラーバリエーションバージョン。カラーリングデザインを「ミカタンブログ」のミカタンが担当した。
- ゆりっぺ、かなで（Angel Beats!）
  - ゆりっぺは電撃G's Festival! DELUXE Vol.6の、かなでは電撃G's magazine2010年8月号のそれぞれ付録となっている。
- ノエル=ヴァーミリオン（BLAZBLUE）
  - PS3/Xbox 360ソフト『BLAZBLUE CONTINUUM SHIFT』限定版購入特典。
- 姫路瑞希 召還獣ver.（バカとテストと召喚獣）
  - ペンギンパレードから発売の「姫路瑞希」フィギュアに付属。
- 細野はるみ（はるみねーしょん）
  - 漫画単行本『はるみねーしょん』第2巻初回限定版購入特典。
- B★RSセット（ブラック★ロックシューター）
  - 『ブラック★ロックシューター Blu-ray & DVDセット』購入特典。ブラック★ロックシューターとデッドマスターの2体セット。
- 高町なのは 新武装（魔法戦記リリカルなのはForce）
  - 漫画単行本『魔法戦記リリカルなのはForce』第3巻初回限定版購入特典。
- 高町ヴィヴィオ（魔法少女リリカルなのはViVid）
  - 漫画単行本『魔法少女リリカルなのはViVid』第3巻初回限定版購入特典。
- 種島ぽぷら 原作ver.（WORKING!!）
  - 漫画単行本『WORKING!!』第9巻初回限定版購入特典。
- ラナ（クイーンズブレイド）
  - 上述のようにカトレアのねんどろいどに付属する。
- 風祭フーカ（魔界戦記ディスガイア4）
  - PS3ソフト『魔界戦記ディスガイア4』限定版購入特典。
- 鳥留メイ（L@ve once）
  - PS3ソフト『L@ve once -mermaid's tears-』初回限定版購入特典。
- シャロ、エリー、コーデリア、ネロ（探偵オペラ ミルキィホームズ）
  - アニメ『探偵オペラ ミルキィホームズ』Blu-ray/DVD初回版購入特典。2巻から5巻に1体ずつ同梱される。
- ランカ・リー 魔法少女パステルver.（劇場版 マクロスF 恋離飛翼〜サヨナラノツバサ〜）
- シェリル・ノーム 白うさぎ・黒うさぎver.（劇場版 マクロスF 恋離飛翼〜サヨナラノツバサ〜）
  - 映画『劇場版 マクロスF 恋離飛翼〜サヨナラノツバサ〜』前売券購入特典。ランカは1枚券に、シェリルはペアチケットに付属。
- リリィ・シュトロゼック（魔法戦記リリカルなのはForce）
  - 漫画単行本『魔法戦記リリカルなのはForce』第4巻初回限定版購入特典。
- アインハルト・ストラトス（魔法少女リリカルなのはViVid）
  - 漫画単行本『魔法少女リリカルなのはViVid』第4巻初回限定版購入特典。
- プリズマイリヤ（Fate/kaleid liner プリズマ☆イリヤ ツヴァイ!）
  - 漫画単行本『Fate/kaleid liner プリズマ☆イリヤ ツヴァイ!』第4巻初回限定版購入特典。
- メリー・ナイトメア（夢喰いメリー）
  - アニメ『夢喰いメリー』Blu-ray/DVD第3巻初回版購入特典。
- ネッサ、フリュネ（フラクタル）
  - アニメ『フラクタル』Blu-ray初回版購入特典。1巻にネッサ、2巻にフリュネが同梱される。
- 果音（フォトカノ）
  - PSPソフト『フォトカノ』初回版購入特典。
- マテリアルズセット（魔法少女リリカルなのはA's PORTABLE -THE GEARS OF DESTINY-）
  - PSPソフト『魔法少女リリカルなのはA's PORTABLE -THE GEARS OF DESTINY-』初回限定版購入特典。星光の殲滅者、雷刃の襲撃者、闇統べる王の3体セット。
- エリィ·マクダエル、ティオ・プラトー（英雄伝説 零の軌跡）
  - PSPソフト『英雄伝説 碧の軌跡』予約限定版購入特典。
- 雑誌「アニメスタイル」付録
  - 逢坂大河 最終回セーラー服ver.（とらドラ!）（第1号）
  - ナディア（ふしぎの海のナディア）（第2号）
  - エドワード・エルリック（『鋼の錬金術師 嘆きの丘の聖なる星』ver.）（鋼の錬金術師）（第3号）
  - ホシノ・ルリ（機動戦艦ナデシコ）（第4号）
  - めんま（あの日見た花の名前を僕達はまだ知らない。）（第5号）
  - 山中さわ子（けいおん!）（第6号）
- 藤和エリオ（電波女と青春男）
  - 『電撃G'smagazine』2011年9月号付録。
- ミニイカ娘5体セット（侵略!イカ娘）
  - SUPER GTに参戦していたLMP MOTORSPORTの個人スポンサー特典。表情違いの5体セット。
  - 2011年のSUPER GT同チームの個人スポンサー「フィギュアで応援しなイカ!コース」の特典で初付録だが、2012年のSUPER GTに引き続き同作とはコラボレーションとして参戦に伴い、「フィギュアで応援しなイカ!コース 第2弾」の特典として再録する（ねんぷち以外の付録品は別）。
- 湯音（異国迷路のクロワーゼ）
  - 『異国迷路のクロワーゼ ねんどろいどぷち湯音つきアニメガイド』付録。前述の「異国迷路のクロワーゼセット」の湯音と違って表情パーツが付属している。
- リセット・カラー（ランス・クエスト）
  - PCソフト『ランス・クエスト』限定版購入特典[18]。
- 江戸川コナン（名探偵コナン）
下記2つは造形が同じだが服などの彩色がそれぞれ異なっている。映画『11人目のストライカー』の公開記念企画でもある。
  - 東京スピリッツver. - 漫画単行本『名探偵コナン』第75巻特別版購入特典。
  - ビッグ大阪ver. - 『名探偵コナン サッカーセレクション』購入特典。セブン-イレブン限定発売。
- アポ（宇宙兄弟）
  - 漫画単行本『宇宙兄弟』第27巻特別版購入特典。

### ねんどろいどどーる
既存のねんどろいどより頭身を高めに、さらに可動部分を追加したシリーズ（競合製品のキューポッシュ、オビツ11（オビツボディ）に似た仕様）。
胴体全高約100mm（頭部含め約140mm）となっており、頭身が上がったことで布製の服を着せることが可能となっている。足の裏には磁石を内蔵している。
首ジョイントについては他のねんどろいど製品頭部との互換性を持つ。

### アクセサリー
- ねんどろいど プレイセット
  - 発売元：Phat!
  - ねんどろいどのサイズに合わせて作成されたジオラマと小物類のセット。

| キャラクター・商品名                   | 発売日                                                  | 備考 |
| -------------------------------------- | ------------------------------------------------------- | ---- |
| スクールライフ Aセット / Bセット       | 2008年12月 2017年3月予定(再発売)                        |      |
| 和の暮らしA 食卓セット / B 客間セット  | 2009年6月 2010年6月(1次再発売) 2017年4月予定(2次再発売) |      |
| 文化祭 Aセット / Bセット               | 2010年6月                                               |      |
| 洋館 Aセット / Bセット                 | 2011年4月                                               |      |
| ワグナリア A 客席セット / B 厨房セット | 2012年5月                                               |      |

### 特別生産品
特大ねんどろいど マリンちゃん
「ねんどろいど マリンちゃん」のサイズを全長約90cm、重さ7kgと超大型化した物で、元々はパチンコホールの店頭ディスプレイ用に制作した物を、2014年10月に三洋物産のオフィシャルグッズショップ「海物屋」が限定販売を行った。

## その他
- ねんどろいどを題材としたiTunes用アプリ『ねんどろいど惑星』が配信されている。ゲーム『ねんどろいどディフェンス』がプレイできる。
- ねんどろいどを題材としたクロスオーバー作品『ねんどろいど じぇねれ〜しょん』がPlayStation Portableでゲーム化される。尚、この作品は『東方Project』と関連作初めてPCプラットフォーム以外のゲーム作品の出演である（理由は東方Project#二次創作に関する事柄、東方Projectの版権を利用する際のガイドラインを参照。）
- 『初音ミク and Future Stars Project mirai』は、ねんどろいどの初音ミク及びVOCALOIDシリーズのキャラクターが登場するゲームとなっている。
- 『バーチャファイター5 R』のおしゃべりアイテムとして初音ミク・鏡音リン・鏡音レンが、ねんどろいどをベースにして製作され登場している。
- ホビーストックが運営する3Dオンラインコミュニティサービス「Synthe」のアバターとして、ねんどろいどを元にしたアバターが使えるようになっている。
- 『トキメキファンタジー ラテール』とボーカロイドシリーズとのコラボレーションの一環として、背中ファッション装備にねんどろいどぷちの鏡音リンと鏡音レンが登場している。
- 『魔法少女リリカルなのはA's PORTABLE -THE BATTLE OF ACES-』の予約特典のダウンロードコンテンツとして「ねんどろいどなのは」の配信が予定されている。
- ClariSのCD『nexus』に収録されている『アナタにFIT』がねんどろいどのテーマソングとして用いられている。
- 『パチスロ化物語』のさまざまな場面で、化物語のねんどろいど ぷちが使用されている。